# Front Pembela Islam

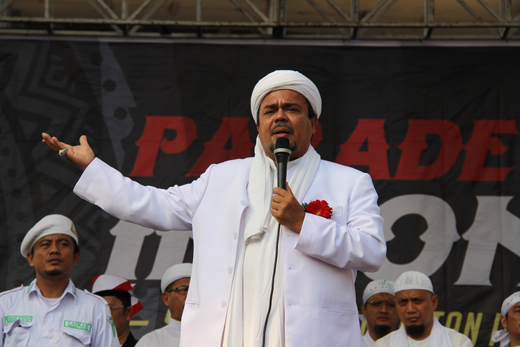
Habib Rizieq Syihab, der „Groß-Imam“ der FPI, bei einer Predigt im Januar 2017.

Die Front Pembela Islam („Front der Islam-Verteidiger, Islamische Verteidigerfront“), abgekürzt FPI, ist eine mittlerweile verbotene militante islamische Massenorganisation mit Sitz in Jakarta, die für die Einführung der Scharia in Indonesien kämpft und mit Gewalt gegen diejenigen vorgeht, die ihrer Auffassung nach gegen die Scharia verstoßen oder den Islam angreifen. Hierbei orientiert sie sich an dem koranischen Prinzip des Gebietens des Rechten und Verbietens des Verwerflichen. Weitere Ziele der Organisation sind Daʿwa, Dschihad und die Errichtung eines internationalen Kalifats. Die FPI hat eine antikommunistische, antizionistische und antiamerikanische Ausrichtung und bekämpft auch die Ahmadiyya und den liberalen Islam.
Die FPI wurde am 17. August 1998 wenige Monate nach dem Rücktritt von Staatspräsident Suharto gegründet und hat Ableger in 28 indonesischen Provinzen. Über die Anzahl ihrer Mitglieder gibt es sehr unterschiedliche Angaben, die zwischen 100.000 und sieben Millionen differieren. Die meisten FPI-Mitglieder leben in der Metropolregion Jakarta. Geistiger Führer der FPI ist der arabische Gelehrte und Prophetennachkomme al-Habib Rizieq bin Hussein Syihab, dessen Familie aus dem Hadramaut stammt. Er wird von seinen Anhängern als „Groß-Imam“ (imam besar) verehrt. Nachdem verschiedene Strafanzeigen gegen ihn gestellt worden waren, floh er im Mai 2017 nach Saudi-Arabien. Am 10. November 2020 kehrt er nach Jakarta zurück und wurde von Tausenden von Anhängern in einem Triumphzug empfangen. Nach weiteren FPI-Massenveranstaltungen, bei denen gegen COVID-19-Hygienebestimmungen verstoßen wurde, wurde er am 12. Dezember 2020 in Haft genommen.
Die International Crisis Group hat 2008 geurteilt, dass es sich bei der FPI eigentlich um eine „städtische Gangsterorganisation“ (urban thug organisation) handelt. Doch hat die Organisation auch viele Sympathisanten in den staatlichen Institutionen (Armee, Polizei und Justiz) Indonesiens und arbeitete eng mit verschiedenen islamischen Parteien zusammen. Deswegen und aufgrund der religiösen Rechtfertigung der FPI für ihr organisiertes gewaltsames Vorgehen hatte der Staat lange Zeit Schwierigkeiten, ihre Aktivitäten als rein kriminelle Aktivitäten zu behandeln. Am 30. Dezember 2020 hat die indonesische Regierung die FPI jedoch mit einem interministeriellen Dekret verboten. In dem Dekret, das von sechs Behördenleiter mit Ministerstatus unterschrieben ist, begründet die Regierung das Verbot unter anderem damit, dass die FPI eine Bedrohung für die nationale Ideologie der Pancasila darstellt, die FPI-Satzung gegen die indonesische Verfassung verstößt und in der Vergangenheit zahlreiche FPI-Mitglieder an terroristischen und kriminellen Aktivitäten teilgenommen haben. Durch das Dekret ist die FPI offiziell aufgelöst, ihre Aktivitäten und das Zeigen von FPI-Attributen und -Symbolen sind seither verboten.

## Gründung und Name
Die FPI wurde am Abend des 17. August 1998 in der Pesantren-Schule al-Umm in Kampung Utan, Ciputat gegründet. Der Ort liegt im Süden Jakartas, gehört aber heute zur Provinz Banten. An der Gründungsversammlung nahmen insgesamt 20 muslimische Prediger und Religionsgelehrte teil, von denen die meisten zu dieser Zeit noch relativ jung waren. Hierzu gehörten insbesondere:
- Habib Muhammad Rizieq bin Hussein Syihab, der den Weg für die Gründung der Organisation bahnte[9] und heute an der Spitze der Organisation steht.
- Habib Idrus Jamalullail, ein bekannter Prediger aus Jakarta.
- K.H. Cecep Bustomi. Er verließ allerdings schon 1999 die Organisation wieder, weil er sie für zu nachgiebig hielt, und gründete zusammen mit anderen FPI-Mitgliedern, die ihm gegenüber loyal waren, die Gruppe Laskar Hisbullah.[10]
- K.H. Misbahul Anam, ein Prediger, der seine religiöse Ausbildung bei der Nahdlatul Ulama erhalten hat.[11] Er war der Leiter des Pesantren al-Umm, in dem sich die Gruppe traf,[12] und wurde auch zum ersten Generalsekretär der Organisation ernannt. In seinem Pesantren in Ciputat befand sich auch das erste Sekretariat der FPI, bis es 1999 nach Tanah Abang in Zentral-Jakarta verlegt wurde.[13] Misbahul Anam stammt ursprünglich aus Brebes im nördlichen Zentraljava und gehört dem Tidschānīya-Orden an.[14]
- Habib Husein Al-Habsyi, der 1985 einen Bombenanschlag auf den Borobodur begangen und danach eine lange Haftstrafe abgesessen hatte.[15]

Weitere Gründungsmitglieder waren Habib Idrus Jamalullail, Habib Muhsin Ahmad Alatas, K.H. Salim Nasir, H. Tubagus Muhammad Shiddik, K.H. Didin Damanhuri, K.H. Fahrul Razi Ishak, K.H. Amin Sarbini, Habib Muhdor al-Muhdor, K.H. Oemar Syahroeni, Habib Abdurrahman al-Khirit, K.H. Zuhri Yakub und K.H. Sumarno Syafii. Die Religionsgelehrten in dieser Liste lassen sich daran erkennen, dass vor ihrem Namen die Abkürzung K.H. (= Kiai Haji) steht. Kiai ist eine indonesische Anrede für ehrwürdige islamische Gelehrte, Haji bedeutet Mekkapilger.
Anfangs bestanden die FPI-Mitglieder hauptsächlich aus den Anhängern dieser Gründungsmitglieder. So wurden zum Beispiel alle Schüler des Pesantren al-Umm aufgerufen, die FPI zu unterstützen.
Nach Rizieq Syihab erfolgte die Gründung der FPI spontan, ohne dass ihr ein formaler Prozess vorausging. Allerdings sei die Bildung der Organisation durch die Gründungsmitglieder in unbewusster Weise schon während der Herrschaft von Suharto in den 1990er Jahren angebahnt worden.
Bei ihrer Gründung wurde die FPI verdächtigt, ein politisches Instrument des kurz zuvor gestürzten Suharto-Regimes zu sein. Rizieq Syihab weist dies jedoch als „infame Propaganda“ (propaganda keji) zurück. Nach Purnomo hatten die meisten der FPI-Gründer vorher das Suharto-Regime bekämpft. Insbesondere Habib Idrus Jamalullail hatte das Suharto-Regime scharf kritisiert. Nach Auffassung von FPI-Mitgliedern, die Purnomo interviewt hat, war die Orde-Baru-Zeit in Wirklichkeit eine „Ordnung der Diebe“ (Orde Maling) gewesen. Rizieq Syihab nennt zwei Gründe als Hintergrund für die Gründung der FPI:
1. das lange Leiden der Muslime in Indonesien, das durch die Schwäche der sozialen Kontrolle der Zivil- und Militärbehörden verursacht sei, wodurch es zu Menschenrechtsverletzungen und Unterdrückung durch Funktionsträger dieser Behörden gekommen sei.
2. das Bestehen der Pflicht, die Würde des Islams und der Muslime zu verteidigen.[22]

In den 2003 beschlossenen Statuten der FPI wird die Zusammensetzung ihres Namens folgendermaßen erklärt:
- Front bedeute, dass sich die Organisation bemühe, in der vordersten Linie zu stehen und bei jedem Schritt des Kampfes eine feste Haltung einzunehmen.
- Pembela („Verteidiger“) verweise darauf, dass die Organisation eine aktive Rolle bei der Verteidigung der Rechte des Islams und der islamischen Umma einnehmen wolle.
- Islam bringe zum Ausdruck, dass der Kampf der Organisation nicht losgelöst sei von der Bindung an die Lehre der geraden und wahren islamischen Scharia.[23]

## Ideologische Entwicklung

### Verteidigung der Muslime, Abwehr der „Christianisierung“ Indonesiens
Die Idee, dass die FPI als Organisation der Verteidigung der Muslime dient, war besonders in der Anfangszeit stark ausgeprägt. Kurz nach ihrer Gründung schickte die FPI ein Investigationsteam nach Banyuwangi in Ostjava, um dort vorgefallene Morde an islamischen Geistlichen zu untersuchen. Sie kam zu dem Schluss, dass diese Morde vor allem durch als Ninja-Krieger verkleidete Personen verübt worden seien. Deshalb erklärte sie am 28. Oktober 1998 in einer Fatwa dieser Ninja-Gruppe den Dschihad. Einen Monat später, am 22. November 1998, war die FPI an einer blutigen Auseinandersetzung mit einer christlichen ambonesischen Miliz in Ketapang in Zentral-Jakarta beteiligt. Nach Angaben der FPI begann diese Auseinandersetzung, als nach einer Auseinandersetzung an einem Spiellokal mehrere hundert Ambonesen am frühen Morgen den Ort überfielen und eine Moschee niederbrannten. Als sich diese Nachricht in Jakarta verbreitete, kamen mehrere tausend Muslime nach Ketapang, darunter auch 300 FPI-Kämpfer. Diese schlugen die ambonesischen Sicherheitsleute zurück und töteten 15 von ihnen. Nach diesem Vorfall begann die FPI, neue Mitglieder zu rekrutieren. Als eine Woche später Christen in Kupang, der Hauptstadt der indonesischen Provinz Nusa Tenggara Timur, Moscheen niederbrannten und auch einige Muslime töteten, gab die FPI eine Erklärung ab, in der sie diese Aktionen scharf verurteilte.
Außerdem verlangte die FPI die Aufarbeitung von Menschenrechtsverletzungen gegen Muslime während der Orde-Baru-Zeit. Die FPI-Führung sieht diese Periode sehr negativ: Die Regierung sei von Christen dominiert gewesen und mit ihrer Hilfe habe eine Christianisierung Indonesiens stattgefunden. 80 Prozent der Bestechungsdelikte von Beamten während dieser Zeit seien von Christen begangen worden. Am 29. März 1999 forderte die FPI in einer öffentlichen Erklärung die Untersuchung der Rolle des christlichen Generals Leonardus Benyamin Moerdani im Zusammenhang mit bestimmten Unruhen. Dies bezog sich auf das Massaker von Tanjung Priok, einen Vorfall im September 1984 in der Nähe von Jakarta, bei dem die indonesische Armee eine große Anzahl von Muslimen getötet hatte. Die Armee war dabei von Moerdani befehligt worden.
Am 10. Januar 2000 führten 200 FPI-Mitglieder eine Demonstration vor der Zentrale der Nationalen Kommission für Menschenrechte (Komnas HAM) in Menteng Jakarta durch und verlangten ihre Auflösung. Bei der Gelegenheit hängten sie an dem Gebäude ein Banner auf, auf dem stand: „Die Komnas HAM wird von der FPI versiegelt“ (Komnas HAM Disegel oleh FPI). Die FPI kritisierte, dass die Kommission 1. Menschenrechtsverletzungen gegen Muslime, wie bei den muslimisch-christlichen Konflikten auf Ambon, dem Massaker von Tanjung Priok und der Militäroperation in Aceh ignoriere und 2. sich allein auf Menschenrechtsverletzungen in Osttimor konzentriere und nur muslimische Top-Generale verdächtige. Dies betrachtete sie als Diskriminierung von Muslimen. Darüber hinaus verlangte die FPI die Entlassung von fünf Mitgliedern der Kommission, die sie als Ursache des Problems ansah. Wegen der großen Zahl der in der Kommission vertretenen Christen war die FPI der Auffassung, dass dieses Gremium parteiisch sei.
Die FPI sieht die Muslime Indonesiens vor allem durch das Christentum bedroht. In einem Positionspapier, das die Organisation auf ihrer ersten Nationalversammlung im Dezember 2003 beschloss, wird die FPI aufgefordert, Maßnahmen zu ergreifen, um einer Christianisierung zuvorzukommen. Mehrere der bisherigen FPI-Aktionen richteten sich auch gegen christliche Kirchen. So zündeten am 2. November 1999 mehrere hundert FPI-Aktivisten eine protestantische Kirche südlich von Jakarta an. Außerdem ging die FPI immer wieder gegen sogenannte „Wilde Kirchen“ (gereja liar) vor, Kirchen, die ohne Erlaubnis in muslimischen Siedlungsgebieten errichtet wurden. Im Juni 2007 verübte die FPI einen Angriff auf eine Kirche der Assemblies of God in Katapang, Soreang, Westjava. Am 8. August 2010 griffen hunderte FPI-Anhänger Mitglieder der Christlich-Protestantischen Batak-Kirche (HKBP) in Bekasi während des Gottesdienstes an. Als die Gottesdienstbesucher nach Hause gingen, wurden sie von den FPI-Anhängern verfolgt und geschlagen. Die FPI war der Auffassung, dass die HKBP-Kirche unzulässigerweise errichtet worden sei, und hatte schon vorher mehrfach den Gottesdienst gestört.
Rizieq Syihab verwahrt sich allerdings gegen den Vorwurf, dass die FPI intolerant sei und sich gegenüber den Ungläubigen feindselig verhalte. Vielmehr halte die FPI den in Sure 109:6 ausgesprochenen Grundsatz „Ihr habt Eure Religion, und ich die meine“ sehr hoch. Nach den Selbstmordanschlägen auf drei Kirchen in Surabaya im Mai 2018 veröffentlichte die FPI eine Presseerklärung, in der sie diese Anschläge kritisierte und erklärte, dass sie terroristische Gewalt gegen andere Religionsgemeinschaften ablehne. Gleichzeitig rief sie darin aber auch die Öffentlichkeit dazu auf, die Anschläge nicht mit irgendeiner bestimmten religiösen Lehre und ihren Anhängern in Verbindung zu bringen.

### Anti-Kommunismus und Anti-Zionismus
Die FPI sieht seit ihrer Gründung besonders den Kommunismus als Feind an. Als die FPI am 24. September 1998 erstmals öffentlich in Erscheinung trat, geschah dies mit einem Angriff auf studentische Aktivisten bei der katholischen Atmajaya-Universität. Dieser sollte „linksgerichtete und christliche Studenten, die von amerikanischen Juden finanziert werden“, herausfordern. In der Anfangszeit besaß die FPI ein eigenes Komitee, das für die Infiltration von als „kommunistisch“ betrachteten Studentenorganisationen zuständig war. Im März 2000 führte sie eine Kundgebung im Zentrum von Jakarta durch, bei der sie Transparente mit Parolen zeigte wie: „Wir sind bereit, Kommunisten abzuschlachten“ und „Wir sind bereit, Kommunisten zu enthaupten.“ Im März und April 2001 nahm die FPI an einer Kampagne anti-kommunistischer Aktionen teil, bei denen linksgerichtete Studierende angegriffen und Buchläden, die sozialistische Literatur verkaufen, geplündert wurden. Auf einer ihrer Webseiten bezeichnet sie sich selbst als eine anti-kommunistische Organisation. Nach Rizieq Syihab sieht es die FPI als offensichtliche Dummheit und Verirrung an, wenn sich ein Muslim bei Gebet, Fasten und Wallfahrt am Propheten orientiert, in der sozialen Theorie aber an Karl Marx, weil für die FPI Mohammed ein vollkommenes Vorbild nicht nur im Gottesdienst und den zwischenmenschlichen Beziehungen ist, sondern auch in der Politik.
Bis heute ist der Antikommunismus ein wichtiges Element der FPI-Ideologie. Im Januar 2017 rief Rizieq Shihab in einer Rede die Regierung dazu auf, die neu ausgegebenen Rupiah-Banknoten wieder einzuziehen, weil sie ein Bild zeigten, das dem Hammer-und-Sichel-Symbol der nicht mehr existierenden Indonesischen Kommunistischen Partei ähnelt.
Der Antikommunismus war von Anfang mit einem Antizionismus verbunden. 1999 hängte die FPI vor dem Campus der Tarumangara-Universität ein Transparent auf, dessen Text lautete: „Vorsicht! Zionismus und Kommunismus sind in jeden Lebensbereich eingedrungen.“ Rizieq Syihab beschreibt die FPI als eine Organisation mit anti-israelischer Ausrichtung. Die FPI betrachtet Israel als Kolonialmacht in Palästina und begründet den Kampf gegen Israel mit der indonesischen Verfassung, die in der Präambel den Kampf gegen den Kolonialismus als nationale Pflicht definiert. Auf einer ihrer Webseiten stellte sich die FPI sogar als eine antijüdische Organisation vor.
Die anti-israelischen Aktivitäten der FPI erlebten zwischen 2000 und 2002 ihren Höhepunkt. Am 1. Oktober 2000 veröffentlichte die FPI eine Erklärung, in der sie die Befreiung der al-Aqsa-Moschee, d. h. des Jerusalemer Tempelbergs, forderte. Nachdem die Interparlamentarische Union angekündigt hatte, ihre 104. Konferenz in Jakarta abzuhalten, verkündeten am 10. Oktober 2000 hunderte FPI-Kämpfer ihre Bereitschaft, die Mitglieder der israelischen Delegation, die an der Konferenz teilnehmen sollte, zu töten. Die FPI drohte, den Flughafen Soekarno-Hatta für den Fall zu blockieren, dass die Organisatoren der Konferenz an einer Einladung der israelischen Delegation festhielten. Am 22. und 25. März 2002 forderte die FPI in öffentlichen Erklärungen ein Verbot von allen Reisen nach Israel, die nicht mit der Bemühung um Befreiung der al-Aqsa-Moschee im Zusammenhang stehen, sowie ein Verbot der Einreise für den israelischen Außenminister Schimon Peres. In den nachfolgenden Tagen führte die FPI-Miliz Anti-Israel-Patrouillen an internationalen Flughäfen und Touristenorten durch.

### Kampf gegen die Sünde, Gebieten des Rechten, Verbieten des Verwerflichen
Die FPI wurde nach Rizieq Syihab als eine nationale Anti-Maksiat-Bewegung gegründet, um das koranische Prinzip des amar ma’ruf nahi munkar zu verwirklichen. Der indonesische Begriff maksiat ist von dem arabischen Wort maʿṣiya abgeleitet, das den Verstoß und die Widersetzlichkeit gegen die Gebote Gottes sowie die Sünde bezeichnet. Die FPI verstand in der Anfangszeit unter Maksiat vor allem den Verkauf und Verzehr von alkoholischen Getränken, Glücksspiel und Prostitution. Grund für die Gründung der Organisation sei gewesen, dass Maksiat in Indonesien in allen Lebensbereichen grassiert und ein nicht hinnehmbares Maß erreicht habe. Ziel der FPI sei es, die nationale Anti-Maksiat-Bewegung durch Nutzung der verschiedenen Kommunikationsmittel in allen Bereichen der Gesellschaft zu verankern.
Der Kampf gegen Maksiat spielte auch in öffentlichen Verlautbarungen der Organisationen eine große Rolle. Im Dezember 1998 forderte die FPI bei einer Demonstration die Schließung aller Maksiat-Orte im Monat Ramadan. Bei einem Treffen mit dem Gouverneur von Jakarta im November 1999 erklärte ein Delegierter der FPI: „Wir, die islamische Umma, empfinden es als unmöglich, den für das Fasten notwendigen Frieden zu finden, entsprechend den Grundsätzen unseres Glaubens, so lange diese Orte der Widersetzlichkeit (tempat maksiat) in unserer Gesellschaft existieren.“ In den frühen 2000er Jahren wandte sich die FPI auch mit einer öffentlichen Erklärung an die indonesische Regierung und an das indonesische Parlament, in der sie forderte, dass 1) öffentliche Werbung für Maksiat-Aktivitäten verboten werde; 2) Unternehmen, die offenkundig verwerfliche Praktiken durchführen, geschlossen werden, und 3) Unternehmen, die mit großer Wahrscheinlichkeit oft verwerfliche Praktiken durchführen, zumindest an den islamischen Feiertagen geschlossen werden. Die FPI forderte von Präsident und Zentralregierung auch die Einführung eines Anti-Maksiat-Gesetzes. Die Beschränkung ihrer Forderung nach Schließung von zweifelhaften Unternehmen auf die islamischen Feiertage begründet Rizieq Syihab mit der Fiqh-Maxime: „Was man nicht vollständig erreichen kann, soll man auch nicht vollständig fallen lassen“ (mā lā yudrak kullu-hū lā yutrak kullu-hū). Insgesamt fordert die FPI, dass Unternehmen mit „zweifelhaften Aktivitäten“ an 98 Tagen im Jahr schließen, nämlich an allen Freitagen, während des Monats Ramadan, in den ersten sieben Tagen des Schauwāl, während der sechs Tage des Haddsch sowie am islamischen Neujahrstag, am ʿĀschūrā-Tag, am Prophetengeburtstag, am 27. Radschab und am 15. Schaʿbān.
Innerhalb des Kampfes der FPI gegen Maksiat kommt der Durchsetzung des islamischen Alkoholverbots besonders große Bedeutung zu. Eine der frühesten Aktionen, die dies zum Ziel hatte, erfolgte am 13. Dezember 1999, als 30 FPI-Mitglieder 1500 Flaschen mit Spirituosen aus einem Warenlager in Südjakarta konfiszierten, um den Händler zu zwingen, den Verkauf von alkoholischen Getränken einzustellen. Anschließend brachten sie die Flaschen zur lokalen Polizeistation. Am 5. Mai 2000 demonstrierten 3000 FPI-Kämpfer in Pamekasan und drohten hunderte Geschäfte, in denen alkoholische Getränke verkauft werden, in Brand zu setzen. Zu den üblichen Aktivitäten der FPI-Aktivisten gehört auch, dass sie Reklameplakate für alkoholische Getränke herunterreißen. Wichtig ist in der Ideologie der FPI auch der Kampf gegen Glücksspiel (praktik perjudian). Unter das islamische Glücksspielverbot fällt nach Auffassung der FPI auch die Ziehung von Losen bei Lotterien. So führte die FPI im Mai 2004 eine Kundgebung durch, in der sie die Absetzung eines Lotteriespiels bei der Firma Metropolitan Magnum Indonesia forderte.
Theologische Grundlage für den Kampf der FPI gegen Maksiat ist die Doktrin vom Gebieten des Rechten und Verbieten des Verwerflichen (al-amr bi-l-maʿrūf wa-n-nahy ʿan al-munkar). Schon im Dezember 1998 gab die FPI eine Erklärung ab, in der sie ihre Unterstützung für alle Bürger erklärte, die dieses Prinzip ausüben. Rizieq Syihab hat über dieses Prinzip ein eigenes Buch verfasst, das eine umfassende theologische Begründung für die gewalttätigen Aktionen der FPI enthält und zu zeigen versucht, dass diese im Einklang mit der Lehre Mohammeds stehen. In dem Buch schreibt Rizieq Syihab, dass die FPI als eine Organisation für die Zusammenarbeit von ʿUlamā' bei der Ausführung von amar ma’ruf nahi munkar (AMNM) in allen Bereichen des Lebens gegründet wurde und sich als eine AMNM-Organisation positioniert habe.
Nach Rizieq Syihab bedeutet AMNM, systematische Bemühungen zu unternehmen, Muslime dazu anzuspornen, die Vorschriften ihrer Religion in umfassender Form zu erfüllen, und sie von der Begehung von Handlungen abzuhalten, die ihre Moral und ihren Glauben zerstören. Da andere islamische Organisationen in Indonesien wie die Nahdlatul Ulama, die Muhammadiyah und der Indonesische Rat für islamische Daʿwa (DDII) das Prinzip des Gebietens des Rechten und Verbietens des Verwerflichen nicht verwirklichen, habe man die Notwendigkeit gesehen, eine eigene Organisation dafür zu gründen. Bei der Durchführung der AMNM-Maßnahmen hält sich die FPI an die klassischen Hisba-Regeln. So beschränkt sie zum Beispiel das Verbieten des Verwerflichen auf solche Verwerflichkeiten, die klar zu Tage treten und eindeutig bewiesen sind. In der neuesten Version ihrer Statuten verwendet die FPI auch ausdrücklich den Begriff Hisba anstelle des Ausdrucks „Gebieten des Rechten und Verbieten des Verwerflichen.“ Muchsin al-Attas, der derzeitige Vorsitzende der FPI, betonte 2014, dass die FPI amar ma’ruf nahi munkar auch in den Bereichen Politik, Wirtschaft, Gesellschaft und Erziehung durchzusetzen versuche.

### Einführung der Scharia in Indonesien als politisches Ziel

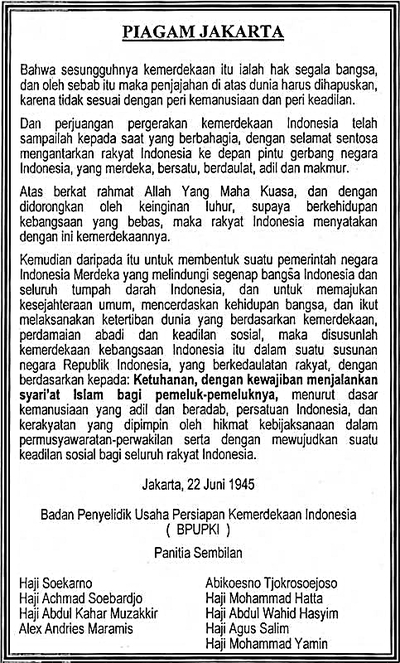
Die Jakarta-Charta, deren Wiedereinsetzung die FPI fordert.

Seit dem Jahr 2000 fordert die FPI die Wiedereinsetzung der Jakarta-Charta, die die Muslime in Indonesien zur Befolgung der Scharia verpflichtet. Im August 2000 veröffentlichte sie dazu eine Erklärung und hielt eine Jakarta-Charta-Parade ab, bei der die FPI-Aktivisten vor das indonesische Parlament zogen. In einem Buch, das im Oktober 2000 veröffentlicht wurde, vertrat Rizieq Syihab die These, dass die Weglassung der Jakarta-Charta durch Sukarno und Mohammad Hatta im August 1945 ein Verrat an der Demokratie und ein Umstoß der Verfassung gewesen sei. Die Wiedereinfügung der sieben Worte der Jakarta-Charta in die Verfassung sei eine Medizin, die ihre gestohlenen Rechte wiederherstellen würde. Auf diese Weise könne ein chronischer ideologischer Konflikt gelöst werden. Um ihrer Forderung nach Wiedereinführung der Jakarta-Charta Nachdruck zu verleihen, führte die FPI 2000 und 2001 jeweils im August „Islamische Scharia-Paraden“ (Pawai Syariat Islam) durch. Der Slogan bei der FPI-Kundgebung im August 2001 lautete: „Lieber bei der Verteidigung der Scharia sterben als ohne Scharia leben.“
In einem Grundsatztext, der auf der Website der FPI veröffentlicht wurde, erklärte Rizieq Syihab 2007, dass die FPI eine Art Pressure Group in Indonesien sei, die die Führungskräfte des Staates dazu dränge, „Moral und Glauben der muslimischen Gemeinschaft zu verbessern und Schaden von ihr abzuwenden und gleichzeitig den Aufbau einer sozialen, politischen und rechtlichen Ordnung in Gang zu setzen, die mit den Werten der islamischen Scharia übereinstimmt.“ Die Anwendung der Scharia in Indonesien, sowohl substantiell als auch formalistisch, sei die Vision, die die FPI umsetzen wolle. Umsetzung der Scharia bedeute zum Beispiel, Gesetze einzuführen, die Prostitution eindeutig verbieten. Ziel der FPI ist die „Anwendung der islamischen Scharia in umfassender Weise“ (penerapan syariat secara kâffah). Ein Passus in der neuen Version der FPI-Stauten, den Gumilang zitiert, erklärt, dass mit der Anwendung der Scharia „in umfassender Weise“ ihre Anwendung in allen Bereichen des Lebens gemeint sei, d. h. bei der Akidah, der Ibadah, den Eheverhältnissen, den zwischenmenschlichen Beziehungen (muamalat) und beim Strafrecht (jinayat). Nach Rizieq Syihab ist AMNM der Hebel, der von der FPI benutzt wird, um die Werte der Scharia in Indonesien zu verwirklichen. Er stellt den von der FPI gewählten alternativen Weg dar, um die Scharia anzuwenden.
Sobri Lubis, der FPI-Generalsekretär, hat allerdings 2001 bei einem Interview geäußert, dass der Kampf für die Anwendung der Scharia auf verfassungsmäßigem Wege erfolge. Im Gegensatz zu anderen islamistischen Gruppen, die in Indonesien operieren, wie Hizb ut-Tahrir und Majelis Mujahedin Indonesia steht die FPI loyal gegenüber der Republik Indonesien und hat die Präsenz dieses Staates nie in Frage gestellt. Die Gründung der Organisation am 35. Jahrestag der Indonesischen Unabhängigkeitserklärung bringt dies bereits zum Ausdruck. Auch in vielen ihrer Dokumente und dem Eid, den die FPI-Mitglieder schwören, wird diese Loyalität sichtbar. Jedes Jahr zum Unabhängigkeitstag strömen tausende FPI-Mitglieder mit der rot-weißen Flagge Indonesiens in die Stadt. Diese Flagge hat für die FPI eine besondere Bedeutung, weil sie ihrer Auffassung nach auf einem Hadith fußt, wonach am Ende der Zeiten ein unbesiegbar islamischer Staat mit einer rot-weißen Flagge entstehen soll. Die FPI befürwortet auch die Verfassung von 1945 und die Pancasila als herrschende Ideologie des Staates. Allerdings argumentiert die FPI, dass die eigentlich islamischen Grundlagen der Pancasila missverstanden wurden. Bei einer öffentlichen Veranstaltung in Bandung im Februar 2012 brachte das Rizieq Syihab mit drastischen Worten auf die folgende Formel: „Bei der Pancasila von Sukarno ist der Glaube an Gott am Arsch, während er bei der Pancasila der Jakarta-Charta im Kopf ist“ (‘Pancasila Sukarno ketuhanan ada di pantat, sedangkan Pancasila Piagam Jakarta ketuhanan ada di kepala’).
Seit 2013 verwendet FPI für ihr Staatskonzept das Schlagwort NKRI Bersyariah („Der auf der Scharia basierende Einheitsstaat der Republik Indonesien“). NKRI (Negara Kesatuan Republik Indonesia = „Einheitsstaat der Republik Indonesien“) ist eine Abkürzung, die vor allem vom indonesischen Militär für den Staat Indonesien verwendet wird und bei ihm mit Bestrebungen verbunden ist, die nach dem Zusammenbruch des Suharto-Regimes verlorengegangene zentrale Rolle im Staat wiederzuerlangen. Das Konzept NKRI Bersyariah geht davon aus, dass die Scharia mit den Prinzipien des indonesischen Staates vereinbar ist.

### Antiamerikanismus
Rizieq Syihab beschreibt die FPI als eine Organisation mit anti-amerikanischer Ausrichtung, die sich offen der „US-Hegemonie“ widersetzt. Die antiamerikanische Ausrichtung der FPI zeigte sich zum ersten Mal nach den Terroranschlägen vom 11. September 2001, als die Organisation die weitverbreitete Opposition gegen Washingtons Krieg gegen den Terror nutzte, um größere Zahlen von Anhängern zu mobilisieren. Am 8. Oktober 2001 rief die FPI zu einem Dschihad „gegen die US-Aggression gegenüber Afghanistan“ auf. Wenig später, am 15. Oktober, organisierte sie mit Unterstützung auswärtiger Geldgeber eine Demonstration gegen die bevorstehende US-amerikanische Invasion Afghanistans vor dem indonesischen Parlament, an der ungefähr 10.000 Anhänger teilnahmen. Die FPI drohte bei dieser Gelegenheit, die amerikanische Botschaft zu schließen, und forderte den Abbruch der diplomatischen Beziehungen mit dem „Terror-Staat“ USA.
Im November 2001 veröffentlichte das amerikanische Time-Magazin einen Bericht, der über die Drohungen der FPI gegen US-Bürger berichtete und der Organisation unterstellte, vom al-Qaida-Netzwerk finanzielle Unterstützung zu erhalten. Dieser Bericht löste bei Rizieq Syihab große Empörung aus. In seinem FPI-Buch, das er 2004 erstmals veröffentlichte, erwiderte er darauf, dass jeder wisse, dass die USA und England der größte Terrorist seien und den Islam immer bekämpften. 2004 organisierte die FPI Demonstrationen gegen den Besuch von George W. Bush in Indonesien. Außerdem wählte sie für die Parade des Jahrestages ihrer Gründung im August 2004 das Motto „Scharia anwenden – Sünden abwenden – USA bekämpfen“ (Tegakkan Syari’at – Tolak Ma’siat – Lawan Amerika Serikat).
Zu einer neuen Welle antiamerikanischer FPI-Demonstrationen kam es, als der amerikanische Präsident Donald Trump Anfang Dezember 2017 Jerusalem als Hauptstadt Israels anerkannte. In Reaktion darauf führte die FPI am 11. Dezember 2017 eine Protestkundgebung vor der US-Botschaft in Jakarta durch. Bei dieser Gelegenheit wurden auch amerikanische Flaggen verbrannt. Die FPI drohte außerdem an, die US-Botschaft zu zerstören. Im Mai 2018 rief die FPI erneut Muslime dazu auf, zu den Waffen zu greifen und die US-Botschaft anzugreifen.

### Verteidigung des Propheten und seiner Familie

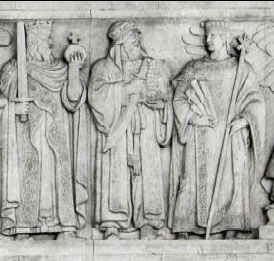
Die FPI betrachtet nicht nur die Mohammed-Karikaturen, sondern auch die Darstellung von Mohammed am United States Supreme Court Building als Beleidigung des Islams.

Mehrfach ist die FPI in der Vergangenheit aktiv geworden, um den Propheten Mohammed und seine Familie gegen angebliche Beleidigungen zu verteidigen. So versammelten sich am 3. Februar 2006 hunderte FPI-Mitglieder vor der dänischen Botschaft in Jakarta und protestierten gegen die Veröffentlichung der Mohammed-Karikaturen. Drei Tage später, am 6. Februar, protestierten hunderte FPI-Mitglieder aus Ostjava gegen die Karikaturen vor dem Dänischen Konsulat von Surabaya. Anschließend versuchten die Demonstranten zum US-Konsulat zu gelangen, um dort gegen die Darstellung Mohammeds am United States Supreme Court Building zu protestieren. Die FPI betrachtet diese Darstellung, obwohl sie Mohammed eigentlich als Gesetzgeber ehren soll, als Beleidigung des Islams. Am 19. Februar 2006 protestierten erneut hunderte FPI-Mitglieder vor der US-amerikanischen Botschaft in Jakarta gegen die Darstellung Mohammeds am Supreme-Court-Gebäude. Sie trugen Transparente mit Aufschriften wie „Stoppt die bildliche Darstellung des Gottesgesandten“ (Stop Visualisasi Rasulullah) und „Kommt, zerstört die Beleidiger des Gottesgesandten“ (Ayo Ganyang Penghina Rasulullah). Daneben forderten sie auch die Entfernung des Reliefs an dem Gebäude, das den Propheten Mose darstellt.
Schon einige Jahre früher, im Mai 2001, griffen FPI-Anhänger die Zentrale des Fernsehsenders SCTV an, weil dieser die Telenovela Esmeralda ausgestrahlt hatte, in dessen Plot eine boshafte Frau namens Fatima auftritt. Die FPI sah darin eine Beleidigung der gleichnamigen Prophetentocher Fātima bint Muhammad und forderte den Fernsehsender auf, die Ausstrahlung der Telenovela einzustellen. Anfang Juli 2018 griffen 9 FPI-Mitglieder den Zoo von Surabaya an, weil das Zoo-Personal einem jungen Kamel den Namen Āmina gegeben hatten, was auch der Name von Mohammeds Mutter war. Der Anführer der FPI-Miliz von Surabaya begründete den Angriff damit, dass es unmoralisch sei, ein Tier nach der Mutter des Propheten zu benennen. Der Zoo gestand gegenüber den Medien ein, einen Fehler begangen zu haben und änderte den Namen des Tieres.

### Der Kampf gegen sexuelle Freizügigkeit und „Pornographie“
Eine wichtige Rolle in der Ideologie der FPI spielt auch der Kampf gegen sexuelle Freizügigkeit und „Pornographie“. Schon im Juli 1999 marschierten 500 FPI-Mitglieder vor dem Hauptquartier der Hauptstadtpolizei auf und forderten Maßnahmen gegen Glücksspiel und Pornografie. In dem Grundsatztext, der 2007 auf der Website der FPI veröffentlicht wurde, erklärt Rizieq Syihab, dass die FPI alle Formen des sozialen Verbrechens (kejahatan sosial) bekämpfe, die strukturellen Charakter hätten und die muslimische Gesellschaft bedrohten. Hierzu zählt er Pornographie und die Glücksspielindustrie. Auf ihrer Website wirbt die FPI mit dem Argument um Zustimmung, dass sie „Prostituierte, Transvestiten (Waria), Trunkenbolde, Glücksspieler, Ehebrecher und andere Sünder das Fürchten lehrt.“
Die FPI lehnt alle Arten von Schönheitswettbewerben, sei es für Frauen oder Transvestiten (Waria), ab. Am 27. Juni 2005 unternahmen FPI-Aktivisten einen Angriff auf einen Schönheitswettbewerb für Transvestiten im Sarinah-Haus in Jakarta. Im September 2005 zeigte die FPI verschiedene indonesische Schauspieler wegen Pornographie an, weil sie für ein Kunstwerk, das bei der Centerpoint Biennale in Jakarta gezeigt wurde, nackt posiert hatten. Am 12. April 2006 zerstörten 150 bis 200 FPI-Anhänger das Redaktionsbüro der indonesischen Ausgabe des Männermagazins Playboy in Südjakarta und setzten es in Brand, nachdem bereits zuvor ein führendes FPI-Mitglied den Herausgeber Erwin Arnada und zwei Playboy-Modelle bei der Polizei wegen Schamlosigkeit angezeigt hatte. Im Juni und Juli 2006 zeigte dann die FPI weitere Playboy-Modelle an. Weitere Aktionen, die in diese Richtung gehen, waren die Versiegelung des Fahmina Instituts in Cirebon, das den Entwurf für das Gesetz gegen Pornographie und Pornoaktion ablehnte, am 21. Mai 2006 und die Demonstration vor dem Produktionshaus von Maxima Picture, das die japanische Pornodarstellerin Maria Ozawa einladen wollte, am 9. Oktober 2009.
Ein weiteres Feindbild der FPI ist die LGBT-Bewegung. Am 28. September 2010 marschierten Anhänger der Organisation vor dem Goethe-Institut von Jakarta auf und forderten ultimativ den Abbruch des von diesem Institut unterstützen queeren Q!-Film-Festivals mit dem Argument, dass die Förderung von freiem Sex, sexueller Abweichung, Homosexualität und Lesbianismus gestoppt werden müsse. Am 4. Mai 2012 protestierte die FPI vor dem Salihara Theater in Jakarta, während die liberale kanadische muslimische Aktivistin Irshad Manji ihr neues Buch Allah, Liberty, and Love vorstellte. Als sie 15 Minuten gesprochen hatte, wurde sie von der Polizei unterbrochen, die mitteilte, dass die Veranstaltung abgesagt werden müsse, weil sich hunderte Anhänger der FPI versammelt hätten und ein Ende der Veranstaltung forderten. Habib Novel, der Generalsekretär der FPI von Jakarta kommentierte die Aktion am folgenden Tag mit den Worten: „Irshad Manji ist eine Aktivistin der Schwulen und Lesben. Sie möchte den Islam für Schwule und Lesben öffnen. Der Islam wird jedoch niemals Schwule und Lesben akzeptieren.“ Die Regierung verwies daraufhin Manji des Landes mit dem Argument, dass sie versuche, unter den indonesischen Muslimen Homosexualität zu fördern. Zur gleichen Zeit drohte die FPI, 30.000 ihrer Mitglieder zu mobilisieren, um ein Konzert von Lady Gaga zu verhindern, das für Anfang Juni 2012 im Gelora-Bung-Karno-Stadion angesagt war. Lady Gaga sagte daraufhin ihr Konzert ab.
Die FPI kämpft dafür, dass Frauen in allen staatlichen Einrichtung Dschilbāb-Kleidung tragen. Dschilbāb-Verbote in Krankenhäusern, bei der Armee und Polizei hält sie für illegitim. Verbote von Vielehe, Mädchenbeschneidung und Heiraten mit minderjährigen Mädchen, wie sie von internationalen Organisationen gefordert werden, lehnt sie als „anti-islamische Programme“ ab. Sie hält es für legitim, dass Mädchen verheiratet werden, sobald die Menstruation eingesetzt hat.

### Dschihad und Märtyrertum
Nach Aussage von Rizieq Syihab sollte die Bezeichnung als Front Pembela Islam der Organisation eine Kampfidentität (identitas perjuangan) verleihen. Priorität des Kampfes der FPI ist der „Krieg gegen die Sünde“ (perang melawan ma’siat). Die Kampf-Philosophie (filsafat juang) der FPI besagt nach Rizieq Syihab: „Für den Mudschāhid ist Verleumdung Gewohnheit, Tötung ist Märtyrertum, Inhaftierung ist Abgeschiedenheit und Vertreibung ist Reise.“ Diese Philosophie soll bei den FPI-Aktivisten nicht nur die Risikobereitschaft erhöhen, sondern für sie auch Mühen und Leiden erträglich machen.
Wie Rizieq Syihab in seinem Buch zur FPI erklärt, hat die FPI von Hasan al-Bannā, dem Gründer der ägyptischen Muslimbruderschaft, die fünf Prinzipien des islamischen Kampfes übernommen und diese zu ihrer Leitlinie gemacht. Die fünf Prinzipien lauten: 1. Gott ist unser Herr und Ziel; 2. Mohammed, der Gottesgesandte, ist unsere Macht; 3. der edle Koran ist unsere Richtschnur; 4. der Dschihad ist unser Weg; und 5. das Märtyrertum ist unser Ziel. Der Dschihad wird in der FPI vor allem als Kampf für die Verwirklichung des Gebietens des Rechten und Verbietens des Unrechten verstanden. Wichtig für die Identität des Kampfes der FPI ist die Eigenständigkeit in der Verantwortung. Diese bedeutet, dass jeder FPI-Aktivist die volle moralische und rechtliche Handlung für die AMNM-Aktionen, die er durchführt, selbst übernimmt und auch alle damit verbundenen Risiken, ohne dass er andere Aktivisten in sie hineinziehen darf.
Die große Bedeutung des Märtyrertums kommt besonders in der Losung der FPI zum Ausdruck. Sie lautet: „Lebe ehrwürdig oder stirb als Märtyrer“ (arabisch: ʿIš karīman au mut šahīdan; indonesisch: Hidup mulia atau mati syahid). Wie Rizieq Syihab erklärt, stammt diese Losung von Sayyid Qutb. Er soll diesen Ausspruch getan haben, bevor er durch das Nasser-Regime gehenkt wurde. Die fünf Prinzipien des islamischen Kampfes und die FPI-Losung bilden auch den Hauptinhalt des Textes des FPI-Marschs, den die FPI als eines ihrer Erkennungszeichen verwendet.
Auf internationaler Ebene sieht es die FPI als ihre Aufgabe an, die Dschihad-Kämpfer in Palästina, Irak, Afghanistan, Tschetschenien, Südthailand, Südphilippinen, Mindanao, Kaschmir und in anderen Teilen der Welt zu unterstützen. In der Zeit der amerikanischen Invasion des Irak im Jahre 2003 eröffnete die FPI in ihrer Hauptgeschäftsstelle in Tanah Abang Rekrutierungsbüros für Dschihad-Kämpfer, die in den Irak gehen wollten; mehr als 5000 Personen meldeten sich.
Am 8. August 2014 veröffentlichte die FPI eine fünf Punkte umfassende Deklaration zur IS-Organisation, in der sie ihre Loyalität bei der Unterstützung der islamischen Dschihad-Bewegung auf der ganzen Welt „im Kampf gegen alle Formen der Tyrannei der globalen Hegemonie (Neuer Imperialismus)“ verkündet. Sie lehne jedoch sektiererische Gewalt und Kriegführung zwischen Muslimen aufgrund von Madhhab-Unterschieden, die nicht in den Grundlagen der Religion (ushuluddin) verwurzelt sind, ab und lasse es nicht zu, diese als Dschihad zu bezeichnen. Die FPI ruft in der Deklaration alle islamischen Dschihad-Bewegungen dazu auf, sich zu vereinigen und sich gegenseitig bei der Ausführung des Scharia-gemäßen Dschihad zu unterstützen, ohne Zivilisten, die nicht am Krieg beteiligt sind, zu töten oder zu misshandeln, unabhängig von ihrem Madhhab und ihrer Religion. Im letzten Punkt bringt die FPI ihre Unterstützung für den Appell des al-Qaida-Führers Aiman az-Zawahiri zum Ausdruck, der die Dschihad-Gruppen von Abu Muhammad al-Dschaulani in Syrien, von Abu Bakr al-Baghdadi im Irak sowie andere Gruppen von al-Qaida dazu aufgerufen hatte, sich mit allen anderen islamischen Mudschāhidūn weltweit zu vereinigen und zu verbrüdern, um den Dschihad in Syrien, im Irak, in Palästina und anderen unterdrückten islamischen Ländern fortzusetzen. Die Deklaration ist von dem FPI-Vorsitzenden Muhsin al-Attas, von Rizieq Syihab und dem FPI-Generalsekretär unterschrieben und richtet sich, wie im letzten Satz festgestellt wird, an alle Anführer, Aktivisten, Kämpfer, Mitglieder und Sympathisanten der FPI weltweit.

### Die Ahmadiyya und der liberale Islam als Feindbild
Seit 2007 agitiert die FPI verstärkt gegen die Ahmadiyya und den liberalen Islam. Die FPI ist der Auffassung, dass der Islam durch die Ahmadiyya und liberale Reformer wie Nurcholish Madjid und Abdurrahman Wahid sowie das Liberale Islam-Netzwerk (Jaringan Islam Liberal; JIL) verraten wurde. Am 14. Februar 2008 erklärte Sobri Lubis, der damalige Generalsekretär der FPI, bei einer großen Versammlung der Organisation der Ahmadiyya den Krieg. Bei dieser Versammlung in einem Pesantren in Kota Banjar in Westjava sagte er: „Wenn die Regierung die Ahmadiyya nicht beseitigt, werden wir die Muslime aufrufen, gegen die Anhänger der Ahmadiyya zu kämpfen: Tötet sie, wo immer sie leben … tötet sie. Das ist, weil ihr, Ahmadiyya, unseren Glauben verletzt. Ihr Blut darf vergossen werden.“ Sobri Lubis bekannte sich bei dieser Gelegenheit auch explizit zu der Verantwortung für diesen Aufruf zur Tötung der Ahmadiyya. Im Juli 2008 veröffentlichte die FPI in der Zeitschrift Suara Islam („Stimme des Islams“) eine Deklaration zum Beweis des Unglaubens der Ahmadiyah (Maklumat FPI tentang bukti kekafiran Ahmadiyah).
Die FPI ist auch bereits mehrfach gewaltsam gegen die Ahmadiyya vorgegangen. Am 20. Juni 2008 schloss ein lokales FPI-Kontingent gewaltsam die Ahmadiyya-Zentrale in Makassar. Und am 20. April 2012 griff eine Gruppe der FPI eine Moschee der Ahmadiyya in Tasikmalaya in Westjava an. Auch die Aggression der FPI beim Monas-Vorfall (siehe unten) richtete sich gegen die Ahmadiyya.
Was den liberalen Islam betrifft, so erklärte die FPI in ihrer Deklaration von 2007, dass aus der islamischen Gemeinschaft selbst kommenden Versuchen, die Lehre des Islams zu liberalisieren, entschieden entgegengetreten werden müsse. Auf einem FPI-Banner, das 2012 in der Nähe der FPI-Zentrale in Jakarta gesichtet wurde, stand: „Liberal ist nicht islamisch, Islam ist nicht liberal.“ Auf einem anderen FPI-Poster hieß es: „Zerstört die Liberalen. Löst die Ahmadiyya auf. Liberale und Ahmadiyya sind Verirrte, Apostaten, Ungläubige, aber kein Islam.“ Liberale Muslime und Mirza Ghulam Ahmad, der Gründer Ahmadiyya, werden auf dem Poster als vampirartige Kräfte Satans dargestellt.
Die FPI betrachtet seit 2008 Säkularismus, Pluralismus und Liberalismus, die sie zusammengenommen im Anspielung an die Krankheit Syphilis als SEPILIS abkürzt, als „importierte negative Ideologien“, die ausgerottet und aus staatlichen Unterrichtsmaterialien entfernt werden müssen. Rizieq Syihab erklärte in einer Fatwa, dass es verboten sei, politische Parteien zu wählen, die SEPILIS-orientiert seien oder die Auflösung der Ahmadiyya nicht unterstützen. Eine Aktion der FPI, die speziell der Bekämpfung des Pluralismus diente, war ihr Protest gegen die Ausstrahlung des Films ? (sic!), der sich mit dem Konzept des Religiösen Pluralismus in Indonesien beschäftigt. Am 27. August 2011 versammelten sich hundert FPI-Anhänger vor der SCTV-Zentrale in Senayan und forderten, die Ausstrahlung des Films abzusetzen.

### Bemühung um Errichtung eines internationalen islamischen Kalifats
Auf ihrer zweiten Nationalversammlung 2008 hat die FPI beschlossen, dass die Organisation eine aktive Rolle bei der Errichtung eines internationalen islamischen Kalifats „in Übereinstimmung mit der Scharia“ spielen soll, durch „elegante und verantwortungsvolle logische und realistische Schritte“, die „zu dem Fortschritt der Welt passen“. Hierzu sollen gehören:
1. Stärkung der Funktion und Rolle der Organisation für Islamische Zusammenarbeit,
2. Bildung eines gemeinsamen Parlaments der Islamischen Welt,
3. Bildung eines gemeinsamen Marktes der Islamischen Welt,
4. Bildung eines gemeinsamen Verteidigungspaktes der Islamischen Welt,
5. Vereinheitlichung der Münzen der Islamischen Welt,
6. Abschaffung von Reisepässen und Visaauflagen innerhalb der Islamischen Welt,
7. Erleichterung von Eheschließungen innerhalb der Islamischen Welt,
8. Vereinheitlichung des Schulkurrikulums, insbesondere im Bereich der religiösen Erziehung, innerhalb der Islamischen Welt,
9. Herstellung eines gemeinsamen Satellitensystems zur Kommunikation innerhalb der Islamischen Welt,
10. Gründung eines Internationalen Islamischen Gerichtshofs.

In ihrer Deklaration vom August 2014 zur IS-Organisation hat die FPI die „Errichtung des islamischen Kalifats durch Daʿwa, Hisba und Dschihad entsprechend dem Modell der Prophetie (sesuai Manhaj Nubuwwah)“ als ihre Vision und Mission definiert. Mit dieser Ausdrucksweise hat sie sich der IS-Organisation angeglichen, denn diese bezeichnet ihr Kalifat ebenfalls als Kalifat „entsprechend dem Modell der Prophetie“ (ʿalā manhaǧ an-nubūwa).
In einem Youtube-Video mit dem Titel „Die FPI und das islamische Kalifat“, das die FPI im Juni 2015 veröffentlichte, hat sie sich noch klarer zum Kalifatskonzept bekannt. In der Version der FPI-Statuten, die im Vorspann des Videos gezeigt wird, wird als Vision und Mission der FPI genannt: „Die Anwendung der islamischen Scharia in umfassender Weise unter dem Schutz des islamischen Kalifats entsprechend dem Modell der Prophetie, durch die Implementierung von Daʿwa, die Aufrechterhaltung der Hisba und die Durchführung des Dschihad.“ In einem Text, der in dem Video anschließend gezeigt wird, wird erklärt, dass das islamische Kalifat, für das die FPI kämpft, nicht die Abschaffung der Republik Indonesien und anderer Staaten wie Saudi-Arabien, Ägypten, Jemen, Türkei, Pakistan, Malaysia und Brunei bedeute, sondern den Ausbau der Beziehungen der Zusammenarbeit aller islamischen Länder, insbesondere derjenigen, die in der Organisation für Islamische Zusammenarbeit zusammengeschlossen seien, um alle Hindernisse, die zwischen diesen Ländern stehen, zu beseitigen. In seiner Rede macht Rizieq Syihab deutlich, dass er die Europäische Union und die NATO als Vorbild für das islamische Kalifat sieht. Anders als die Organisation Hizbut Tahrir Indonesia, die ebenfalls auf ein Kalifat hinarbeitet, lehne die FPI die bestehenden Staaten nicht ab, denn sie sei realistischer. Trotz dieser strategischen Ausrichtung werde die FPI der Republik Indonesien, die auf die Pancasila und die Verfassung von 1945 gegründet ist, weiter loyal bleiben. Indonesien werde zukünftig sogar die Führung der islamischen Welt übernehmen, weil es das größte islamische Land sei und in ihm die meisten Muslime leben.

### Klärung der dogmatischen Position: Zwischen Schiiten und Wahhabiten
Einige wissenschaftliche Autoren haben die FPI als eine salafistische Organisation beschrieben. Nach Al-Zastrouw steht die Lehre der FPI dem Salafismus der von Ja'far Umar Thalib angeführten Laskar-Jihad-Gruppe nahe. Diese Einordnung lässt sich jedoch nicht aufrechterhalten, denn das Statut der FPI erwähnt, dass die Organisation in der ʿAqīda der Aschʿarīya folgt und im Fiqh der schafiitischen Lehrrichtung. Die salafistische Lehre lehnt dagegen derartige Zugehörigkeiten ab. Rizieq Syihab sagt selbst in seinem FPI-Buch, dass in der FPI kein Platz für Madhhab-Gegner sei, weil die FPI die Imame und Anhänger der verschiedenen Lehrrichtungen verehre. Darüber hinaus werden bei den wöchentlichen Lehrsitzungen der FPI am Donnerstagabend Litaneien der Tarīqa ʿAlawīya rezitiert. Zu den Gebeten, die die FPI zum Erbitten von göttlichem Beistand (istiġāṯa) empfiehlt, gehört das Bittgebet des hadramautischen Sufis Abū Bakr ibn Sālim (gest. 1584). Dies zeigt, dass die FPI eher eine sufische Ausrichtung hat.
Nachdem es immer wieder verschiedene Mutmaßungen hinsichtlich der dogmatischen Ausrichtung der FPI gegeben und man sie beschuldigt hatte, eine wahhabitische Organisation zu sein, hat die FPI 2010 in einem Text, der auf ihrer Website veröffentlicht wurde, ihre dogmatische Position und ihren Standpunkt gegenüber Schiiten und Wahhabiten klargestellt. Der Text stützt sich auf eine Erklärung, die Rizieq Syihab Ende 2009 auf einem FPI-Trainingstag abgegeben hat. Demnach bekennt sich die FPI zur Glaubenslehre der Sunniten (Ahlusunah Waljemaah) und folgt im Fiqh der schafiitischen Lehrrichtung. Sie sei weder schiitisch, noch wahhabitisch.
Was den Standpunkt der FPI gegenüber den Schiiten anbelange, so unterscheide sie zwischen drei Gruppen: 1. den Ghulāt, die ʿAlī ibn Abī Tālib vergöttlichen und den Koran für verfälscht halten; 2. den Rāfiditen, die die Sahāba wie Abū Bakr und ʿUmar ibn al-Chattāb und Prophetengattinnen wie Aischa bint Abī Bakr und Hafsa bint ʿUmar verleumden; und 3. den moderaten Schiiten, die ʿAlī ibn Abī Tālib und den Überlieferungen der Ahl al-bait besondere Priorität zumessen, die Sahāba aber respektvoll behandeln, auch wenn sie sie kritisieren. Während die erste Gruppe nach Ansicht der FPI als Ungläubige bekämpft, und die zweite Gruppe zurechtgewiesen werden müsse, solle man der dritten Gruppe mit Daʿwa und Dialog begegnen. Hierbei beruft sich die FPI auf die Gelehrten Muhammad Saʿīd Ramadān al-Būtī, Yūsuf al-Qaradāwī, Wahba az-Zuhailī und ʿAlī Dschumʿa, die die moderaten Schiiten zu einer anerkannten islamischen Lehrrichtung erklärt haben. In gleicher Weise unterscheidet die FPI auch bei den Wahhabiten zwischen drei Gruppen. Die erste Gruppe seien die Takfīrī-Wahhabiten, die alle Muslime, die nicht mit ihren Auffassungen übereinstimmen, zu Ungläubigen erklären und Gott körperliche Attribute zuschreiben; sie seien als Ungläubige zu bekämpfen. Die zweite Gruppe seien wahhabitische Charidschiten, die die Familie des Propheten beleidigten. Diese Gruppe sei abgeirrt; man müsse ihr entgegentreten und sie zurechtweisen. Schließlich gebe es die gemäßigten Wahhabiten, die keine charidschitischen oder takfīritischen Positionen vertreten. Diesen müsse man sich im Dialog und in islamischer Brüderlichkeit nähern.

## Organisationsstruktur

### Der „Groß-Imam“: al-Habib Rizieq Syihab

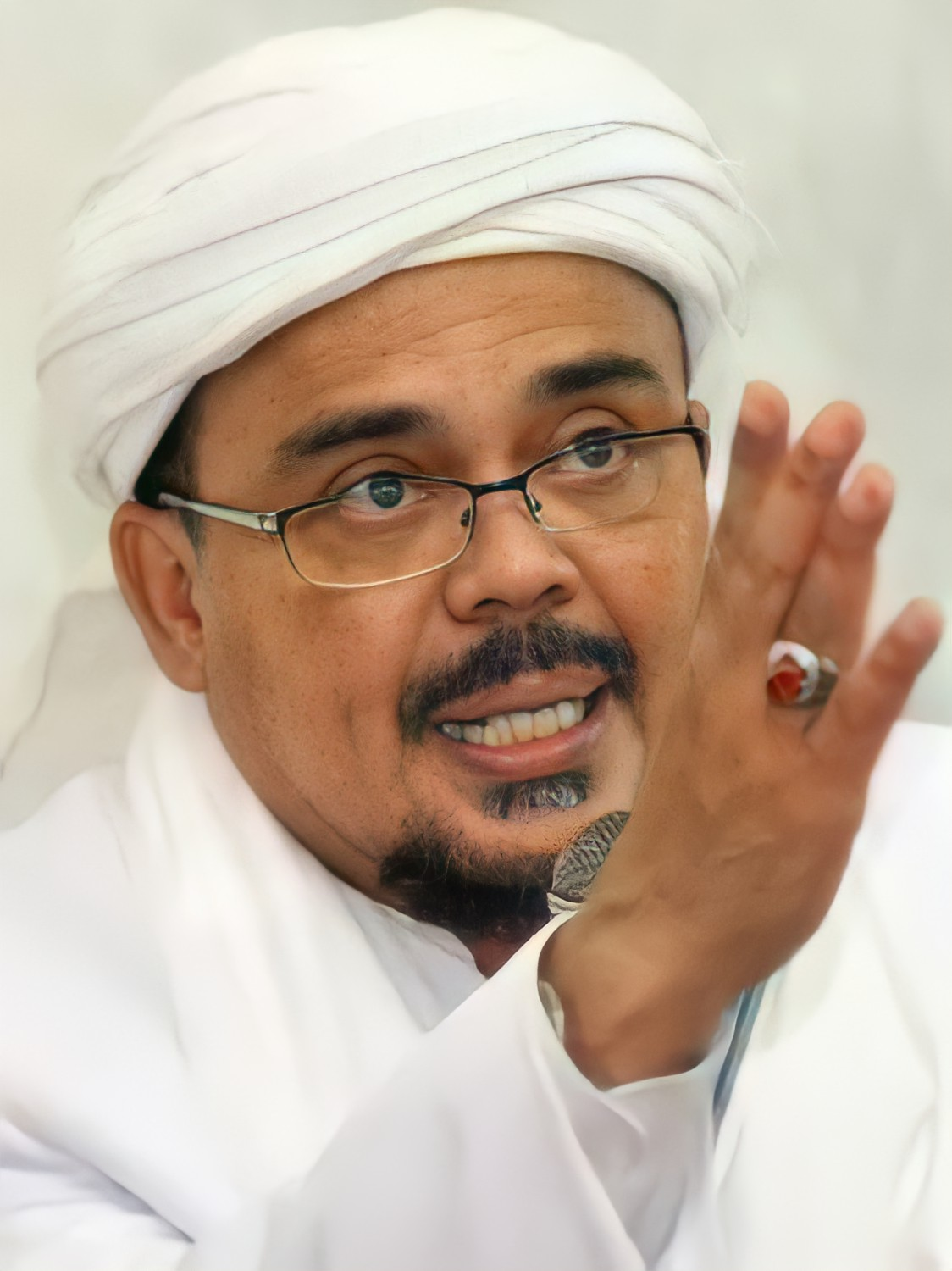
Habib Rizieq Syihab, der „Groß-Imam“ der FPI

An der Spitze der FPI steht seit ihrer Gründung der Gelehrte al-Habib Muhammad Rizieq bin Hussein Syihab (geb. 24. August 1965 in Jakarta). Habib Rizieq wird von seinen Anhängern als der Imam Besar („Groß-Imam“) verehrt und hat bei seinen Anhängern aufgrund seiner Abstammung vom Propheten einen quasi-heiligen Rang. Allerdings ist er auch wegen seines einfachen und bescheidenen Lebensstils und seines Muts bei ihnen sehr angesehen. Der Titel Habib zeigt seine Zugehörigkeit zu den Habaib (siehe unten), ist aber auch so gemeint, dass Rizieq der „Liebling“ (arab. ḥabīb) seiner Anhänger ist. So bezeichnet sich die FPI auch als „Gemeinschaft derjenigen, die Habib Rizieq Syihab lieben“ (Komunitas Pencinta Habib Rizieq Syihab).
Rizieqs Vater Sayid Husein war Gründer der Panda-Arab-Bewegung, einer Art Pfadfinder-Bewegung für arabische Indonesier. Rizieq Syihab hat von 1984 bis 1990 mit einem Stipendium der Organisation der Islamischen Konferenz an der König-Saud-Universität in Saudi-Arabien studiert und dann ein Jahr an der Internationalen Islamischen Universität in Kuala Lumpur verbracht. Vor der Gründung von FPI war er Prediger und Lehrer in einer islamischen Schule in Zentraljakarta. Die Dritte Nationalversammlung der FPI von 2013 hat ihn in seinem Amt als Imam Besar auf Lebenszeit bestätigt.
Habib Rizieqs Buch Dialog FPI amar ma’ruf nahi munkar: menjawab berbagai tuduhan terhadap gerakan nasional anti ma’siat di Indonesia („Dialog FPI, das Gebieten des Rechten und Verbieten des Unrechten: Antwort auf einige Bezichtigungen gegenüber der nationalen Anti-Sündenbewegung in Indonesien“) ist heute das religiöse Standardwerk für FPI-Mitglieder und enthält nach ihrer Vorstellung alles, was man über die FPI wissen muss.
Nachdem zwischen Ende 2016 und Anfang 2017 verschiedene Strafanzeigen gegen Rizieq Syihab erhoben wurden, floh er im Mai 2017 über den Jemen nach Saudi-Arabien. Ende September 2018 gab die FPI bekannt, dass sich Rizieq Syihab dort in einem hausarrestartigen Zustand befindet. Er dürfe sein Domizil nicht verlassen. Die FPI bat am 26. September 2018 den stellvertretenden Präsidenten der Indonesischen Repräsentativrats, Fadli Zon, den Nationalen Polizeichef, das Außenministerium und die indonesische Vertretung in Saudi-Arabien zu kontaktieren, um den Grund für die derartige Behandlung von Rizieq Syihab zu erfahren. Am 8. November 2018 wurde Rizieq Syihab wegen einer an seinem Haus in Mekka befestigten Flagge, die der IS-Flagge glich, von der saudischen Polizei festgenommen. Vertreter der FPI behaupteten am 9. November 2018, dass die saudi-arabische Polizei nach Tätern suche, die die IS-Flagge an dem Haus von Rizieq Shihab angebracht haben sollen, und äußerten die Vermutung, dass Geheimdienste in den Fall involviert seien.
Am 10. November 2020 kehrte Rizieq Syihab nach Jakarta zurück und wurde von Tausenden von Anhängern in einem Triumphzug empfangen. Nach weiteren FPI-Massenveranstaltungen, bei denen gegen COVID-19-Hygienebestimmungen verstoßen wurde, wurde er am 12. Dezember 2020 von der Polizei der Großstadtregion Jakarta verhört und unter dem Verdacht, zu Straftaten aufgerufen zu haben, für 20 Tage in Haft genommen. Am 30. Dezember wurde seine Haftzeit um weitere 40 Tage verlängert. Wegen der ihm zur Last gelegten Vergehen droht ihm eine Haftstrafe von mehr als fünf Jahren. Rizieq Syihab war bereits vorher zwei Mal – 2003 und 2008 – für mehrere Monate in Indonesien inhaftiert. Während seiner dadurch bedingten Abwesenheit gingen die Aktivitäten der FPI jeweils stark zurück.

### Die zentrale Führungsstruktur
Oberstes Organ der FPI ist die Nationalversammlung (Musyawarah Nasional; MUNAS), die allerdings nur alle fünf Jahre zusammentritt. Bisher ist sie nur drei Mal zusammengekommen, nämlich das erste Mal vom 19. bis 21. Dezember 2003 in Jakarta, das zweite Mal vom 9. bis 11. Dezember 2008 in Bogor und das dritte Mal am 22. bis 24. August 2013 in Bekasi. In der Zwischenzeit wird die FPI vom Zentralen Führungsrat (Dewan Pimpinan Pusat; DPP) geleitet, der sich aus zwei Organen zusammensetzt, dem Konsultativrat (majelis syura) und dem Exekutivrat (majelis tanfidzi). Der Konsultativrat hat die Aufgabe, den Vorsitzenden des Exekutivrates einzusetzen und zu beraten und alle Aktivitäten der FPI zu überwachen. Er besteht aus fünf Dīwānen, denen jeweils mehrere Religionsgelehrte aus verschiedenen Regionen angehören: 1. dem Scharia-Dīwān (dewan Syariah); 2. dem aufbauenden Dīwān (dewan pembina); 3. dem beratenden Dīwān (dewan penasihat); 4. dem kontrollierenden Dīwān (dewan pengawas) und 5. dem Ehren-Dīwān (dewan kehormatan). Derzeitiger Vorsitzender des Konsultativrates (Periode 2015–2020) ist KH Misbahul Anam, der früher schon als der erste Generalsekretär der Organisation gedient hat.

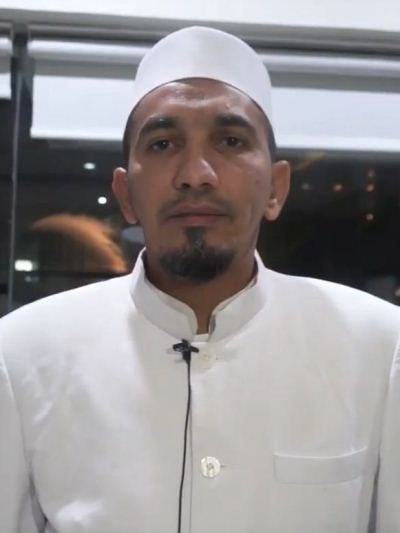
KH. Ahmad Sobri Lubis, derzeitiger Vorsitzender des FPI-Exekutivrats

Der Exekutivrat, der für die tägliche Organisation zuständig ist, besteht aus dem Vorsitzenden, dem Generalsekretär, dem Schatzmeister und verschiedenen anderen Mitgliedern mit bestimmten Zuständigkeiten. Nach einer Meldung, die die FPI Anfang Mai 2015 auf ihrer Website veröffentlichte, besteht der Exekutivrat für die Periode 2015 bis 2020 aus den folgenden neun Personen:
1. Vorsitzender: KH. Ahmad Sobri Lubis
2. Stellvertretender Vorsitzender: KH. Ja’far Shiddiq
3. Generalsekretär: Haji Hasanuddin
4. Schatzmeister: Ustadh Haris Ubaidillah
5. Leiter der Daʿwa-Abteilung: KH. Zainudin Ali
6. Leiter der Hisba-Abteilung: Ustadh Slamet Ma’arif
7. Leiter der Dschihad-Abteilung: KH. Abdul Qodir AKA
8. Leiter der Abteilung für die Durchsetzung des Kalifats: KH. Tb. Abdurrahman Anwar
9. Leiter der Organisationsabteilung: H. Munarman

Die Ernennung von Lubis erfolgte, weil der bisherige Vorsitzende Rizieq Syihab „dauerhaft verhindert“ war. Dem Vorsitzenden des Exekutivrats unterstehen verschiedene Abteilungen, die ihn bei der Ausführung seines Amtes unterstützen sollen. Außerdem hat er das Recht, je nach Bedarf verschiedene Komitees, Kommissionen und Zweigorganisationen zu gründen.
Seit 1999 befindet sich die Hauptgeschäftsstelle des Zentralen Führungsrates der FPI in der Jalan Petamburan III Nr. 17. im Distrikt Tanah Abang in Zentraljakarta.

### Zweigniederlassungen
Auf horizontaler Ebene ist die Organisation der FPI in den Zentralen Führungsrat (Dewan Pimpinan Pusat; DPP) auf nationaler Ebene, die Provinzführungsräte (Dewan Pimpinan Daerah; DPD) auf Provinzebene, die regionalen Führungsräte (Dewan Pimpinan Wilaya; DPW) auf der Ebene der Städte und Regentschaften, die Zweigführungsräte (Dewan Pimpinan Cabang; DPC) in den Unterbezirken und die Kommandoposten auf der Ebene der Dörfer gegliedert. Über die Anzahl der indonesischen Provinzen, in denen die FPI mit eigenen Niederlassungen aktiv ist, gibt es unterschiedliche Angaben. Während Ahmad Sobri Lubis, der Generalsekretär der FPI, sie im Dezember 2003 mit 22 angab, sprechen Efendi/Pramuko und Wilson, deren Bücher 2006 erschienen, von 18 bzw. 26, Provinzen mit FPI-Niederlassungen.
Nach Jahroni sind viele der FPI-Niederlassungen eng an die Zentrale in Jakarta angebunden. Rizieq Syihab selbst betont dagegen, dass alle regionalen und lokalen FPI-Niederlassungen weitgehend selbständig operieren und auch ohne Hilfe des Zentralen Führungsrats in Jakarta entstanden sind. Die Zentrale finanziere jeweils nur die Entsendung einer Delegation zur Einweihung und könne auch keine Aufbauhilfe leisten. Besonders große Eigenständigkeit zeigten in der Vergangenheit die beiden Niederlassungen in Surakarta und Yogyakarta in Zentraljava. Front Pembela Islam Surakarta (FPIS) ist einer der aktivsten Ableger der Organisation und steht stark unter dem Einfluss des Majelis Mujahidin Indonesia („Rat der indonesischen Dschihad-Kämpfer“) von Abu Bakar Bashir. Die FPI-Einheiten außerhalb der Hauptstadt waren in der Anfangszeit für ihre Militanz, schlechte Koordinierung und Undiszipliniertheit berüchtigt. Das hängt nach R. Hefner damit zusammen, dass die nationale Organisation in den Monaten nach Suharto’s Fall durch Allianzen zwischen Bossen bereits existierender paramilitärischer Einheiten zusammengefügt wurde, von denen einige nur nominelle Verbindungen mit der Führung in Jakarta hatten.

### Jamaah und Laskar: die Doppelstruktur der FPI
Die wissenschaftliche Literatur hebt hervor, dass in der FPI zwei große Organisationsstrukturen nebeneinander bestehen, Jamaah („Gemeinschaft“) und Laskar („Armee, Truppe“). Die Jamaah sei verantwortlich für das „Gebieten des Rechten“ (Amar ma’ruf), das sich in der Daʿwa manifestiert und darin, dass man die lokale Bevölkerung ermuntert, an den Gebetsversammlungen der FPI teilzunehmen und die religiösen Pflichten zu erfüllen. Die Laskar-Miliz, auch Laskar Pembela Islam („Miliz der Islam-Verteidiger“; LPI) genannt, sei dagegen für das „Verbieten des Verwerflichen“ (nahy munkar) zuständig.
Nach den FPI-Statuten, die 2003 auf der Nationalversammlung beschlossen wurden, gilt die LPI-Miliz als eine der vier Zweigorganisationen (Anak Organisasi) der FPI. Die anderen drei Zweigorganisationen sind der Frauen-Zweig der Islam-Verteidiger (Mujahidah Pembela Islam), dessen Aktivitäten sich auf soziale Fragen konzentriert und ebenfalls dem Prinzip des Amar bi-l-maʿrūf verpflichtet ist, die Vereinigung der Arbeiterfront (Serikat Pekerja Front) und die „Islamische Studenten-Front“ (Front Mahasiswa Islam), die die Aufgabe hat, den intellektuellen Kampf zur Verteidigung des Islams zu führen. Die LPI ist allerdings erheblich bekannter als die drei anderen Zweigorganisationen, weil sie in der Vergangenheit häufig in gewalttätige Aktivitäten verwickelt war. Nach Rizieq Syihab ist die LPI „die Speerspitze des moralischen Kampfes der FPI“.
| Die sieben Hierarchieebenen der LPI nach Jahroni | Die sieben Hierarchieebenen der LPI nach Jahroni | Die sieben Hierarchieebenen der LPI nach Jahroni                       |
| Ebene                                            | Positions- bezeichnung                           | Anzahl der Untergebenen                                                |
| ------------------------------------------------ | ------------------------------------------------ | ---------------------------------------------------------------------- |
| 1                                                | Imam Besar                                       | Das gesamte Militärpersonal                                            |
| 2                                                | Imam                                             | 26400 Personen (25000 Jundi + 1250 Rais + 125 Amir + 25 Qaid + 5 Wali) |
| 3                                                | Wali                                             | 5280 Personen (5000 Jundi + 250 Rais + 25 Amir + 5 Qaid)               |
| 4                                                | Qaid                                             | 1055 Personen (1000 Jundi + 50 Rais + 5 Amir)                          |
| 5                                                | Amir                                             | 210 Personen (200 Jundi + 10 Rais)                                     |
| 6                                                | Rais                                             | 20 Personen                                                            |
| 7                                                | Jundi                                            | 1 Person                                                               |

Die LPI ist in sich streng hierarchisch geordnet, wobei die Hierarchie die territoriale Kommandostruktur der Streitkräfte Indonesiens widerspiegelt, mit einer Befehlskette, die von der nationalen Ebene bis hinunter zu den Subdistrikten reicht. Nach Jahroni ist die militärische Kommandostruktur der FPI insgesamt in sieben Hierarchieebenen gegliedert:
Personen, die in die LPI aufgenommen werden wollen, durchlaufen üblicherweise ein dreitägiges paramilitärisches Training. Dieses findet meist in Bumi Perkemahan Karang Kitri in Bekasi statt. Nach Ende des Trainings müssen die neuen Mitglieder die Baiʿa sprechen. Sie lautet: „Bereit, sündhaftes Verhalten (maksiat) aufzugeben, bereit, unterdrückte Muslime zu verteidigen, bereit, als Märtyrer auf dem Wege Gottes zu sterben“ (Siap meninggalkan maksiat, siap membela muslim yang dizalimi, siap mati syahid di jalan Allah). Die Miliz ist nicht mit Schusswaffen, sondern nur mit Messern und Schwertern bewaffnet. Wenn ein Mitglied der LPI stirbt, sind alle anderen Mitglieder dazu verpflichtet, sich um seine Bestattung zu kümmern.

### Die Mitglieder
Mitglied der FPI kann nach ihren Statuten jeder Muslim werden, der einen guten Charakter hat, gottesfürchtig ist, den Geist des Dschihad besitzt, tapfer ist und hohes Loyalitätsempfinden besitzt. Hinsichtlich der Anzahl der Mitglieder der FPI gibt es sehr unterschiedliche Angaben. Efendi/Pramuko und Rosadi sprechen von 7 Millionen Mitgliedern für 2006 bzw. 2008. Die gleiche Zahl nannte auch Muchsin Alatas, der frühere FPI-Vorsitzende, im Jahre 2014. Im August 1999 soll Rizieq behauptet haben, insgesamt sogar 13 Millionen Anhänger zu haben. Die Angaben zur Anhängerschaft in der westlichen wissenschaftlichen Literatur sind dagegen erheblich niedriger. Nach Robert Hefner hatte die Organisation 2004 nur 40.000 bis 50.000 aktive Mitglieder, von denen die meisten in einer Handvoll größerer Städte konzentriert waren. Nach Ian D. Wilson lag die Anzahl der Anhänger 2006 bei 100.000 Personen. Ahmad Sobri Lubis, der Generalsekretär der FPI, erklärte dagegen im Dezember 2003, dass der FPI ungefähr 870.000 Mitglieder angehörten. Nach einer Umfrage von Lembaga Survei Indonesia waren im Jahre 2007 insgesamt 0,7 Prozent aller Indonesier Mitglied von FPI. Bei einer Gesamteinwohnerzahl Indonesiens von 232,5 Millionen entspricht dies einer Anzahl von 1,6 Millionen.
Die Unsicherheit hinsichtlich der Anzahl der Mitglieder hängt damit zusammen, dass die FPI eher den Charakter einer Gemeinschaft oder Bewegung hat als den einer Organisation und sich wenig um Formalitäten kümmert. Die Mitgliedschaft ist dementsprechend kaum formalisiert: Die Aufnahme in die Organisation geschieht im Unterschied zur Aufnahme in die LPI ohne Baiʿa und ohne organisatorische Prozeduren. Wenn jemand an den Aktivitäten der FPI teilnimmt, wird er als FPI-Mitglied betrachtet. Die Hauptbindung, die die FPI-Mitglieder vereint, ist ihr Engagement und ihre Loyalität gegenüber dem Anführer. Personen, die in die Organisation aufgenommen werden, sind meist vorher mit einem anderen FPI-Mitglied bekannt. Neben dieser informellen Art der Mitgliederrekrutierung gibt es eine stärker formalisierte Art, bei der Anmeldeformulare für Neumitglieder in den Universitäten und religiösen Schulen ausgelegt und verteilt werden, doch stellt diese eher eine Ausnahme dar.

### Erkennungszeichen: FPI-Logo und FPI-Uniform
Die FPI hat ein eigenes Logo, das die FPI-Aktivisten stets an den Charakter ihrer Organisation erinnern soll. Es besteht aus einem fünfzackigen Stern, umgeben von einer Gebetskette in Form eines gleichschenkligen Dreiecks. Oberhalb des Sterns befindet sich ein Halbmond, unterhalb steht in arabischer Schrift al-Ǧabha al-islāmīya ad-difāʿīya („Islamische Verteidigungsfront“), darunter in lateinischer Schrift Front Pembela Islam. Der Stern ist aus der Schahāda gebildet, der Halbmond aus der Basmala. Stern, Halbmond und Gebetskette sind in grüner Farbe gehalten, die Schrift in Schwarz, und der Hintergrund in Grün. Das Dreieck soll auf die Stärke des Bandes der Brüderlichkeit hinweisen, die Gebetskette auf den Dhikr und die Religiosität, ihre 99 Perlen auf die schönen Namen Gottes, und die kuppelartigen Formen in den drei Ecken auf die Verbundenheit der FPI-Mitglieder mit der Moschee. Die fünf Zacken des Sterns symbolisieren die fünf Säulen des Islams und die fünf täglichen Pflichtgebete. Der weiße Hintergrund soll die Reinheit symbolisieren, die grüne Farbe den Islam und die schwarze Farbe der Schrift auf die Entschlossenheit im Kampf. Der arabische Schriftzug soll auf den „Geist des Korans“ (semangat Qur’an) hinweisen, der indonesische Schriftzug auf die Liebe zum Vaterland.
Darüber hinaus hat die FPI auch eine eigene Uniform. Sie besteht aus Hemd und langer Hose in weißer Farbe und einer Pilgerkappe oder einem Turban ebenfalls in Weiß, die durch einen Schal und eine Schärpe oder eine Gürtelschnalle in grüner Farbe vervollständigt werden. Rizieq Syihab bezeichnet diese Uniform als Taqwā-Kleidung und erklärt, dass sie die FPI-Aktivisten moralisch stärken und ihre Gegner umgekehrt demoralisieren solle. Wilson meint, dass sie traditioneller arabischer Kleidung ähnelt und sich an populäre Darstellungen der Wali Songo an, der neun muslimischen Heiligen, die den Islam in Java verbreitet haben sollen, anlehnt. Efendi/Pramuko betonen dagegen, dass die FPI mit dieser Kleidung zum Ausdruck bringen will, dass sie einen polizeiähnlichen Charakter hat. Bei den meisten ihrer Aktionen geben sich die FPI-Mitglieder durch diese Uniform mit der grünen Aufschrift FPI und dem FPI-Logo zu erkennen.

### Finanzierung
Zu ihrer eigenen Finanzierung erheben einige Ableger der FPI bei ihren Mitgliedern Mitgliedsbeiträge. Darüber hinaus FPI erhält oft Spenden von auswärtigen Geldgebern für ihre Demonstrationen. Rizieq Syihab selbst schreibt, dass die Bereitschaft, sein Vermögen für den Kampf der FPI zu opfern, seit Gründung der Organisation das wichtigste Modell der Finanzierung sei. Das Prinzip der Finanzierung der FPI sei der Grundsatz: „Von der Umma, durch die Umma und für die Umma.“ Alle AMNM-Aktivitäten, so erklärt Rizieq Syihab, werden durch gemeinsame Beiträge der FPI-Aktivisten finanziert. Ab und zu gebe es auch Unterstützung von FPI-Sympathisanten. Die FPI habe jedoch keine externen Geldgeber, die sich dauerhaft an der Finanzierung der Organisation beteiligten. In dem Bericht, den die FPI für ihre Zweite Nationalversammlung im 2008 vorlegte, konstatierte sie, dass das Spendenaufkommen für die FPI in den Jahren seit 2003 sehr gering war. Selbst den Geldbetrag für den Kauf des kleinen Gebäudes in Petamburan, in dem sich das FPI-Sekretariat befindet, konnte die FPI nur mit Mühe aufbringen. Bis zum Jahre 2008 war das Darlehen noch nicht abbezahlt. Nach Hasani/Naipospos hat die FPI einzelne Unternehmen eröffnet. Darüber hinaus hat sie Einnahmen durch den Verkauf ihrer Uniformen und Attribute.

## Aktivitäten
Munajat, die in einer umfangreicheren Studie die FPI-Aktivitäten von 1998 bis 2010 untersucht hat, hat festgestellt, dass mehr als die Hälfte dieser Aktivitäten in Jakarta stattgefunden hat, während sich der Rest auf die Einflusszonen anderer FPI-Verbände verteilt. Der Verband von Jakarta ist somit der weitaus aktivste aller FPI-Verbände. Insgesamt lassen sich die FPI-Aktivitäten in die folgenden Kategorien unterteilen:

### Sweeping: Der Kampf gegen die Sünde
Nach Munajat fallen insgesamt 45,5 % aller Aktivitäten der FPI in die Kategorie „Vorgehen gegen Unsittlichkeit/Maksiat“. Aktivitäten dieser Art fanden schon kurz nach der Gründung der Organisation statt. So überfielen am 7. November 1999 300 maskierte FPI-Kämpfer das Larangan Plaza Hotel in Pamekasan auf der Insel Madura. Sie drangen in die Hotelräume ein, machten Jagd auf Prostituierte und verprügelten sie. Ab Ende 1999 führte die FPI Dutzende von Angriffen auf Nachtclubs, Billardhallen, Bordelle, Spielhallen und andere Stätten „sündhafter“ Aktivitäten durch.
Die Aktionen, bei denen Anhänger der FPI „Orte der Sünde“ überfallen, zerstören und die Besitzer bedrohen, werden auch Sweeping (wörtl. „Abkehren, Abfegen“) genannt. Das Sweeping bildet gewissermaßen die Umsetzung des Prinzips „Verbieten des Verwerflichen“ (nahy munkar). Bei diesen Aktionen sind die FPI-Anhänger meist mit Schlagstöcken bewaffnet. Im Dezember 2017 beispielsweise drangen vier mit Schlagstöcken bewaffnete FPI-Mitglieder in Klaten in Zentraljava in ein Hotel ein und machten dort Jagd auf unverheiratete Paare. Im Februar 2012 drohte die FPI von Tangerang Sweepings gegen kleine Supermärkte an, die Alkohol verkaufen. Dabei bezeichnete der lokale Anführer der FPI das Sweeping als „Vorgehen im Stil der FPI“ (penertiban ala FPI). Am Vorabend des Ramadan 2012 führte die FPI auch ein Spirituosen-Sweeping in mehreren Regionen von Bandung durch.
Sweeping-Aktionen finden vorzugsweise im Monat Ramadan statt, weil dieser am stärksten die Reinigung der islamischen Gemeinschaft symbolisiert. Während des Ramadan 2002 allein fanden 20 derartiger Aktionen statt. Die Aktivitäten beginnen gewöhnlich am Abend nach den Tarāwīh-Gebeten. So führte zum Beispiel die FPI von Ost-Kalimantan im Ramadan 2007 eine umfassende Sweeping-Aktion in Samarinda durch. Hierbei fuhr zunächst ein Auto-Konvoi durch die Stadt und rief die Menschen dazu auf, „die Heiligkeit des Ramadan zu bewahren“. Dann begaben sich FPI-Anhänger in Massen an das Ufer des Mahakam-Flusses, trieben dort Liebespaare auseinander und durchsuchten geparkte Fahrzeuge. Später lieferten sich die FPI-Anhänger eine Verfolgungsjagd mit Jugendlichen, die sie am Straßenrand beim Trinken alkoholischer Getränke erwischt hatten. Ein junger Mann, den sie in Harapan Baru betrunken vorfanden, schlugen sie. Nachdem sie noch weitere Jugendliche, die sie beim Trinken vorgefunden hatten, auseinandergetrieben hatten, zerstörten sie ein großes Festzelt, in dem eine Feier stattfand, und zündeten es an. Die FPI-Anhänger bewarfen die Menschen, die in dem Zelt gefeiert hatten, mit Steinen, so dass diese schließlich flohen. Der lokale FPI-Vorsitzende äußerte nach dem Vorfall, dass die Anhänger ursprünglich nur die Absicht gehabt hätten, einen friedlichen Konvoi durchzuführen. Aufgrund des beobachteten Fehlverhaltens der Bürger hätten sie sich dann aber gezwungen gesehen, Sweeping-Aktivitäten nachzugehen.
Die Ziele für Sweeping-Aktionen werden nach Angaben der FPI-Führung durch eine eigene Kommission zur Sündenüberwachung identifiziert. Diese folgt dabei angeblich strikten Verfahrensrichtlinien. So soll sie zunächst Berichte von lokalen Bewohnern prüfen und erst dann, nach Bestätigung, formal Anzeige bei der Polizei erheben. Für die Durchführung der Sweeping-Aktionen ist die LPI-Miliz zuständig. Auch wenn die LPI in den letzten Jahren nicht mehr so stark in Erscheinung getreten ist, besteht sie bis heute weiter. So meldete CNN im Januar 2018, dass eine Sweeping-Aktion gegen Prostitution in Pamekasan von dem Generalstab der LPI in Jakarta koordiniert worden sei.
Verschiedene Berichte deuten darauf hin, dass Sweeping-Aktivitäten von FPI-Mitgliedern in der Vergangenheit auch zur Selbstbereicherung genutzt wurden. Rosadi berichtet von Fällen, bei denen Personen im Namen der FPI bei Hotels Geld einsammelten. Nach Al-Zastrouw wurden Betreiber von Unterhaltungsstätten in Mangga Besar und Kemang um „Spenden“ (sumbangan) gebeten, die als Sicherheitsgarantie dienen sollten. Für den Fall, dass die Geschäftsleute diese Spenden nicht zahlten, wurden ihnen Angriffe im Namen der Maksiat-Bekämpfung angedroht. In anderen Fällen griffen Aktivisten der FPI ein Café an und rückten erst wieder ab, nachdem der Café-Inhaber ihnen einen Geldbetrag ausgehändigt hatte. Als sich der Verband der Indonesischen Unterhaltungsindustrie Aspehindo im Dezember 2003 öffentlich darüber beschwerte, dass die FPI Erholungsstätten von Geschäftsleuten zerstört habe, die sich geweigert hatten, der FPI Geld zu zahlen, wurde er von der FPI wegen Verleumdung bei der Polizei von Jakarta angezeigt. Rizieq Syihab gibt in seinem FPI-Buch zwar zu, dass es im Jahre 2000 zur Kollusion zwischen einzelnen FPI-Mitgliedern und Inhabern von Unterhaltungsstätten gekommen ist, bringt aber vor, dass die FPI auf diese Vorfälle mit Ausschluss der betreffenden Mitglieder reagiert habe. Ansonsten, so erklärt er, folgten die Aktionen der FPI zur Schließung von Maksiat-Orten bestimmten Standardprozeduren, die allein davon abhingen, ob sich die muslimische Bevölkerung der Umgebung bei der FPI über die betreffenden Lokale beschwert habe oder nicht.
Sweeping ist bei der FPI nicht ausschließlich auf den „Kampf gegen die Sünde“ beschränkt, sondern wird manchmal auch zum Erreichen anderer Ziele angedroht. So drohte die FPI zum Beispiel vor der amerikanischen Invasion Afghanistans im Oktober 2001, Sweeping-Aktionen bei Hotels durchzuführen, um amerikanische und britische Spione ausfindig zu machen, In gleicher Weise drohte die FPI mit Sweeping-Aktivitäten gegen amerikanische Bürger in Indonesien, nachdem Anfang Dezember Donald Trump angekündigt hatte, die US-Botschaft nach Jerusalem zu verlegen.

### Protestkundgebungen
Eine weitere wichtige Aktivität der FPI sind Protestkundgebungen. In der Regel marschieren dabei die FPI-Aktivisten vor dem Sitz der betreffenden Organisation auf und verlangen mit Lautsprechern ein Gespräch mit den Verantwortlichen, um ihren Protest zu bekunden und eventuell eine Entschuldigung zu verlangen. Bei der FPI-Kundgebung gegen die Nationale Menschenrechtskommission im Januar 2001 hielten FPI-Mitglieder vor dem Gebäude Ansprachen, in denen sie erklärten, warum die Kommission aufgelöst werden müsse, und verteilten Flugblätter. Andere FPI-Mitglieder hängten an dem Gebäude der Kommission ein Banner auf, auf dem stand: „Die Komnas HAM wird von der FPI versiegelt“ (Komnas HAM Disegel oleh FPI). Die Aktion endete erst, nachdem zwei Mitglieder der Kommission sich bereit erklärt hatten, mit Vertretern der FPI zusammenzutreffen. Ein Mitglied der Kommission, Benyamin Mangkoedilaga, gab anschließend von einem Fahrzeug der FPI eine Erklärung ab, in der er seine Zustimmung zu den Forderungen der FPI ausdrückte und versprach, sie dem Leiter der Kommission zu übermitteln. Danach zogen die FPI-Leute ab, warfen aber auf dem Rückweg noch Steine in verschiedene Cafés und Lokale. Bei den Protesten gegen die Veröffentlichung der Mohammed-Karikaturen im Februar 2006 protestierten die FPI-Aktivisten in Surabaya so lange, bis zehn Vertretern von ihnen erlaubt wurde, mit dem Personal der dänischen Botschaft zu sprechen. Da sie jedoch mit dem Gespräch nicht zufrieden waren, warfen sie anschließend Steine, verfaulte Tomaten und faule Eier gegen das Konsulat.

### Pengajian: Religiöse Unterweisung für die Mitglieder
Alle FPI-Mitglieder und -Anhänger nehmen üblicherweise an Sitzungen der Koranrezitation (pengajian) und der Unterweisung in islamischen Lehren teil, die von den Gelehrten des Konsultativrats und anderen FPI-Führern ausgerichtet werden. Die religiösen Pengajian-Veranstaltungen der FPI schließen üblicherweise Shalawat ein, von Trommeln begleitete Gesänge zum Lobpreis des Propheten Mohammed. In der Zeit, als Misbahul Anam Generalsekretär war, erteilte er Unterricht in den Regeln des Dschihad (fiqh al-ǧihād), übermittelte aber auch Litaneien des Tidschānīya-Ordens, in dem er als spiritueller Führer (muršid) tätig war. Für die Organisation der Pengajian-Aktivitäten und die religiöse Erziehung der Mitglieder ist der Jamaah-Zweig der FPI verantwortlich. Die LPI-Mitglieder nehmen an den Pengajian-Sitzungen üblicherweise nur in untergeordneter Rolle teil. Die Anbindung von Personen an eine bestimmte LPI-Abteilung richtet sich danach, an welchem Pengajian-Lehrzirkel sie teilnehmen.
Vor seiner Ausreise nach Saudi-Arabien hat auch Rizieq Syihab zwei Mal in der Woche einen Lehrzirkel (Majelis Ta’lim) mit Pengajian abgehalten, am Mittwoch in der Moschee Al Ishlah in Petamburan in Tanah Abang und am Donnerstagabend in seinem eigenen Haus. Diese Lehrzirkel konnten von allen Mitgliedern besucht werden. Das Publikum bestand üblicherweise aus ungefähr 2500 Personen, womit sein Pengajian besonders groß war. Die meisten Besucher waren FPI-Anhänger. Sie kamen regelmäßig in Motorrad-Konvois aus anderen Teilen Groß-Jakartas. Rizieq Syihabs Lehrzirkel in der Moschee Al Ishlah, der auch für das allgemeine Publikum offenstand, spielte auch eine wichtige für die Rekrutierung neuer Mitglieder. Personen, die diesen Lehrzirkel besucht hatten, und die Empfehlung eines anderen FPI-Mitglieds mitbrachten, konnten direkt Mitglied werden. Die Moschee al Ishlah bildet das eigentliche religiöse Zentrum der FPI und dient als Versammlungsort der Mitglieder bei Kundgebungen.

### Tabligh Akbar und Takbir Keliling: religiöse Massenveranstaltungen
Wichtig auf religiöser Ebene sind auch die öffentlichen Predigtveranstaltungen, die Tabligh akbar („Große Übermittlung“) genannt werden. Die FPI-Aktivisten haben derartige Veranstaltungen schon vor der offiziellen Gründung der FPI abgehalten. Bei diesen Massenfeiern, an denen tausende FPI-Anhänger teilnehmen, werden üblicherweise die FPI-Hymne gesungen und der FPI-Marsch gespielt. Es war auch eine Tabligh-akbar-Veranstaltung, bei der Sobri Lubis, der damalige Generalsekretär der FPI, am 14. Februar 2008 der Ahmadiyya den Krieg erklärte.
Eine weitere Form der religiösen Massenfeiern sind nächtliche Rundfahrten bzw. -märsche durch die Stadt. Sie werden Takbir keliling genannt. In der Nacht zum 13. Juni 2018 zum Beispiel hielt die FPI zum Anlass des Fest des Fastenbrechens ein Takbir keliling rund um Jakarta ab. Bei dieser Tour liefen die Mitglieder der FPI vom Hauptquartier der Organisation in Tanah Abang aus los und wanderten bis zum Morgengebet durch die Stadt, wobei sie verschiedene Moscheen ansteuerten.

### Milad: die Selbstfeier der Organisation
Traditionell feiert die FPI jeweils im August mit großem Aufwand ihren Geburtstag (Milad, von arabisch mīlād). In den ersten Jahren hielt sie bei dieser Gelegenheit auch große Paraden ab. 1999 wurde die Veranstaltung „Große Anti-Maksiat-Parade“ (Pawai Akbar Anti Maksiat) genannt, 2000 „Jakarta-Charta-Parade“ (Pawai Piagam Jakarta), 2001 „Islamische Scharia-Parade“ (Pawai Syariat Islam), 2002 „Parade des islamischen Rechts“ (Pawai Hukum Islam) und 2003 „Parade des Gottesrechts“ (Pawai Hukum Allah). Die Paraden der Jahre 2000 bis 2002 führten jeweils von der FPI-Zentrale in Petamburan zum Parlamentsgebäude und von dort wieder zurück nach Petamburan. Die Paraden von 1999, 2003 und 2004 hatten die Form von motorisierten Prozessionen rund um die Stadt. An der Parade von 2001, bei der die Forderung nach Wiedereinsetzung der Jakarta-Charta im Vordergrund stand, beteiligten sich 5000 Aktivisten der FPI aus verschiedenen Regionen Indonesiens.
In den Jahren danach ging die FPI dazu über, die Jahrestage ihrer Gründung mit einem Tabligh akbar zu begehen. Im August 2013 zur Feier des 15-jährigen Bestehens der Organisation fand ein Tablig akbar statt, zu der Tausende FPI-Mitglieder kamen. Die Straße von Petamburan, in der sich FPI-Zentrale befindet, wurde dafür teilweise gesperrt. Anschließend veranstalteten die FPI-Mitglieder eine Rundfahrt um Jakarta im Autokorso. Bei dieser Gelegenheit fand auch die dritte Nationalversammlung der FPI statt.

### Humanitäre Aktionen

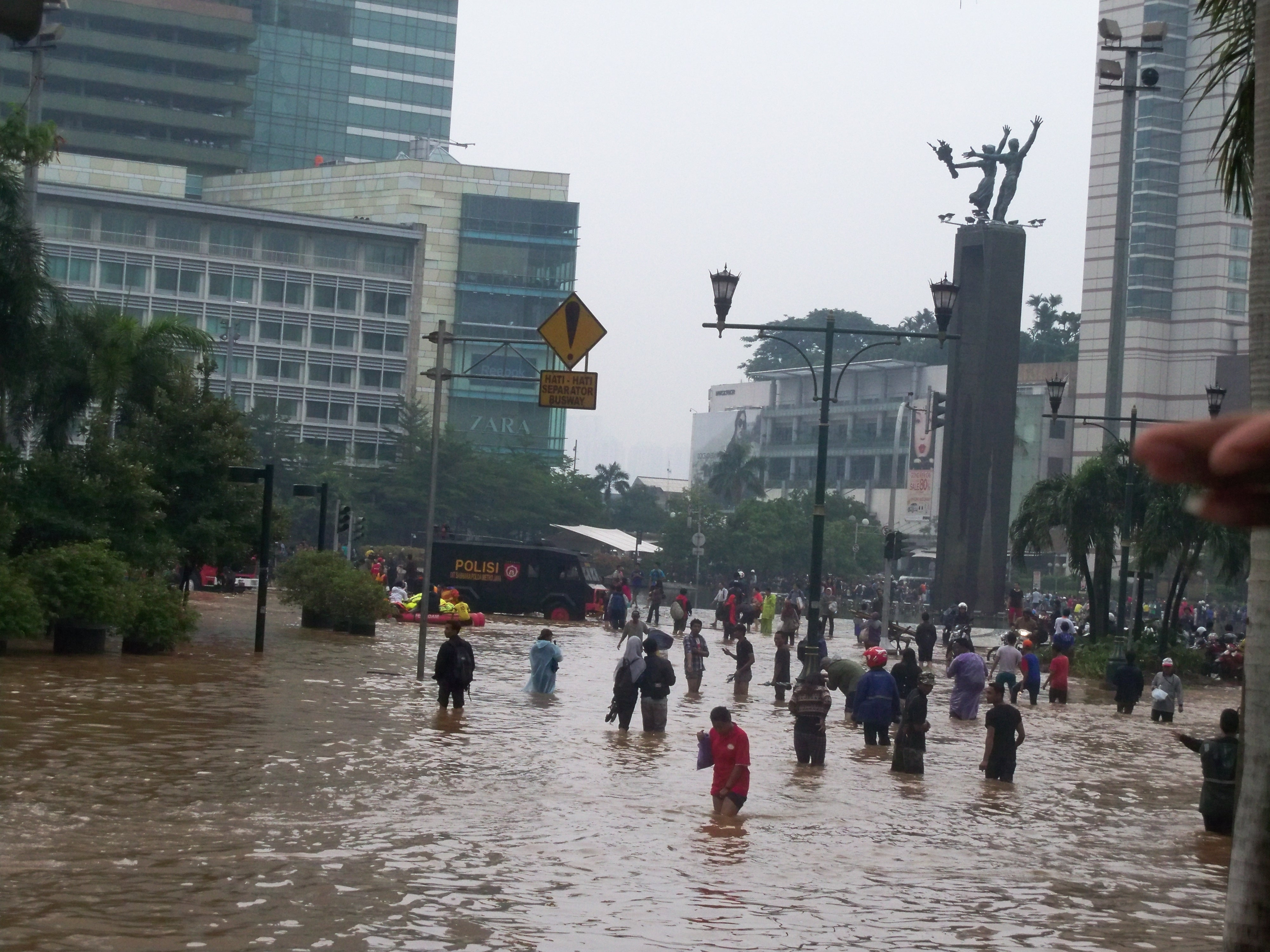
Überschwemmung in Jakarta

Führende Vertreter der FPI verweisen in Presseinterviews darauf, dass ihre Organisation auch ein humanitäres Programm verfolgt, das Baumpflanzaktionen und die Teilnahme an Programmen zur Dorfsanierung einschließt. Die wichtigste humanitäre Aktion der FPI bisher war ihr Einsatz bei dem zerstörerischen Tsunami, der am 26. Dezember 2004 die Provinz Aceh heimsuchte. Nach dieser Katastrophe strömten innerhalb von zwei Tagen hunderte Freiwillige der FPI zusammen mit Habib Rizieq nach Banda Aceh, wobei der Transport durch die Regierung organisiert wurde. Die FPI machte sich vor allem dadurch verdient, dass sie die Leichen barg und begrub. Insgesamt soll die FPI nach dem Tsunami 100.000 Leichen geborgen haben.
Im November 2014 meldete die indonesische Zeitung Republika, dass sich die FPI an den Bemühungen zur Eindämmung von Überschwemmungen in Jakarta beteiligt, indem sie im oberen Gebiet des Ciliwung, des Flusses, der durch Jakarta fließt, Wiederaufforstungsarbeiten durchführt. Schon im Januar 2014 habe die FPI in Puncak, wo es vier Zuläufe des Ciliwung gibt, 40.000 Bäume gepflanzt. Habib Rizieq Sihab plane, im Dezember dort weitere 300.000 Bäume zu pflanzen. Das Daʿwa-Komitee der FPI veranstaltete am 13. Juni 2018 in Petamburan ein öffentliches Fastenbrechen mit einer Hilfsveranstaltung für Waisen.

### Anwendung von Gewalt
Nach Munajat lassen sich die kollektiven Aktivitäten der FPI in vier verschiedene Arten einteilen:
1. gewaltsame Aktionen, bei denen Personen oder Sachen zu Schaden kommen;
2. Aktionen, bei denen die FPI Personen oder Personengruppen mit Holzstöcken oder anderen simplen Waffen bewaffnet Gewalt androht, um Forderungen durchzusetzen, ohne dass Personen oder Sachen zu Schaden kommen;
3. Aktionen, bei denen die FPI nur verbal mit Gewalt droht, um Forderungen, zum Beispiel gegenüber der Regierung, durchzusetzen;
4. sonstige nicht-gewaltsame Aktionen, zum Beispiel Einreichung von Petitionen oder Dialog mit Behörden.

Von den 233 kollektiven Aktionen der FPI im Zeitraum von 1998 bis 2010, von denen Munajat aus Zeitungen erfahren hat, gehören 64 Fälle (27 %) zur Kategorie 1, 34 Fälle (14 %) zur Kategorie 2; 18 Fälle (8 %) zur Kategorie 3 und 118 Fälle (ca. 50 %) zur Kategorie 4. 40 Prozent der gewaltsamen Aktivitäten der FPI waren mit dem Vorgehen gegen Unsittlichkeit (Maksiat) verbunden.
Nach Aussage von Rizieq Syihab verpflichtet die FPI jeden seiner Aktivisten, Kampfkünste zur Selbstverteidigung zu erlernen. Gegenüber Ian Wilson hat der frühere FPI-Generalsekretär Ahmad Sobri Lubis in einem Interview einmal betont, dass Gewalt immer nur das letzte Mittel sei, auf das die FPI dann zurückgreife, wenn die lokalen Behörden oder die Polizei ihren Forderungen nicht nachkomme, gegen Verletzungen bestehenden Rechts oder der „moralischen Ordnung“ vorzugehen. Im Dezember 2003 kündigte Lubis einen Paradigmenwechsel des Kampfes der FPI weg von Massenaktion und Militanz (kelaskaran) hin zu Bildung an. In Zukunft werde die FPI den Rechtsweg verfolgen, um Praktiken der Unmoral wie Glücksspiel und Prostitution stoppen. Das neue Paradigma sollte auf der Ersten Nationalen Konferenz der FPI am 19. bis 23. Dezember 2003 in Jakarta beschlossen werden. Doch hat sich die FPI nicht an dieses Versprechen gehalten. In der FPI-Satzung, die auf dieser Konferenz beschlossen wurde, wird zwar zwischen sanftem Amar Ma’ruf und entschlossenem Nahi Munkar unterschieden, doch wird bei Letzterem die Anwendung von Kraft befürwortet und gewaltsames Vorgehen keineswegs ausgeschlossen. Schon im Oktober 2004 zeigte die FPI mit Angriffen auf Cafés in Südjakarta, dass sie nicht bereit war, auf Gewaltaktionen zu verzichten.

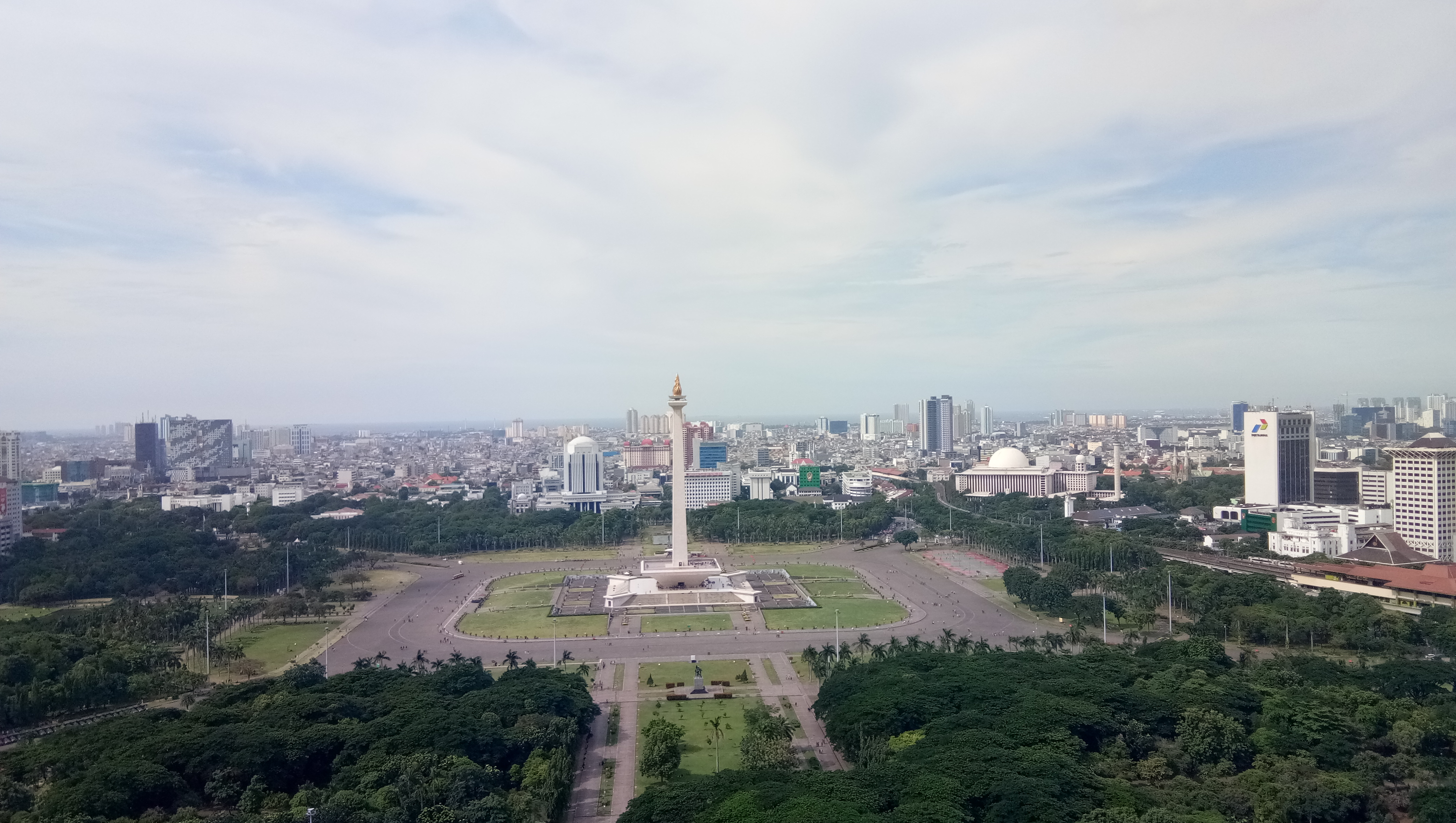
Der Monas auf dem Merdeka-Platz in Jakarta, auf dem sich am 1. Juni 2008 der „Monas-Vorfall“ ereignete.

Eine der gewalttätigen Aktionen der FPI, die besonders viel Empörung über die und Kritik an der FPI in Indonesien hervorgerufen hat, war ihr Angriff auf Aktivisten der „Nationalen Allianz für die Religions- und Bekenntnisfreiheit“ (Aliansi Kebangsaan Untuk Kebebasan Beragama dan Berkeyakinan; AKKBB) am 1. Juni 2008 am Monas auf dem zentralen Merdeka-Platz von Jakarta, auch bekannt als „Monas-Vorfall“ (Insiden Monas). Die AKKBB war ein Zusammenschluss von etwa 50 indonesischen religiösen und interreligiösen Organisationen und Instituten, die sich insbesondere mit Hinblick auf die Ahmadiyyah für die Religionsfreiheit einsetzten. Hintergrund für den Angriff der FPI war, dass die AKKBB am 10. Mai 2008 eine ganzseitige Stellungnahme in mehreren Zeitungen von Jakarta veröffentlicht hatte, in der sie darauf hinwies, dass die indonesische Verfassung die Religionsfreiheit für seine Bürger garantiert, und die Gruppen kritisierte, die gegen dieses Prinzip verstoßen. Diese Stellungnahme erzürnte die FPI, und am 1. Juni, dem Tag zur Feier der Pancasila, kam es zum Monas-Vorfall: Als etwa 1500 Mitglieder der AKKBB, unter denen auch Angehörige der Ahmadiyyah waren, für die Religionsfreiheit demonstrierten, wurden sie von Aktivisten der FPI, die dort mit anderen Gruppen gegen die Erhöhung von Treibstoffpreisen demonstrierten, angegriffen. Nach Darstellung der FPI war der Auslöser dafür, dass die AKKBB sie bei ihrer Kundgebung als „Satansmiliz“ (Laskar Setan) bezeichnet hatte. Die FPI-Aktivisten schlugen auf die Demonstranten der AKKBB mit Bambusstöcken ein, bewarfen sie mit Steinen und stießen dabei Takbīr-Rufe aus. Mindestens 70 Personen von der AKKBB, darunter auch Frauen, wurden bei dem Vorfall verletzt, 29 davon schwer. Unter den Opfern des FPI-Angriffs waren auch der Direktor des International Centre for Islam and Pluralism (ICIP) Syafii Anwar und der Direktor des Wahid Institute Ahmad Suaedy.

## Die FPI und die indonesische Gesellschaft
Die FPI ist in Indonesien sehr bekannt. Eine Umfrage des Alvara Research Center aus dem Jahre 2017 hat ergeben, dass 68,8 Prozent aller Indonesier die FPI kennen. Sie ist damit bekannter als viele andere islamische Organisationen, die erheblich früher gegründet wurden. Die Befragten assoziieren die FPI aber vor allem mit Rigidität und Gewalttätigkeit. Wie Rizieq Syihab selbst zugibt, wird die Gewaltorientierung der FPI von vielen Menschen in Indonesien abgelehnt. Sie betrachten diese als „Gewalt unter dem Deckmantel von Religion“ (kekerasan berkedok agama). Nach einer Umfrage des indonesischen Meinungsforschungsinstituts Lembaga Survei Indonesia waren im Jahre 2005 nur 16,9 Prozent einverstanden mit den Aktivitäten der FPI. Das Einverständnis mit der FPI war bei der Bevölkerung allerdings größer als dasjenige mit Gruppen aus dem liberalen islamischen Lager. Mit den Zielen, für die die FPI kämpft, waren in den Jahren 2005 bis 2007 durchschnittlich 17 Prozent der Indonesier einverstanden.

### Die Sozialstruktur der FPI
Rizieq Syihab hebt in seinem FPI-Buch hervor, dass die Anhängerschaft seiner Organisation sehr heterogen ist und neben Santri auch Abangan umfasst. Insgesamt lassen sich vier große soziale Gruppen innerhalb der FPI unterscheiden:
1. Die erste Gruppe sind die Habaib (siehe dazu unten) und die ʿUlamā'. Sie stellen die Mitglieder des Konsultativrats und besetzen auch die wichtigsten Posten im Exekutivrat und seinen Unterabteilungen.[219] Habib Rizieq selbst betrachtet die Kyai Kampung, die islamischen Wohnviertel-Geistlichen als die wichtigsten Elemente in der FPI-Bewegung.[255] In der Organisation sind zahlreich Kyais vertreten, die schon lange eigene Pesantren-Schulen leiten.[106] An der gesellschaftlichen Basis erhält die Organisation außerdem Unterstützung von ehrenamtlichen Religionslehrern des Ustadz-Typus.[255]
2. Die zweite Gruppe sind Akademiker und Studenten.[256] Die meisten von ihnen kommen aus technischen und naturwissenschaftlichen Fächern und haben keine religiöse Ausbildung.[257] Sie sind der FPI beigetreten, weil sie große Leidenschaft (ghiroh) für den Islam empfinden und die FPI als die islamische Organisation betrachten, die am stärksten die Gemeinschaft der Muslime verteidigt.[258] Das Engagement bei der FPI verschafft ihnen schnelle Anerkennung als Kämpfer für den Islam.[259] Sie sind üblicherweise in Abteilungen der Organisation tätig, die sich nicht mit Religion befassen. Ähnlich nennt Jahroni junge gebildete Muslime aus der Mittel- und Unterschicht als die zweite Komponente der Organisation.[258]
3. Die dritte Gruppe sind die Kämpfer der LPI. Die FPI-Führung rekrutiert sie aus armen Stadtvierteln und speziell aus den Reihen von Kleinkriminellen und politischen Randalierern, sogenannten Premans.[260] Wie soziologische Untersuchungen gezeigt haben, sind einige der Premans der FPI nicht aus ideologischen, sondern eher aus sozio-ökonomischen Gründen beigetreten: Sie erhoffen sich davon ein besseres Ansehen und eine bessere Verhandlungsposition bei potentiellen Arbeitgebern, die FPI-Anhängern besonders vertrauen.[261] Ein Führungsmitglied der FPI erklärte 2003 die spezielle Zusammensetzung der FPI-Miliz damit, dass sie extrem schnell gewachsen sei und man nicht auf die Qualität ihrer Rekruten achten konnte.[260] Rizieq Syihab gesteht ein, dass unter den FPI-Mitgliedern, die AMNM-Aktivitäten nachgehen, immer noch viele sind, die ein schlechtes Benehmen haben und über kein religiöses Wissen verfügen.[262] Die FPI-Führung macht kein Geheimnis aus dem proletarisch-populistischen Hintergrund ihrer Miliz, weil dieses Image dazu führt, dass sie als „Macht der Straße“ bei ihren Gegnern sehr gefürchtet ist.[169] Sie sieht in dem kriminellen Hintergrund vieler ihrer Kämpfer jedoch kein wirkliches Problem, weil ihrer Auffassung nach ein Krimineller, der die Tauba vollzogen hat, besser ist als ein lauer Muslim ohne feste religiöse Haltung.[258]
4. Die vierte Gruppe sind Kleinhändler und Angestellte, die als gewöhnliche Mitglieder der FPI angehören. Sie haben sich der Organisation angeschlossen, weil sie von den Predigten der FPI-Anführer fasziniert sind. Auch die Tatsache, dass die führenden Persönlichkeiten der FPI Haba’ib sind, übt auf einen Teil dieser Gruppe Anziehungskraft aus. An den gewaltsamen Aktivitäten und Kundgebungen der FPI nehmen sie dagegen nicht teil.[263]

### Widerstand gegen Sweeping-Aktionen
Rizieq Syihab teilt den Kampf der FPI gegen Maksiat in zwei Arten ein: „Gebieten des Rechten“ (amr bil ma’ruf) und „Verbieten des Verwerflichen“ (nahi al-munkar). Die erste Art des Kampfes soll an solchen Orten durchgeführt werden, bei denen die lokale Bevölkerung sich von den verwerflichen Aktivitäten nicht gestört fühlt und sie sogar eventuell unterstützt. An diesen Orten soll die FPI auf Gewalt verzichten und sich auf Daʿwa mit Ermahnungen und Dialog beschränken, um „horizontale Konflikte“ mit der Gesellschaft zu vermeiden. Die zweite Form des Kampfes soll an solchen Orten angewendet werden, bei denen die Maksiat-Aktivitäten von der lokalen Bevölkerung abgelehnt werden, weil sie bereits ein ausgeprägtes religiöses Bewusstsein hat. An diesen Orten soll die FPI in Übereinstimmung mit einem bekannten Hadith „mit der Hand und mit Kraft“ gegen die verwerflichen Aktivitäten vorgehen. Rizieq Syihab behauptet auch, dass die FPI nur dann AMNM-Aktionen gegen „Orte der Sünde“ durchführt, wenn die lokale Bevölkerung sie darum bittet.
In Wirklichkeit kommt es allerdings bei Sweeping-Aktionen der FPI nicht selten zu Auseinandersetzungen mit der lokalen Bevölkerung oder, je nach Interpretation, mit dem Wachpersonal der betreffenden Vergnügungsstätten. Als im Dezember 2000 FPI-Mitglieder ein Bordell in Subang, Westjava, überfielen und dabei einen Wachmann töteten, reagierten wütende Einheimische darauf, indem sie das Haus des FPI-Distriktführers niederbrannten. In ähnlicher Weise leisteten im Oktober 2001 Bürger in der Jalan Jaksa in Zentraljakarta Widerstand gegen eine Sweeping-Aktion der FPI. Als am 23. Oktober 2004 FPI-Mitglieder ein Café in Kemang in Südjakarta beschädigten und dabei mit Bambus- und Holzstöcken eine Reihe von Menschen verletzten, hielt das Forum Masyarakat Kemang („Gesellschaftsforum von Kemang“) ein Treffen ab, bei dem es seine Ablehnung der FPI-Aktion bekundete. Am 1. November 2004 kam es dann zu einem Zusammenstoß zwischen FPI und dem Forum.
Einer der schwersten Zusammenstöße der FPI mit der lokalen Bevölkerung ereignete sich 2013 in Kendal im Sukorejo-Distrikt in Zentraljava. Als dort am 17. Juli 2013 FPI-Anhänger eine Sweeping-Aktion in mehreren Unterhaltungslokalen durchführten, leisteten Anwohner Widerstand. Zwei Personen der FPI erlitten leichte Verletzungen. Als am nächsten Mittag die FPI-Anhänger erneut in das Dorf kamen, traten ihnen die Dorfbewohner gesammelt entgegen, woraufhin die FPI nach kleineren Zusammenstößen den Ort fluchtartig wieder verließ. Hierbei rammte ein FPI-Fahrzeug eine Motorradfahrerin aus dem Dorf. Die Bewohner des Ortes verfolgten das Fahrzeug, stoppten es nach zwei Kilometern und setzten es in Brand. Insgesamt kam bei dem Vorfall eine Frau ums Leben, und drei Personen wurden verletzt. Die Polizei von Zentral-Java verhaftete nach dem Zusammenstoß sieben Personen, drei FPI-Anhänger und vier Bewohner von Sukorejo. Rizieq Syihab verteidigte die Aktion später auf der FPI-Website. Er behauptete, in Kendal habe die FPI kein Sweeping durchgeführt, sondern nur ein friedliches Monitoring ohne Waffen. In Wirklichkeit hätten hunderte „Bordell-Gauner“ eine Sweeping-Aktion gegen sie durchgeführt.

### Die FPI und die verschiedenen Ethnien

#### Betawi und Habaib als die soziale Basis der FPI
Verschiedene indonesische Studien betonen, dass die muslimische Gemeinschaft der Betawi, der einheimischen Bevölkerung von Jakarta, die eigentliche soziale Basis der FPI darstellt. Die FPI hat schon 1998 die Betawi-Muslime bei Konflikten verteidigt und sich auch in der Zeit danach immer wieder für die Belange der Betawis eingesetzt, die sich in ihren Vierteln von anderen Bevölkerungsgruppen verdrängt fühlen. Die Orientierung der FPI an den ethnischen Traditionen der Betawi lässt sich nach Purnomo an Attributen der Organisation erkennen. So wurde bei der Gründung der FPI in Anlehnung an den Betawi-Helden Si Pitung als offizielle Waffe ein Golok, eine Art Machete, verwendet. Auch die Kleidung der FPI-Mitglieder mit weißem Hemd und Gürtel ist nach Purnomo an die typische Betawi-Kleidung angelehnt.
Die spezielle Rolle der Betawi erklärt, warum Jakarta die eigentliche Hochburg der FPI ist. Die breite Masse der FPI-Mitglieder rekrutiert sich nach Wilson aus der Jugend wirtschaftlich schwacher Distrikte von Jakarta wie Tanah Abang und Depok. Nach Robert Hefner waren 5000 der am besten koordinierten und aggressivsten FPI-Einheiten in und rund um die Hauptstadt Jakarta aktiv. Daneben ist die Organisation aber auch in den nördlichen Städten von Westjava wie Bekasi, Karawang und Subang sowie in einigen Städten im westlichen Zentraljava wie Brebes, Tegal und Pemalang sehr stark.
Während die breite Masse der FPI-Mitglieder den Betawi angehört, ist die Führungsspitze der Organisation mit dem Konsultativrat von den sogenannten Habaib (von arab. ḥabāʾib, sg. Habib, von arab. ḥabīb „Geliebter, Liebling“) dominiert. Bei den Habaib handelt es sich um eine Gruppe von Saiyids hadramitisch-arabischer Abstammung, die als Prophetennachkommen bei den Betawi und auch bei anderen muslimischen Indonesiern sehr angesehen sind. Sie gehören alle der Baʿalawī-Familie an. Jahroni nimmt an, dass die FPI gewissermaßen eine Interessenvertretung der Habaib ist. Im Gegensatz zu den einfachen FPI-Mitgliedern, die weiße Kappen tragen, tragen die Habaib Turban. Das hohe Ansehen, das die Habaib in der indonesischen Gesellschaft genießen, ist einer der wichtigsten Gründe für die Popularität der Organisation und hilft den FPI-Führern auch, Kontakte zur politischen Elite Indonesiens zu pflegen.
Die Habaib stellten schon viele der Gründungsmitglieder der FPI. Im Laufe der Zeit hat ihr Einfluss in der Organisation sogar noch weiter zugenommen, so dass sie fast alle wichtigen Führungspositionen besetzen. Auch Mujahida, der Frauenzweig der FPI, wurde zeitweise von einer Angehörigen der Baʿalawī-Familie geleitet. Die beherrschende Stellung der Habaib in der FPI-Führungsspitze hat in der Vergangenheit gelegentlich zu Spannungen innerhalb der Organisation geführt, so dass einige führende Nicht-Habaib sie verlassen haben. Allerdings sind keineswegs alle Habaib in Indonesien mit den militanten Aktivitäten der FPI einverstanden. Rizieq Syihab selbst erwähnt in seiner Monographie eine Gruppe von Habaib, die der Organisation vorwerfen, sich von der Tarīqa der Habaib weit entfernt zu haben. Sie sollen darauf verwiesen haben, dass der Vorfahre der Habaib, al-Faqīh al-Muqaddam Muhammad ibn ʿAlī Bā ʿAlawī (gest. 1255) als Zeichen für die Einstellung jeglicher Form von Gewalt sein Schwert zerbrochen habe.
Aufgrund der dominanten Rolle der Habaib innerhalb der FPI ist in der indonesischen Gesellschaft die Auffassung verbreitet, dass die FPI eine Organisation arabischer Prägung ist. Rizieq Syihab weist diese Auffassung jedoch als übertrieben zurück. Die angeblich arabische Kultur, die sich in der Kleidung und im Jargon der FPI-Aktivisten zeige, sei in Wirklichkeit allgemeine islamische Kultur geworden, die allen muslimischen Völkern gemein sei. Die FPI-Uniform, die man für arabisch erachte, sei in Wirklichkeit die Kleidung der indonesischen Santri. Er betrachtet die Interpretation der FPI als einer arabischen Organisation als den Versuch, diese Organisation von der indonesischen Gesellschaft zu isolieren und ihre Verbreitung in andere ethnische Gruppen Indonesiens zu verhindern, und betont, dass der Anteil der Habaib innerhalb der FPI bei unter 5 Prozent liegt.

#### Widerstand anderer ethnischer Gruppen gegen die FPI
Einige der Auseinandersetzungen, an denen die FPI beteiligt ist, haben einen ethnischen Hintergrund. Der blutige Konflikt der FPI mit einer Miliz in Ketapang 1998 zum Beispiel begann damit, dass Ambonesen am frühen Morgen einen Ort, in dem viele Betawi-Muslime lebten, überfallen hatten. Seit 2012 leisten ethnische Gruppen zunehmend Widerstand gegen die Aktivitäten der FPI. Die spektakulärste Aktion dieser Art fand 2012 von Seiten der Dayak statt.
Die Aktion der Dayak gegen die FPI (2012)
Anfang 2012 fasste die FPI den Plan, in Zentral-Kalimantan eine neue FPI-Filiale zu eröffnen. Dieser Plan wurde von den Organisationen der dort lebenden Dayak abgelehnt. Sie begründeten ihre Ablehnung der FPI damit, dass diese Organisation eine Ursache für Gewalt sei und in Palangka Raya Chaos verursachen und interreligiösen Streit hervorbringen werde. Die FPI vertrage sich außerdem nicht mit der Dayak-Kultur, insbesondere nicht mit der Philosophie des Huma Betang („Betang-Haus“), die Gewaltlosigkeit, Toleranz und ein „friedliches Miteinander“ der verschiedenen religiösen Gruppen hochhalte. Yansen Binti, der Vorsitzende der Dayak-Jugendbewegung, hob in einem Interview hervor, dass die Dayak sehr verschiedenen Religionen (Islam, Christentum, Hinduismus, Buddhismus, Kaharingan) angehörten, was sich nicht mit der Intoleranz der FPI vertrage.
Als Habib Rizieq am 11. Februar 2012 mit seinem Gefolge nach Palangka Raya reiste, um der Eröffnungszeremonie für die neue FPI-Filiale beizuwohnen, wurde er am Flughafen der Stadt von etwa 800 Anhängern des „Adat-Rats der Dayak“ (Dewan Adat Dayak; DAD) erwartet, die sich dort mit roten Stirnbändern versammelt hatten und einige traditionelle Waffen wie Lanzen und Mandau bei sich trugen, um die FPI-Gruppe zu vertreiben. Die DAD-Anhänger blockierten auch das Flugzeug der Sriwijaya Air, in dem die fünfköpfige FPI-Delegation saß. Die Passagiere konnten nicht aussteigen, weil das Vorfeld von den DAD-Anhängern besetzt wurde, die verlangten, dass die FPI-Delegation zurückgebracht werden sollte. Die blockierte FPI-Delegation wurde schließlich zu ihrer eigenen Sicherheit nach Banjarmasin weitergeflogen.
Protestkundgebungen gegen die FPI fanden auch auf dem großen Ring von Palangka Raya statt. Hunderte von Dayak-Jugendlichen deklarierten die Gründung der Verteidigungsgemeinschaft der Einheimischen Dayak von Zentral-Kalimantan. An den Kundgebungen nahm auch der Stellvertretende Generalsekretär des Nationalen Rates der Einheimischen Dayak (Majelis Adat Dayak Nasional; MADN) teil. Der Adat-Rat der Dayak schickte einen Brief an die Polizei der Region Zentral-Kalimantan, in dem er darum bat, die Gründung einer FPI-Niederlassung zu verbieten. Am nächsten Tag nahm der Vorsitzende der Beratenden Volksversammlung, Taufiq Kemas, die Dayak gegen Kritik in Schutz und begründete ihre Ablehnung der FPI mit deren eigener lokalen Weisheitstradition (kearifan lokal), die auch von der FPI respektiert werden müsse.
Am 20. Februar 2012 fanden auch in Balikpapan in Ostkalimantan Demonstrationen von Jugendorganisationen gegen die FPI statt, mit dem Argument, dass diese Organisation den Frieden zwischen den Religionsgemeinschaften gefährde. Die Demonstranten forderten den Bürgermeister und den Stadtrat auf, im Falle der Existenz eines Plans, eine FPI-Niederlassung in Balikpapan zu gründen, diesen abzulehnen. Der Vorsitzende des Adat-Rates der Dayak in Balikpapan erklärte gegenüber BBC, dass die Bewohner von Balikpapan die FPI schon immer abgelehnt hätten. Die FPI erhob dagegen gegen mehrere Personen, die sie hinter den Protesten von Palangka Raya vermutete, Anzeige bei der Polizei und reichte eine Beschwerde bei der Nationalen Kommission für die Menschenrechte ein. Außerdem beschuldigte sie Yansen Binti, der die Protestaktion der Dayak gegen die FPI organisiert hatte, ein Drogenbaron zu sein, und forderte bei einer Kundgebung die Nationale Drogenbehörde auf, ihn zu verhaften.
Konflikte mit Sundanesen und Balinesen (2016/17)
Im November 2016 löste Rizieq Syihab eine heftige Kontroverse aus, weil er bei einer Predigt in Westjava den Aufruf des Distriktchefs von Purwakarta Dedi Mulyadi zur Verwendung des sundanesischen Grußes Sampurasun kritisiert und lächerlich gemacht hatte. Auf seinem Blog warf er Mulyadi vor, „nicht nur die sundanesische Kultur zu fördern, sondern auch die muslimischen Gläubigen in Purwakarta mit einem Giftmix zu verderben.“ Das Wort, das er für Giftmix (campur racun) benutzte, war hierbei eine Verballhornung des sundanesischen Grußes.
Mulyadi äußerte einige Tage später in einem Interview, dass das sundanesische Volk durch die Äußerungen Rizieq Syihabs schwer beleidigt sei, und rief Rizieq Syihab bzw. die FPI auf, sich bei dem sundanesischen Volk zu entschuldigen. Die FPI bezeichnete ihrerseits Dedi als Muschrik, nachdem er in einer Anzahl von Parks von Purwakarta Statuen von sundanesischen Puppen hatte aufstellen lassen. Die FPI behauptete außerdem, dass Dedi mit Nyi Roro Kidul, der mythischen Königin der Südsee verheiratet sei, weil er eine jährliche Parade um Purwakarta abhielt, bei der er einen dekorierten Wagen benutzte. Ende Dezember 2015 versuchte die FPI, mit einer Fahrzeugkontrolle Dedi Mulyadi daran zu hindern, an einer Preisverleihungszeremonie in Zentral-Jakarta teilzunehmen.
Rizieq Syihabs Äußerungen sind eine der Ursachen dafür, dass es bei den Sundanesen West-Javas Vorbehalte gegen ihn gibt. So reichten am 17. Januar 2017 13 Organisationen aus Westjava eine Petition bei der Regierung ein, in der sie die Auflösung der FPI forderten. Fauzan Rahman, der Vorsitzende einer der Organisationen, begründete die Petition damit, dass die FPI in der Gesellschaft Spaltung hervorgerufen habe und die Pancasila und die Werte der sundanesischen Kultur verletzt habe.
Am 16. Januar 2017 zeigten außerdem Vertreter verschiedener Massenorganisationen auf Bali den FPI-Sprecher Munarman wegen Verleumdung der Pecalang, der traditionellen balinesischen Dorfwachen, bei der Polizei an. Munarman hatte im Jahre 2016 behauptet, dass die Pecalang die Häuser von Muslimen angegriffen und sie von dem Besuch des Freitagsgebets abgehalten hätten. Mitte Februar 2017 wurde Munarman wegen dieser Anzeige von der Polizei in Bali verhört.

### Die FPI und die indonesische Zivilgesellschaft

#### Kooperation und Zusammenschlüsse mit anderen islamischen Organisationen
Die FPI arbeitet bei ihren Aktivitäten häufig mit anderen islamischen Organisationen zusammen. Am 1. April 2002 gründete sie zum Beispiel mit einer Reihe anderer islamischer Organisationen das Al-Aqsa-Befreiungskomitee (Komite Pembebasan Al-Aqsha; KPA). Dieses sollte die Entsendung von Dschihad-Kämpfern von der FPI und anderen Massenorganisationen nach Palästina koordinieren.
Das Befreiungskomitee scheint bis heute fortzubestehen. Nachdem Donald Trump Jerusalem als Hauptstadt Israels anerkannt hatte, führte die FPI am 11. Dezember 2017 zusammen mit dem KPA eine Protestkundgebung vor der US-Botschaft in Jakarta durch.
Des Weiteren unterhält die FPI enge Beziehungen zum Majelis Mujahidin Indonesia (MMI) und zu Hizbut Tahrir Indonesia (HTI), dem indonesischen Ableger von Hizb ut-Tahrir. Bei der Tabligh-akbar-Veranstaltung im Februar 2008 in Kota Banjar, bei der der FPI-Generalsekretär Sobri Lubis der Ahmadiyya den Krieg erklärte, waren auch Abu Bakar Ba'asyir vom MMI und Muhammad Al-Khaththath, der Anführer der HTI, anwesend.
Eine besonders enge Beziehung besteht zum Rat der indonesischen Religionsgelehrten (Majelis Ulama Indonesia; MUI), einer substaatlichen Institution, die Fatwas erteilt. Schon im Jahre 2000 erhielt die FPI Unterstützung vom Forum der islamischen Bruderschaft (Forum Ukhuwah Islamiyah; FUI), einer Zweigorganisation des MUI, als sie gegen die Nationale Menschenrechtskommission vorging und ihre Auflösung forderte. Darüber hinaus beruft sich die FPI häufig auf die Fatwas des MUI, um ihre gewaltsamen Aktionen zu rechtfertigen. Grundlage für ihren Kampf gegen die Ahmadiyya zum Beispiel war eine Fatwa des MUI vom Juli 2005, in der dieser die Ahmadiyya als „außerhalb des Islam stehend“ eingeordnet und ihre Mitglieder als Apostaten abgeurteilt hatte. Nur wenige Tage nach Veröffentlichung dieser Fatwa, am 15. Juli, führten Jugendliche der FPI zusammen mit Mitgliedern von Forum Ulama Umat Islam (FUUI) und Lembaga Penelitian dan Pengkajian Islam (LPPI) einen Angriff auf das jährliche Treffen der Ahmadiyah auf dem Kampus Mubarok in Parung, einem Stadtteil von Bogor, durch. Ein weiterer Punkt, bei dem sich die FPI auf Fatwas des MUI stützt, ist die Bekämpfung von Säkularismus, Pluralismus und Liberalismus. Als am 27. August 2011 FPI-Anhänger vor der SCTV-Zentrale in Senayan forderten, die Ausstrahlung des Films ? (sic!) abzusetzen, beriefen sie sich darauf, dass vorher der MUI erklärt hatte, dass der Film den islamischen Werten schade.
Für die Durchsetzung der Fatwas des MUI hat die FPI Zusammenschlüsse mit anderen islamischen Organisationen gegründet. Der erste Zusammenschluss dieser Art ist die Allianz Forum Umat Islam (FUI), gegründet am 5. August 2005 zusammen mit Hizbut Tahrir Indonesia (HTI) und 30 anderen Organisation, um die Ahmadiyya-Fatwa des MUI durchzusetzen. Am 20. April 2008 hielt die FPI zusammen mit FUI eine Massenkundgebung ab, in der die beiden Gruppen forderten, dass die Ahmadiyya um jeden Preis aufgelöst werden müsse. Als Folge des Monas-Vorfalls am 1. Juni 2008 und der Inhaftierung Rizieq Syihabs trat die HTI wieder aus dem FUI aus, weil sie nicht mehr mit der gewalttätigen FPI in Verbindung gebracht werden wollte. Anders verhielt sich der MUI, der die FPI nach dem Monas-Vorfall verteidigte. Er veröffentlichte am 2. Juni eine Erklärung, in der er die FPI teilweise damit entschuldigte, dass sie durch die Ahmadiyya provoziert worden sei.

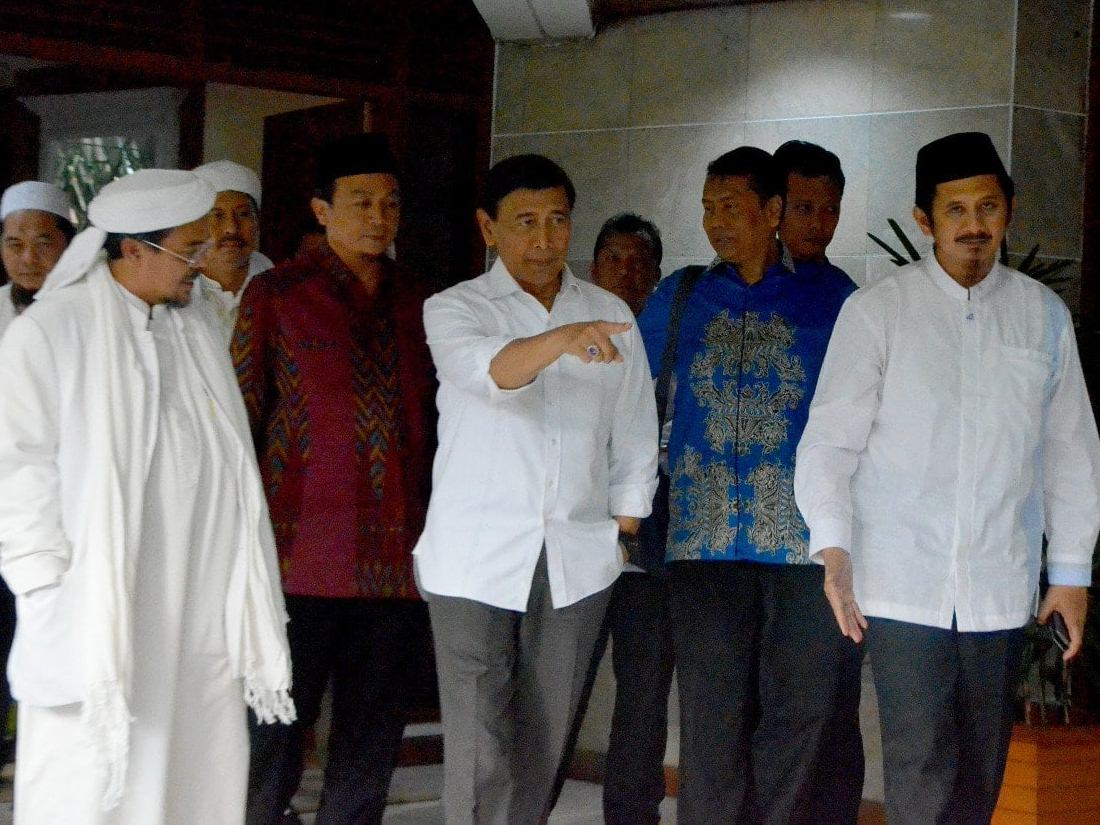
Habib Rizieq Syihab (links) und Vertreter der GNPF MUI bei einem Treffen mit Minister Wiranto (Mitte) im Februar 2017

Ein weiterer Zusammenschluss dieser Art ist die „Nationale Bewegung der Hüter der MUI-Fatwa“ (Gerakan Nasional Pengawal Fatwa – Majelis Ulama Indonesia; GNPF-MUI). Sie gründete sich, nachdem am 11. Oktober 2016 der MUI in einer öffentlichen Erklärung gefordert hatte, dass Basuki Tjahaja Purnama bestraft werden müsse, weil er in einer Rede im Vormonat auf Kepulauan Seribu den Koran und die ʿUlamā' beleidigt habe. Der GNPF-MUI schlossen sich neben der FPI noch die HTI, der Rat junger muslimischer Gelehrter und Intellektueller (MIUMI) und Wahda Islamiya an. Im März 2018 hat sich der GNPF-MUI in GNPF-Ulama umbenannt.

#### Die Haltung der Muhammadiyah und des NU-Netzwerks zur FPI
In den ersten Jahren des Bestehens der FPI gab es nur relativ wenig Kritik an ihr von Seiten anderer islamischen Organisationen. Einer der wenigen Vertreter des organisierten Islams, der sich kritisch äußerte, war Nadjamuddin Ramly, ein Anführer der Jugendorganisation der Muhammadiyah. Er beschrieb Anfang Dezember 2000 das Verhalten der FPI als „kriminell“ und forderte, dass die Polizei Personen, die Gewalttaten begehen wie sie, verhaften solle. Anfang 2001 kam es dann auch mehrfach zu Spannungen mit Banser (Barisan Ansor Serbaguna), der paramilitärischen Einheit der Jugendorganisation der Nahdlatul Ulama (NU). Die Spannungen ergaben sich daraus, dass Banser den NU-Politiker Abdurrahman Wahid alias Gus Dur Präsident, der in diesem Jahr Präsident wurde, unterstützte, während die FPI ihn ablehnte.
Zu einer erheblichen Verschlechterung des Verhältnisses zwischen FPI und den beiden islamischen Massenorganisationen kam es nach dem Monas-Vorfall am 1. Juni 2008. Die FPI wurde zu dieser Zeit auch von Din Syamsuddin, dem Chef der Muhammadiyah, kritisiert. Besonders scharf reagierten aber verschiedene Mitglieder des NU-Netzwerks. Schon am Abend nach dem Ereignis rissen Mitglieder der Islamischen Studentenbewegung Indonesiens (Pergerakan Mahasiswa Islam Indonesia; PMII) und der Jugendbewegung Ansor, zwei Organisationen, die zur NU gehören, in Cirebon eine FPI-Tafel herunter und zogen vor das dortige FPI-Büro. Die FPI-Anhänger brachten sich mit Knüppeln in Stellung, um einen möglichen Angriff abzuwehren. Die Polizei verhinderte einen Zusammenstoß der beiden Gruppen. A. Malik Haramain, der Generalsekretär von Ansor, erklärte am 2. Juni öffentlich, dass in dem Falle, dass die Regierung nicht entschieden auf den Vorfall reagiere, seine Organisation Schritte planen werde, um die Auflösung der FPI zu erzwingen, weil diese gegen die Verfassung verstoße und sich barbarisch verhalte. Es sei erwiesen, dass die FPI eine Bedrohung für NU-Mitglieder und die Bürger im Allgemeinen sei. Die Aussage von Malik Haramain hatte insofern besonderes Gewicht, weil er seine Erklärung auch in seiner Eigenschaft als Sprecher der Gesamtheit der NU-Organisationen abgab.
Etwas zurückhaltender äußerte sich Hasyim Muzadi, der Vorsitzende der NU. Er erklärte, dass keine Unterorganisation der NU die Auflösung der FPI betreiben dürfe, weil dies die Zuständigkeit des Staates sei. Außerdem brachte er vor, dass die Ahmadiyyah eine Mitschuld an dem Gewaltausbruch der FPI träfe, weil sie die FPI durch ihre Angriffe auf den Islam provoziert habe. Offenbar entstand dadurch in der Öffentlichkeit die Wahrnehmung, dass FPI und NU miteinander verbunden seien. Gegen diese Auffassung stellte sich KH Sahal Mahfudz, der geistige Führer der NU, im September 2008 in einem Interview mit der indonesischen Zeitschrift Tempo. Darin betonte er, dass die FPI nichts mit der NU zu tun habe. Während sich die FPI auf wahhabitisches Gedankengut stütze, das nicht zu Indonesien passe, sei die NU eine sunnitische Organisation.
Rizieq Syihab ist trotz der Ablehnung, die die FPI von Seiten der beiden großen islamischen Organisationen erfährt, sehr an einem kollegialen Verhältnis mit ihnen interessiert. In seinem FPI-Buch betont er, dass die FPI die Pflicht habe, ihnen mit Weitherzigkeit, Freundlichkeit und Wertschätzung zu begegnen, wie groß auch immer die Meinungsunterschiede sein mögen. Im Februar 2011 besuchte Rizieq Syihab eine NU-Veranstaltung und bezeichnete bei dieser Gelegenheit die NU als die „Heimat der FPI“. Die FPI bilde einen Teil der NU, sie sei aber gewissermaßen eine Hardliner-NU.
Das Verhältnis zwischen den beiden Organisationen scheint sich seit dieser Zeit auch verbessert zu haben. Zwar forderte nach der Aktion der Dayak im Februar 2012 die Ansor-Jugendorganisation der NU in Nordsulawesi erneut die Auflösung der FPI und am 17. April 2017 kam es in Zentral-Jakarta erneut zu Zusammenstößen zwischen FPI und Banser, doch ist im Mai 2017 auf der NU-Website ein sehr FPI-freundlicher Meinungsartikel veröffentlicht worden. In diesem Artikel von Kholid Syeirazi, dem Generalsekretär der NU-Gelehrtenorganisation ISNU, wird die Nähe von FPI und NU auf gottesdienstlicher und theologischer Ebene betont und der Gedanke formuliert, dass diese Potential für strategische Allianzen zwischen den beiden Organisationen berge.

#### Spontane Protestkundgebungen gegen die FPI
Nach dem Monas-Vorfall ist es in Indonesien immer wieder zu spontanen Protestkundgebungen gegen die FPI gekommen. Am 3. Juni 2008 protestierten Studenten in Semarang gegen die Existenz der FPI in Indonesien, mit dem Argument, dass es sich um nicht mehr als „Gangster in islamischem Gewand“ (preman berjubah Islam) handele. Bei ihrer Aktion riefen sie die Regierung eindringlich dazu auf, die FPI aufzulösen, mit der Begründung, dass diese mit ihren Gangster-Aktionen den Namen des Islams beschädigt habe. Das Vorgehen der FPI gegen die AKKBB spiegele in keiner Weise die Werte des Islams wider. Kundgebungen, bei denen die Auflösung der FPI gefordert wurde, fanden auch in Cirebon, Surabaya und Bogor statt.
Kritik kam auch von verschiedenen Habaib, so zum Beispiel von Habib Saggaf Al-Mahdi Syekh Abubakar, dem Leiter einer Pesantren-Schule in Parung bei Bogor. Er bezeichnete am 3. August 2008 in einer öffentlichen Predigt vor seinen Studenten die FPI als eine korrupte Organisation, die das Bild des Islams beschädige und die Diversität von Indonesien zerstöre, und nannte Rizieq Syihab einen Provokateur, der die Indonesier gegeneinander aufhetze. Außerdem sprach er ein Verbot aus, an den Aktionen der FPI teilzunehmen, was seine Studenten mit einem Takbīr beantworteten. Die FPI, so äußerte er, trete zwar in Dschubba und Turban auf, verhalte sich jedoch anarchisch. Deshalb müssten die indonesische Regierung, die indonesische Armee und der nationale Polizeichef die FPI sofort auflösen. Für den Fall, dass sich die Regierung dazu nicht imstande sehe, drohte er, mit seinen Studenten und GP Ansor selbst gegen die FPI vorzugehen. Gleichzeitig forderte er seine Studenten auf, sich mit Stöcken und anderen Selbstverteidigungsmitteln auszurüsten, um einen möglichen Angriff der FPI abzuwehren.
Eine weitere Welle von Protestkundgebungen gegen die FPI wurde von der Dayak-Aktion im Februar 2012 ausgelöst. So veranstalteten am 14. Februar 2012 in Jakarta ungefähr 100 Menschen, die sich selbst „Anti-Gewalt-Gemeinschaft“ (komunitas anti kekerasan) nannten, eine Demonstration mit dem Slogan „Indonesien ohne FPI“. Dabei riefen sie „Lehnt die FPI ab. Indonesien ist friedlich“ (Tolak FPI. Indonesia damai) und sangen die Indonesische Nationalhymne. Nach einem anderen Bericht nannte sich die demonstrierende Gruppe „Volkskoalition Indonesien ohne FPI“ (Koalisi Rakyat Indonesia tanpa FPI). Sie rief zur Unterstützung der indigenen Bevölkerung der Zentral-Kalimantan auf, die gegen die Präsenz der FPI protestiert hatte und forderte die Regierung und die staatlichen Institutionen auf, die von der FPI begangenen Gewalttaten und die Gruppen, die sie unterstützen, gründlich zu untersuchen. Ein Redner äußerte, dass die Verweigerung einer FPI-Zweigstelle in Zentral-Kalimantan Indonesien vor der faschistischen Bedrohung rette.
Demonstrationen gegen die FPI fanden auch im November 2013 in Padang, im Mai 2014 in Demak, im August 2014 in Samarinda und im Oktober 2014 in Tulung Agung in Ostjava statt. In Balikpapan forderten am 10. Januar 2017 erneut ungefähr 100 Menschen von verschiedenen Jugend- und Studentenorganisation bei einer Demonstration den Bürgermeister der Stadt auf, der FPI keine Aktivitäten in der Stadt zu erlauben.

#### Stimmen aus der Wissenschaft
Begleitet wird die gesellschaftliche Auseinandersetzung um die FPI in Indonesien von Diskussionen, in denen Wissenschaftler für bzw. gegen die Front Pembela Islam Partei ergreifen. So meinte Saeful Anwar von der Islamischen Universität Surabaya, dass wegen der großen Gefahr, die von Sünden für das Leben des Individuums, der Gesellschaft und des Staates ausginge, die von der FPI proklamierte nationale Anti-Maksiat-Bewegung ein Muss sei. Sehr negativ äußerte sich dagegen der Anthropologe Andri Rosadi zur FPI. Er äußerte, dass als Folge der Aktivitäten der FPI das Bild des Islams sehr negativ sei, so dass sich die Auffassung verbreitet habe, dass der Islam identisch mit Anarchismus, Gewalt und Terror sei. Der indonesische Religionswissenschaftler Fachrudin Faiz urteilte 2014, dass sich in der Gewaltneigung der FPI eine „religiöse Unreife“ zeige. Die von ihr entwickelte Gewaltstrategie führe zu einer Stigmatisierung, nicht nur der FPI, sondern des ganzen Islams. Die von der FPI angewendeten Formen der Gewalt könnten von islamfeindlichen Personen als Beweis dafür herangezogen werden, dass der Islam eine Religion ist, die Gewalt unterstützt.
Eine mittlere Position vertritt Wawan Purwanto. Er äußert zwar Verständnis gegenüber den Bestrebungen der FPI, durch Schließung von Vergnügungsstätten eine islamische Gesellschaft zu schaffen, meint jedoch, dass die von der FPI verursachten Zusammenstöße mit andersdenkenden Gruppierungen das Bild von den indonesischen Muslimen insgesamt negativ beeinflussten. Deshalb rät er den Behörden, entschlossen gegen gewalttätige FPI-Mitglieder vorzugehen, und empfiehlt umgekehrt der FPI, ihre Forderungen auf parlamentarischem Wege durchzusetzen.

#### Die Anzeigenkampagne gegen Rizieq Syihab (2016/17)
Nach dem Beginn der Kampagne gegen Ahok (siehe unten) überzogen Gegner der FPI Repräsentanten dieser Organisation mit Anzeigen bei der Polizei. Hiervon erhofften sie sich eine Stärkung Ahoks bei den bevorstehenden Gouverneurswahlen. Die erste Anzeige stellte am 27. Oktober 2016 Sukmawati Sukarnoputri, die Tochter von Staatsgründer Sukarno. Darin beschuldigte sie Rizieq Syihab wegen Verspottung der Pancasila. Sie bezog sich dabei auf das Video von einem Tablig akbar vor dem Gedung Sate in Bandung, bei dem Rizieq Rede gesagt hatte: „Bei der Pancasila von Sukarno ist der Glaube an Gott am Arsch, während er bei der Pancasila der Jakarta-Charta im Kopf ist“. Die indonesische Polizei gab den Fall am 22. November an die Polizei der Provinz Jawa Barat weiter, weil sich das Delikt, das Rizieq Syihab vorgeworfen wurde, in dieser Provinz zugetragen hatte.
Im Dezember 2016 erhoben außerdem die Gesellschaft der Indonesischen Katholischen Studenten (PMKRI) und das Studentische Friedensinstitut (SPI) Anzeige gegen Rizieq Shihab wegen Blasphemie. Sie stützten sich dabei auf ein 22 Sekunden langes Video auf Twitter und Instagram von einer Rede Rizieqs, in den man ihn sagen hört: „Wenn Gott gebären würde, wer wäre dann die Hebamme.“ Am 12. Januar 2017 wurde Rizieq Shihab in Bandung wegen der Anzeige Sukmawatis von der Provinz-Polizei verhört. Habib Rizieq wies im Zusammenhang mit der Anzeige Sukmawatis jegliche Schuld von sich. Der FPI-Sprecher Slamet Maarif äußerte, dass die Behauptungen von den Behörden erdacht worden seien, „um Muslime zum Schweigen zu bringen, die Gerechtigkeit fordern“.
Nachdem Rizieq Shihab in einer Rede die Regierung dazu aufgerufen hatte, die neu ausgegebenen Rupiah-Banknoten wieder einzuziehen, weil sie ein Bild zeigten, das dem Hammer-und-Sichel-Symbol der nicht mehr existierenden Kommunistischen Partei Indonesiens ähnelt, zeigte ihn das Anti-Verleumdungsnetzwerk der jungen Intellektuellen (Jaringan Intelektual Muda Anti-Fitnah; Jimaf) wegen Verhöhnung der Nationalen Währung an. Jimaf argumentierte, dass der FPI-Anführer mit seiner Stellungnahme Volksverhetzung betreibe und öffentliche Unruhen auslösen könne. Rizieq musste sich deswegen am 23. Januar 2017 einem Verhör der Polizei von Jakarta stellen.
Am 31. Januar 2017 wurde Rizieq Syihab außerdem von einer Studentengruppe, die sich „Studenten-Allianz gegen Pornographie“ (Aliansi Mahasiswa Anti-Pornografi) nannte, wegen Verstößen gegen das Anti-Pornographie-Gesetz angezeigt. Grundlage waren verschiedene Fotos und Videos von Rizieq und der islamischen Aktivistin Firza Husein, die in Sozialen Netzwerken kursierten. Als Rizieq Syihab deswegen von der Polizei von Jakarta am 25. April 2017 vorgeladen wurde, erschien er nicht. Die Rechtsabteilung der FPI begründete das damit, dass er einen anderen wichtigen Termin habe. Im Mai 2017 waren gegen Rizieq Syihab insgesamt sieben Gerichtsverfahren anhängig. Wenige Tage später floh er nach Saudi-Arabien, unter dem Vorwand, die ʿUmra vollziehen zu wollen. Das private Meinungsforschungsinstitut Lingkaran Survei Indonesia schätzt, dass der gesellschaftliche Einfluss des FPI-Imams Rizieq Syihab infolge seiner rechtlichen Probleme seit Ende 2016 signifikant abgenommen hat.

#### Die Aktion der GMBI in Bandung (Januar 2017)
Im Januar 2017 war die FPI außerdem in einen Konflikt mit der „Indonesischen Bewegung der Graswurzel-Gesellschaft“ (Gerakan Masyarakat Bawah Indonesia; GMBI) verwickelt. Hierbei handelt es sich um eine Jugendorganisation mit ca. 1,5 Millionen Anhängern in ganz Indonesien, die ehemalige Häftlinge in ihren Reihen aufnimmt, im Namen der kleinen Leute auftritt und früher ebenfalls für ihre Militanz bekannt war. Anlass für den Zusammenstoß war das Verhör von Rizieq Syihab am 12. Januar 2017 in Bandung wegen der Pancasila-Verleumdung. Dabei kam es vor dem Polizeigebäude zwischen Anhängern der FPI und GMBI zu Zusammenstößen. Am folgenden Morgen wurde ein GMBI-Büro im Distrikt Ciampea bei Bogor von Unbekannten in Brand gesteckt. Die Polizei nahm anschließend 20 FPI-Mitglieder fest. Zwar bestritt das Rechtsanwaltsteam der FPI jede Beteiligung der Organisation an dem Anschlag, doch der Polizeichef von Westjava, Generalinspektor Anton Charliyan, erklärte, dass aufgrund der am Tatort gefundenen Beweisstücke eine Beteiligung der FPI sicher sei.
Nach weiteren Angriffen und Brandanschlägen auf GMBI-Büros in Ciamis und Tasikmalaya durch FPI-Anhänger reichte die GMBI am 17. Januar 2017 eine Petition bei der Regierung ein, in der sie die Auflösung der FPI forderte. Die Petition wurde von zwölf anderen Organisationen unterschrieben. Die Begründung für diese Forderung lautete unter anderem, dass die FPI die Gesellschaft spalte und neben den Werten der sundanesischen Kultur auch die Pancasila verletzt habe. Am 19. Januar 2017 forderten Tausende von Menschen verschiedener Organisationen auf einer Kundgebung in Bandung erneut die Auflösung der FPI und überreichten danach dem Gouverneur von West-Java, Ahmad Heryawan, eine entsprechende Petition.
Daraufhin folgten Solidaritätskundgebungen mit der GMBI in anderen Landesteilen Indonesiens, darunter am 22. Januar eine Demonstration in Denpasar und am 11. Februar in Manado, wo neben der Auflösung der FPI auch die anderer radikaler Massenorganisationen gefordert wurde. Auf einer Kundgebung vor dem Parlament der Provinz Ost-Nusa Tenggara in Kupang am 26. Januar verlangten hunderte Studenten der Allianz der Vier Säulen des Nationalismus neben Auflösung und Verbot der FPI die Verhaftung von Rizieq Syihab.

### Die FPI und die indonesischen Medien
Die FPI hat keine eigene Zeitung, nutzt aber die Zeitung Suara Islam der Dachorganisation Forum Umat Islam, der sie angehört, um ihre Ideen zu verbreiten.

#### Die FPI als „Opfer der Medien“
Die indonesischen Medien berichteten großenteils sehr kritisch über die FPI, insbesondere seit dem Monas-Vorfall von 2008. Sympathisanten und Anhänger der FPI beklagen schon seit ihrer Anfangszeit, dass die Massenmedien über sie in einer Weise berichteten, „dass die Organisation in die Enge getrieben wird“. Wenn es zu Auseinandersetzungen zwischen der FPI und Rowdys komme, werde in den Medien berichtet, dass die FPI-Miliz Bürger verprügelt habe, nicht Rowdys.
Die FPI selbst führt die öffentliche Ablehnung darauf zurück, dass die säkularen Medien sie mit einem „negativen Label“ versehen und damit die Gesellschaft beeinflussen. In öffentlichen Verlautbarungen betont sie dagegen, dass die Gesellschaft der FPI sehr dankbar dafür sei, dass sie die Sünden bekämpfe. Eine Beschwerde lautete, dass die FPI deswegen von der Gesellschaft als eine gewalttätige und anarchistische Organisation wahrgenommen werde, weil häufiger über ihre „negativen Exzesse“ berichtet werde als über ihre positive Aktivitäten wie die Arbeit der Hingabe (kerja bakti) und die Katastrophenhilfe. Der FPI-Generalsekretär Ahmad Sobri Lubis hat die FPI 2010 als „Opfer der Massenmedien“ beschrieben. Der FPI-Vorsitzende Muchsin Alatas verwies im Oktober 2014 in einem Interview darauf, dass seine Organisation neben den kämpferischen Aktivitäten auch ein humanitäres Programm verfolge, das Baumpflanzaktionen und die Teilnahme an einem Dorfsanierungsprogramm einschließe. Für die Medien sei dies aber nicht „sexy“, weswegen sie darüber schwiegen.

#### FPI-Angriffe und -Drohungen gegen Medien
Einer der Gründe für die überwiegend negative Berichterstattung indonesischer Medien über die FPI ist, dass diese schon mehrfach gewalttätig gegen Medien vorgegangen ist. Als Beispiele lassen sich die beiden Aktionen der FPI gegen den Fernsehsender SCTV anführen. Die erste Aktion fand im Mai 2001 im Zusammenhang mit der Telenovela Esmeralda statt: FPI-Anhänger griffen die SCTV-Zentrale in Senayan an und forderten die Absetzung der Serie. Der Fernsehsender stellte daraufhin die Ausstrahlung der Telenovela tatsächlich ein. Die zweite Aktion geschah im August 2011, als FPI-Anhänger vor der SCTV-Zentrale die Absetzung des Films ? forderten. Der Sender kam dem auch dieses Mal nach, was innerhalb der indonesischen Gesellschaft breite Kritik hervorrief.
Einer der aufsehenerregendsten FPI-Aktionen gegen Medien fand am 16. März 2018 statt. An diesem Tag zogen hunderte FPI-Anhängern mit lauten Takbīr-Rufen vor das Redaktionsbüro der Zeitschrift Tempo in der Jalan Palmerah in Jakarta. Sie forderten eine Entschuldigung von der Redaktion für eine Karikatur, die im Monat zuvor abgedruckt worden war und angeblich ihren „Groß-Imam“ Rizieq Syihab beleidigte. Der Kommandeur der LPI, Maman Suryadi, kündigte öffentlich an, das Redaktionsbüro von Tempo zu besetzen, wenn der Herausgeber keine FPI-Redaktion empfange, um den Zweck der Karikatur zu erklären. Bei dem geforderten Empfang und Gespräch mit den FPI-Delegierten bat der Chefredakteur Zulkifli um Entschuldigung für die Auswirkungen der Karikatur und räumte der FPI die Möglichkeit ein, auf die Karikatur in der nächsten Ausgabe der Zeitschrift zu antworten. Die Aktion der FPI wurde in den folgenden Tagen von verschiedenen indonesischen Organisationen, darunter das Rechtshilfe-Institut der Presse und die Allianz der unabhängigen Journalisten (AJI), als Einschüchterung und Bedrohung der Pressefreiheit scharf kritisiert.
Im Februar 2019 gab es erneut Berichte über Übergriffe von FPI-Anhängern auf Journalisten: Als am 21. Februar verschiedene islamische Organisationen in Jakarta in der Nähe des Monas ein öffentliches Gebet zur Unterstützung von Prabowo Subianto abhielten und Journalisten darüber berichten wollten, wurden sie von FPI-Anhängern bedrängt und geschlagen, und ihr Filmmaterial gelöscht. Die AJI verurteilte in einer öffentlichen Erklärung die Einschüchterungs- und Gewaltaktivitäten der FPI.

#### Die Medien als „Förderer der FPI“

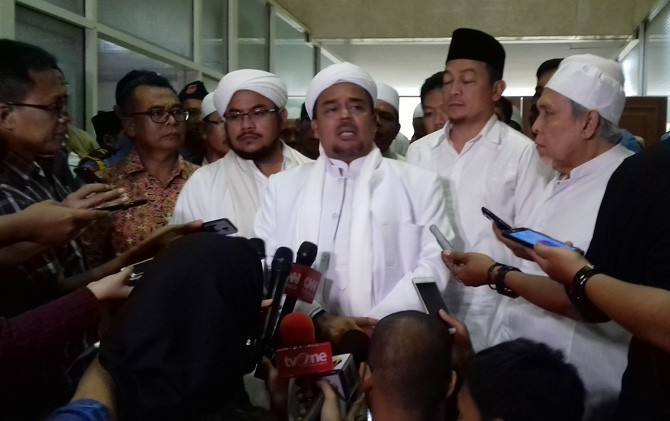
Habib Rizieq Syihab ist in Indonesien ein gesuchter Interviewpartner der Medien

Während sich die FPI selbst als „Opfer der Medien“ sieht, vermutet umgekehrt das indonesische Nachrichtenportal Alinea, dass die Popularität der FPI sehr stark durch die massive Berichterstattung über sie in den Online-Massenmedien gefördert wird. Zu den indonesischen Online-Medien, die regelmäßig über die FPI-Aktivitäten berichten, gehören Liputan 6, Republika, Okezone, Kumparan, Detik und Tribun News. Das Nachrichtenportal, das am häufigsten über die FPI berichtet, ist Liputan 6. Auch die Berichterstattung über die FPI in den Druckmedien ist sehr intensiv.
Die Medien berichten ebenfalls häufig darüber, dass die Opfer von FPI-Angriffe ihre Fehler eingestehen. Als zum Beispiel Anfang Juli 2018 FPI-Mitglieder den Zoo von Surabaya angriffen, weil dort einem jungen Kamel der Name von Mohammeds Mutter gegeben worden war, gestand der Zoo gegenüber den Medien dies später als Fehler ein.

#### Internet und Soziale Medien
Die gesellschaftliche Auseinandersetzung um die FPI wird auch sehr stark im Internet geführt. Rizieq Syihab berichtet über häufige Hackerangriffe auf die Website seiner Organisation in den ersten Jahren. Nach der Aktion der Dayak im Februar 2012 gegen die FPI formierte sich erstmals in den Sozialen Medien eine größere Front gegen die FPI, unter anderem auf Twitter mit dem Hashtag #BubarkanFPI („FPI auflösen“). Ähnliches gilt für die Plattformen Facebook und Change.org, wo eine Unterschriftenaktion gegen die FPI gestartet wurde.
Umgekehrt begannen im Mai 2017 FPI-Mitglieder mit Sweeping-Aktivitäten im Internet. Sie richteten sich gegen jeden, der Stellungnahmen postete, die als Beleidigungen des Islams oder islamischer Personen betrachtet wurden. Ziel war es, User der Sozialen Medien zu jagen, die Rizieq Shihab beleidigen. Dabei wurden mitunter per Gewaltandrohung Entschuldigungen erzwungen. Die Allianz unabhängiger Journalisten (AJI) kritisierte diese Aktivitäten scharf und rief die indonesische Polizei dazu auf, gegen die willkürliche Online-Verfolgung der FPI vorzugehen.
In einem prominenten Fall gingen die FPI-Anhänger gegen eine 40-jährige Ärztin aus Padang vor, die angeblich Rizieq mit Kommentaren auf Facebook beleidigt hatte. Sie wurde am 23. Mai an ihrem Arbeitsplatz von FPI-Angehörigen dazu genötigt, ihre Kommentare zu löschen und in einem offiziellen Brief ihre Reue zum Ausdruck zu bringen. Die Aktion wurde von der FPI-Führung unterstützt, wie der FPI-Sprecher Slamet Maarif am 29. Mai 2017 gegenüber der Jakarta Post klarstellte. Einige Tage später kam es zu einem ähnlich gelagertem Fall mit einem 15-jährigen Jungen chinesischer Herkunft, der per Video dokumentiert wurde.
Die sozialen Medien blieben nicht untätig; Twitter löschte schon am 15. Januar 2017 die Twitter-Konten von Rizieq Syihab, dem Public-Relations-Büro der FPI und der Zentralen Führungsrat der FPI. Die FPI gab sich jedoch nicht geschlagen, sondern eröffnete mehrere neue Twitter-Konten. Am 19. Dezember 2017 führten dann Facebook, Twitter und Instagram eine konzertierte Aktion durch und sperrten alle offiziellen Konten der FPI. Als Reaktion forderte die FPI die Muslime Indonesiens auf, ab sofort diese Sozialen Medien nicht mehr zu benutzen. Im Januar 2018 zogen Anhänger der FPI vor das Facebook-Büro in Südjakarta und verurteilten die Sperrung ihrer Konten als diskriminierenden Akt.

### Das Verhältnis zu den Parteien

#### Der anfängliche Neutralitätsanspruch
Die FPI veröffentlichte im Vorfeld der Wahlen vom 7. Juni 1999 eine Fatwa, in der sie verbot, Parteien zu wählen, die mehr als 10 Prozent Nicht-Muslime als Kandidaten aufstellen. Ansonsten achtete die FPI eher auf parteipolitische Neutralität. Am gleichen Tag, an dem sie die Fatwa veröffentlichte, dem 30. Mai 1999, erklärte sie sich bezüglich der Wahlen für neutral. In einem Interview mit Purnomo äußerte Rizieq Syihab, dass die FPI auch Neutralität gewahrt habe, als sich während des Wahlkampfs 1999 in Brebes in Zentraljava ein Konflikt zwischen der „Vereinigten Entwicklungspartei“ (Partai Persatuan Pembangunan; PPP) und der „Nationalen Erweckungspartei“ (Partai Kebangkitan Bangsa; PKB) ereignete. Er verwies in dem Interview darauf, dass auch Mitglieder der Demokratischen Partei des Kampfes von Indonesien (PDI-P) und der Nationalen Mandatspartei (Partai Amanat Nasional; PAN) in seiner Organisation vertreten seien.
Noch in einem Grundlagentext, der 2007 auf der FPI-Website veröffentlicht wurde, erklärte Rizieq, dass die FPI, um die „Reinheit ihres Kampfes“ zu bewahren, sich nicht in die praktische Politik einmische und auch nicht gegenüber der Staatsmacht politisch für irgendeine Seite Partei ergreife. Die FPI sei weder mit irgendeiner lokalen oder internationalen Organisation affiliiert, noch arbeite sie strukturell mit einer solchen Organisation zusammen.

#### Zusammenarbeit mit den islamischen Parteien
Im Laufe der Zeit löste sich die FPI aber von ihrem anfänglichen Neutralitätsanspruch. Schon die erste FPI-Nationalversammlung im Dezember 2003 gab die Empfehlung, bei den Wahlen 2004 diejenigen Parteien zu unterstützen, die für die Scharia des Islams kämpfen. In einer offiziellen Stellungnahme, die im August 2013 herausgegeben wurde, erklärte die FPI dann, dass die Wahlen von 2014 eine Zwangslage im Sinne von Darūra darstellten, da die Gefahr drohe, dass diejenigen, die die politische Kontrolle erhielten, die Verbreitung von Apostasie (kemurtadan) förderten. Deshalb sei es notwendig, dass die Muslime solche Kandidaten wählen und solche politische Parteien unterstützen, die sich für die Durchsetzung der Scharia und für die Belange der Umma einsetzten. Vor diesem Hintergrund ermunterte die FPI ihre Anhänger, wählen zu gehen. Bei einem Pengajian am 4. Juni 2014 forderte sie schließlich ihre Anhänger auf, eine der drei islamischen Parteien, die in der Rot-Weißen Koalition zusammengeschlossen sind, zu wählen, nämlich die Partai Keadilan Sejahtera (PKS), die „Vereinigte Entwicklungspartei“ (Partai Persatuan Pembangunan; PPP) oder die „Halbmond-Stern-Partei“ (Partai Bulan Bintang; PBB).

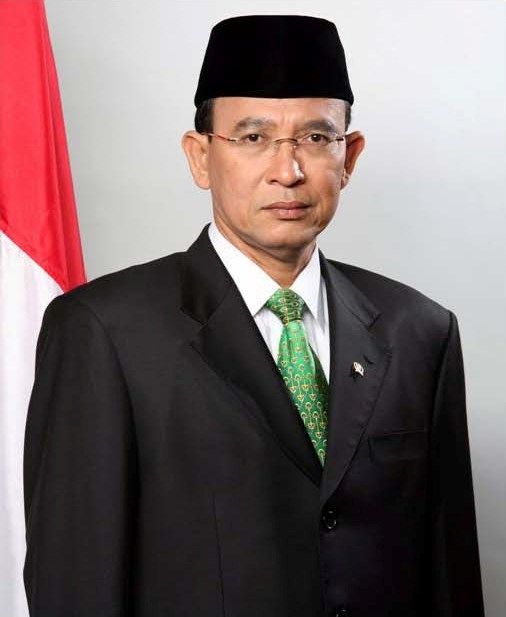
Der PPP-Vorsitzende Suryadharma Ali

Die PPP ist diejenige Partei, die der FPI am meisten Unterstützung zukommen lässt. Nach anekdotischen Berichten ist die FPI sogar ursprünglich als indonesienweite Unterstützungsbasis für die PPP gedacht gewesen, nach dem Modell von Banser. Nach der Entstehung der PPP-nahen Kaaba-Jugendbewegung wurde dieser Plan jedoch aufgegeben. Die FPI pflegte auch sehr enge Beziehungen zum PPP-Vorsitzenden Hamza Haz. In der Zeit, als er Vizepräsident von Indonesien war (2001–2004), besuchte er mehrfach Versammlungen der FPI. Haz empfing am 18. Dezember 2003 eine Delegation der FPI an seinem Amtssitz und war wenige Tage später Redner auf der ersten FPI-Nationalversammlung. Hamzah Haz hat im September 2004 auch ein Vorwort zu Rizieq Syihabs FPI-Buch geschrieben. Die PPP hielt auch in der schwierigen Zeit nach dem Monas-Vorfall zur FPI. Teuku Taufiqulhadi, der stellvertretende Generalsekretär der PPP, äußerte in dieser Zeit, dass die Position der FPI gegenüber der Ahmadiyah die Position der Mehrheit der Muslime Indonesiens repräsentiere. Später setzte sich Suryadharma Ali, der Hamza Haz in seinem Amt als PPP-Vorsitzender nachfolgte und von 2009 bis 2014 Religionsminister war, mehrfach öffentlich für die FPI ein. So bat er 2014 auch den FPI-Sprecher Munarman, für die Partei bei den Wahlen für den Legislativrat zu kandidieren.
Auch zur PKS steht die FPI in einem freundschaftlichen Verhältnis. Als im Juli 2018 auf den PKS-Politiker Mardani Ali Sera ein Molotow-Cocktail geworfen wurde, kündigte die FPI an, eine Wache am Haus des Politikers zu halten, um seine Sicherheit zu gewährleisten.
Von der PBB, einer Nachfolgepartei der früheren Masyumi-Partei, erhielt die FPI schon im Frühjahr 2000 bei ihren Forderungen hinsichtlich der Nationalen Menschenrechtskommission Unterstützung. Die PBB leidet seit einiger Zeit unter Mitgliederschwund. Deshalb hat im März 2018 der PBB-Verband von Bengkulu beschlossen, Kader der FPI als Kandidaten bei der Parlamentswahl 2019 aufzustellen. Der PBB-Vorsitzende, Yusril Ihza Mahendra, hat sich im Mai 2018 speziell an die FPI-Anhänger gewandt und sie dazu aufgefordert, der Partei beizutreten. Der PBB-Generalsekretär Afriansyah Ferry Noer nahm im Juli 2018 den früheren FPI-Vorsitzenden Al-Habib Muchsin Alatas in die Kandidatenliste der Partei für die Parlamentswahlen 2019 auf.

#### Parteien, mit denen ein antagonistisches Verhältnis besteht
Zu den folgenden Parteien besteht ein eher gegensätzliches bzw. spannungsreiches Verhältnis:
Die PDI-P
Die Demokratische Partei des Kampfes Indonesiens (PDI-P) gilt als eine derjenigen Parteien, die am wenigsten zu Zugeständnissen gegenüber der FPI bereit ist. Schon vor den Wahlen von 1999 hatte die FPI in der Nähe des Polizeihauptquartiers von Ostjakarta einen Zusammenstoß mit Anhängern der PDI-P. Rizieq Syihab betrachtete ab 2000 die PDI-P als „Höhle von Apostaten“ und ihre Vorsitzende Megawati Sukarnoputri als seine persönliche Feindin. Nach dem Monas-Vorfall im Juni 2008 wandte sich die PDI-P an den Nationalen Polizeichef und bat um Unterstützung für die Auflösung der FPI. Als aber nach der Dayak-Aktion Anfang 2012 erneut Forderungen nach Auflösung der FPI laut wurden, äußerte sich Megawati zurückhaltender und verwies darauf, dass die Zentralregierung dies entscheide, hierbei aber alle Organisationen gleich behandeln müsse.
PKB
Besonders spannungsreich ist das Verhältnis zwischen der FPI und der Partai Kebangkitan Bangsa (PKB), die von Abdurrahman Wahid gegründet wurde und zum NU-Netzwerk gehört. Zum offenen Konflikt mit Wahid kam es 2006, als dieser den Entwurf für das Anti-Pornographie-Gesetz kritisierte, das von der FPI befürwortet wurde. Am 23. Mai 2006 wurde Abdurrahman Wahid nach Purwakarta in Westjava eingeladen, um an einem öffentlichen interreligiösen Gespräch teilzunehmen, wobei Anhänger der FPI und Hizb ut-Tahrir im Publikum saßen. Wahid kritisierte bei dieser Gelegenheit den Entwurf für das Anti-Pornographie-Gesetz erneut und sagte, dass einige Teilnehmer in dem sogenannten Marsch der Millionen Muslime, die für das Gesetz demonstriert hatten, von Generälen bezahlt worden seien. Der Leiter der lokalen FPI-Filiale stand daraufhin auf und forderte Wahid auf, sich entweder zu entschuldigen oder Purwakarta zu verlassen. Wahid verließ daraufhin unter wilden Beschimpfungen den Saal, was später von den Medien so dargestellt wurde, dass er von begeisterten Anhängern des Gesetzesentwurfs, unter denen sich auch Leute von der FPI befanden, zur Abreise gezwungen worden sei.
In den Tagen nach diesem Vorfall kam es in Jember, Ostjava, und anderen Orten zwischen der FPI und der PKB-Miliz Garda Bangsa zu schweren Zusammenstößen. Am 15. Juni 2006 hinderte Garda Bangsa den FPI-Führer Rizieq Syihab daran, in einem Pesantren („Islamisches Internat“) in Demak zu sprechen, wobei sie drohte, die Schule abzubrennen, falls er dort auftauchen würde. Im Hauptquartier wurden Transparente gezeigt, die die Auflösung der FPI forderten. Am 26. Juni machten sich mehrere Dutzend junger Männer von Garda Bangsa auf den Weg zum Hauptquartier der FPI in Jakarta, und die Mitglieder der FPI, die von zwei anderen Gruppen unterstützt wurden, bereiteten sich auf die Verteidigung vor. Die Polizei lenkte schließlich die Wahid-Unterstützer um, so dass es zu keinem Gewaltausbruch kam.
Die Spannungen zwischen FPI und Garda Bangsa hielten jedoch an und gelangten im Juni 2008 zu einem neuen Höhepunkt, als sich herausstellte, dass unter den Opfern des Monas-Vorfalls auch Maman Imanulhaq, ein islamischer Gelehrter aus dem Vorstand der PKB war. Noch am Abend des 1. Juni veröffentlichte die Garda Bangsa eine Erklärung, in der sie den FPI-Anhängern vorwarf, skrupellose „Gangster mit Dschubba“ (preman berjubah) zu sein, und die Regierung aufforderte, die FPI aufzulösen, mit der Begründung, dass diese Organisation mit ihren anarchistischen Aktionen das friedliche Zusammenleben in Indonesien gefährde. Es habe sich gezeigt, dass die FPI häufig Gesetze übertrete und sich zum Richter über Menschen erhebe, die nicht mit ihnen einverstanden sind. In der Erklärung forderte Garda Bangsa auch die Polizei auf, den FPI-Führer Habib Rizieq zu verhaften.
In Jember, wo es bereits 2006 zu Zusammenstößen zwischen Gus-Dur-Anhängern und der FPI gekommen war, liefen am 3. Juni 2008 Wahid-Anhänger mit PKB-Attributen durch die Straßen, forderten die Auflösung der FPI und belagerten das Haus ihres lokalen Anführers Habib Abubakar. Dieser sah sich nach einem Gespräch mit Vertretern der Protestierenden gezwungen, eine schriftliche Erklärung abzugeben, in der er die Bereitschaft der FPI von Jember bekundete, sich aufzulösen und sich bei der Gesellschaft und den Opfern ihrer Gewaltaktion auf dem Monas-Platz sowie bei Gus Dur zu entschuldigen. Die Gus-Dur-Anhänger zogen daraufhin ab und hängten an einer Fußgängerbrücke in der Nähe des zentralen Platzes von Jember ein weißes Banner auf, auf dem mit roter Sprühfarbe stand: „Die FPI ist in Jember verboten“ (FPI HARAM DI JEMBER). Auch die PKB selbst unterstützte die Forderung nach Auflösung der FPI, und zwar mit der Begründung, dass die FPI eine Zivilmiliz sei, die in Indonesien grundsätzlich verboten sei.
Bis zu seinem Tod im Jahre 2009 war die FPI eine der schärfsten Gegner von Abdurrahman Wahid. Danach entspannte sich das Verhältnis zwischen FPI und PKB. So wies im Februar 2012, als nach der Dayak-Aktion mehrere indonesische Organisationen die Auflösung der FPI forderten, Lukman Edy, der frühere Generalsekretär der PKB, diese Forderungen als unberechtigt zurück.
PSI
Im März 2018 ist die noch junge „Indonesische Solidaritätspartei“ (Partai Solidaritas Indonesia; PSI) in eine Frontstellung zur FPI geraten, als Vertreter der Partei die Aktion der FPI gegen die Zeitschrift Tempo scharf kritisierten. Sie sagten, weder die FPI noch irgendeine andere Organisation in Indonesien habe das Recht, das Gesetz in ihre eigenen Hände zu nehmen. Die FPI habe zwar das Recht, ihre Empörung und Wut auszudrücken, aber diese müsse in den Korridoren des Gesetzes bleiben und dürfe nicht die Menschenrechte verletzen. Die PSI erinnerte daran, dass die Umsetzung von Zielen der Massenorganisationen in Artikel 59 des Massenorganisationsgesetzes von 2013 geregelt sei, der Massenorganisationen verbiete, Gewaltmaßnahmen zu ergreifen oder den Frieden zu stören. Das Vorgehen der FPI bedrohe die Demokratie und die durch die Verfassung garantierte Redefreiheit. Die PSI forderte in ihrer Erklärung auch die Regierung und die Strafverfolgungsbehörden auf, entschieden gegen die FPI und andere Organisationen vorzugehen, „die Massenmedien und indonesische Bürger einschüchtern“. Der FPI-Imam Muhsin Alatas wies diese Kritik zurück und drohte, auch gegen politische Parteien wie die PSI vorzugehen, „wenn sie den Islam und islamische Gelehrte beleidigten“.

#### Überlegungen zur Gründung einer eigenen Partei
Auch wenn Rizieq Syihab in seinem FPI-Buch, das er 2003 verfasste, seine Hoffnung zum Ausdruck gebracht hat, dass die FPI nie zur Partei werden möge, gab es in der Organisation schon mehrfach Überlegungen zur Gründung einer eigenen Partei. So veröffentlichte die FPI am 11. Dezember 2008 als Ergebnis ihrer Zweiten Nationalversammlung in Bogor die Empfehlung, die Gründung einer islamischen Partei unter Kontrolle der FPI zu prüfen. Ihr wichtigstes Ziel sollte die „vollständige Anwendung der islamischen Scharia im Einheitsstaat der Republik Indonesien“ sein. Die Partei sollte außerdem zur Organisation für die Kanalisierung der politischen Aspirationen der Mitglieder und Sympathisanten der FPI in ganz Indonesien werden. Auch auf der dritten Nationalversammlung im Jahre 2013 wurde das Thema ausführlich diskutiert. Nach einer Umfrage des indonesischen Meinungsforschungsinstituts Lembaga Survei Indonesia würde die FPI, wenn sie an den Parlamentswahlen von 2019 als Partei teilnehmen würde, ungefähr 13 Prozent der Stimmen der muslimischen Wähler erhalten.

## Verhältnis zu den staatlichen Akteuren

### Militär
Die FPI hatte in der Anfangszeit ihres Bestehens sehr enge Beziehungen zu hochrangigen Militärs. Die Organisation pries diese Beziehungen auch selbst regelrecht an. So gibt Rizieq Syihab in seinem FPI-Buch an, dass bei der Feier zum einjährigen Bestehen der FPI am 17. August 1999 mehrere indonesische Generäle zugegen waren, darunter Wiranto, Susilo Bambang Yudhoyono, Jaya Suparman, der Militärkommandeur von Jakarta, und Nugroho Jayusman, der Polizeikommandeur von Jakarta. Ihre Anwesenheit habe freundschaftliche Beziehungen zwischen FPI und Militär begründet und gleichzeitig eine Anerkennung der noch jungen Organisation durch das Militär symbolisiert. Nach R. Hefner war der Hintergrund für diese enge Beziehung, dass General Wiranto im November 1998 die FPI um Mobilisierung einer 100.000 Mann starken „freiwilligen Wachmannschaft“ (Pamswakarsa) zum Schutz der Beratenden Volksversammlung und der Regierung von Präsident Habibie gebeten hatte. Weitere Militärs, die an der Organisation der Pamswakarsa beteiligt waren und denen man eine Nähe zur FPI nachsagte, waren Generalmajor Zacky Anwar Makarim und Habibies Schwager Mochsin Mochdar, der den Transport der Pamswakarsa-Einheiten organisierte.
Journalisten aus Jakarta, die R. Hefner 1999 und 2000 interviewte, behaupteten, dass General Wiranto und Nugroho Jayusman sogar für die Schaffung der FPI verantwortlich seien. Rizieq Syihab weist die Darstellung, dass die FPI durch das Militär erschaffen wurde, dagegen als unrichtig zurück. Ihm zufolge kam es erst im Juli 1999 zu einer Annäherung zwischen FPI und indonesischer Armee, als der Zentrale Führungsrat der FPI bei der Armee einen Vorschlag zur gewaltfreien Lösung des Aceh-Problems einreichte und anschließend direkte Gespräche darüber zwischen beiden Seiten stattfanden. Wiranto habe deswegen mit seinem Stab an dem FPI-Geburtstag teilgenommen. Die International Crisis Group äußerte 2000 die Vermutung, dass Wiranto und die anderen Militärs nicht die Ziele der FPI teilten, es jedoch für nützlich hielten, Kontakte mit islamischen Organisationen aufrechtzuerhalten, die die Fähigkeit haben, ihre Anhänger auf den Straßen zu mobilisieren.
Die Verbindungen zwischen FPI und Armee verbesserten sich 2000 noch weiter. Dies hatte unter anderem damit zu tun, dass die FPI ein kleines Kontingent freiwilliger Kämpfe auf die Molukken schickte und sich dort an den Kämpfen mit Christen beteiligte. Daneben bestand insofern eine Interessenüberschneidung, als sowohl FPI als auch das Militär nach einem Sturz von Staatspräsident Abdurrahman Wahid strebten. Die meisten Militärs lehnten Wahid ab, weil er im Februar 2000 General Wiranto entmachtet hatte. Im März und April 2001 nahm die FPI zusammen mit konservativen Mitgliedern des Militärs und der herrschenden Golkar-Partei an einer Kampagne anti-kommunistischer Aktionen teil, bei denen sie linksgerichtete Studierende angriff und Buchläden, die sozialistische Literatur verkaufen, plünderte. Danach gingen Berichte über Verbindungen zwischen FPI und Militär stark zurück.
Großes Aufsehen erregte es deswegen, als im Januar 2017 die FPI Bilder auf ihrem Instagram-Account hochlud, die FPI-Mitglieder in Banten beim militärischen Training mit der indonesischen Armee zeigten. Nachdem die Armeeführung deswegen kritisiert worden war, teilte ein Armeesprecher mit, dass das indonesische Militär das Training zur Landesverteidigung (Bela Negara) für Mitglieder der FPI verboten habe. Die Armeeführung habe den regionalen Kommandeuren verboten, der FPI militärisches Training zu erteilen.
Der indonesische Militärkommandeur Gatot Nurmantyo verteidigte jedoch einen Tag später das Recht der FPI auf Teilnahme an militärischen Trainingskursen und argumentierte, dass die Pancasila-Feindlichkeit der FPI umstritten sei. Außerdem betonte er, dass die regionalen Kommandeure durch die Militärordnung des Landes dazu angehalten seien, der Armeeführung Gruppen für ein militärisches Training vorzuschlagen. Die Armeeführung entscheide dann, ob die betreffende Gruppe Pancasila-feindlich sei oder nicht.

### Nationale Regierung
Die einzelnen Staatspräsidenten und Regierungen Indonesiens haben gegenüber der FPI eine sehr unterschiedliche Haltung eingenommen.

#### Präsidentschaft Bacharuddin Habibie (1998–1999)
Das Verhältnis zwischen Bacharuddin Jusuf Habibie (reg. Mai 1998 – Okt. 1999) und der FPI scheint relativ freundlich gewesen zu sein. Am 14. November 1998 ließ sich die FPI beim Innenministerium als Massenorganisation eintragen. Nach Jahroni ließ Habibie der FPI neben anderen muslimischen Gruppen hohe Geldbeträge zukommen, um seine Präsidentschaft zu sichern. Bei der Parade zum einjährigen Bestehen der Organisation im August 1999 wurden Habibie-Banner geschwenkt. Die Medien meldeten in dieser Zeit, dass die FPI die Präsidentschaftskandidatur von Habibie in der Beratenden Volksversammlung unterstütze. Die FPI hat allerdings diese Darstellung als falsch zurückgewiesen. Rizieq Syihab hat zwar selbst eingestanden, dass ein Mann aus dem Umfeld Habibies der FPI große Geldbeträge angeboten habe, wenn sie Kundgebungen zur Unterstützung von Habibie durchführe, doch habe die FPI dieses Angebot zurückgewiesen. Dass bei der FPI-Parade im August 1999 dennoch Habibie-Banner geschwenkt wurden, sei darauf zurückzuführen, dass sich Mitglieder der Kaaba-Jugendbewegung, die die Habibie-Kandidatur unterstützen, unter die Demonstranten gemischt hätten.

#### Präsidentschaft Abdurrahman Wahid (1999–2001)
Das Verhältnis zu Präsident Abdurrahman Wahid (reg. Okt. 1999 – Juli 2001) war dagegen von Anfang an angespannt. Die FPI war der Auffassung, dass Wahid den Islam verrate, weil er versuchte, Beziehungen mit Israel herzustellen, Brücken zu Christen und indonesischen Chinesen zu bauen und eine Aussöhnung mit früheren Kommunisten herbeizuführen. Wahid warf umgekehrt Habib Ali Ba'aqil, einem der führenden Mitglieder FPI, vor, mit Tommy Suharto, dem kriminellen Sohn des früheren Präsidenten, zusammenzuarbeiten. Am 24. Dezember 2000 drohte Wahid in einer Fernsehsendung ultimativ mit der Auflösung der FPI. Die FPI reagierte, indem sie mehrere Kampagnen gegen Wahid durchführte. Dies war auch der Grund für die Spannungen zwischen FPI und Banser, weil letztere Wahid unterstützte. Im März und April 2001 nahm die FPI an einer Kampagne teil, bei der sie Wahid vorwarf, nicht ausreichend gegen Kommunisten vorzugehen.

#### Präsidentschaft Megawati Sukarnoputri (2001–2004)
Auch das Verhältnis zu Megawati Sukarnoputri (reg. Juli 2001 bis Oktober 2004) war von vornherein angespannt, weil die FPI einen weiblichen Präsidenten kategorisch ablehnte. Kurz nach der Vereidigung von Sukarnoputri im Juli 2001 veröffentlichte die FPI eine politische Erklärung, in der sie ihre Ablehnung einer weiblichen Präsidentin bekundete. Damit stellte sich die FPI gegen alle anderen islamischen Organisationen und Parteien Indonesiens, denn diese waren mit einer weiblichen Präsidentin einverstanden. Nach Auffassung der FPI ist die Herrschaft einer Frau nicht rechtsgültig. Am 6. Januar 2002 forderte die FPI bei einer Kundgebung den Rücktritt von Megawati. Nach dem Anschlag von Bali am 12. Oktober 2002 griff die Regierung zum ersten Mal stärker gegen radikale islamische Gruppierungen durch. Am 16. Oktober 2002 wurde auch Rizieq Shihab selbst unter dem Vorwurf der Aufwiegelung zu öffentlichen Unruhen verhaftet.

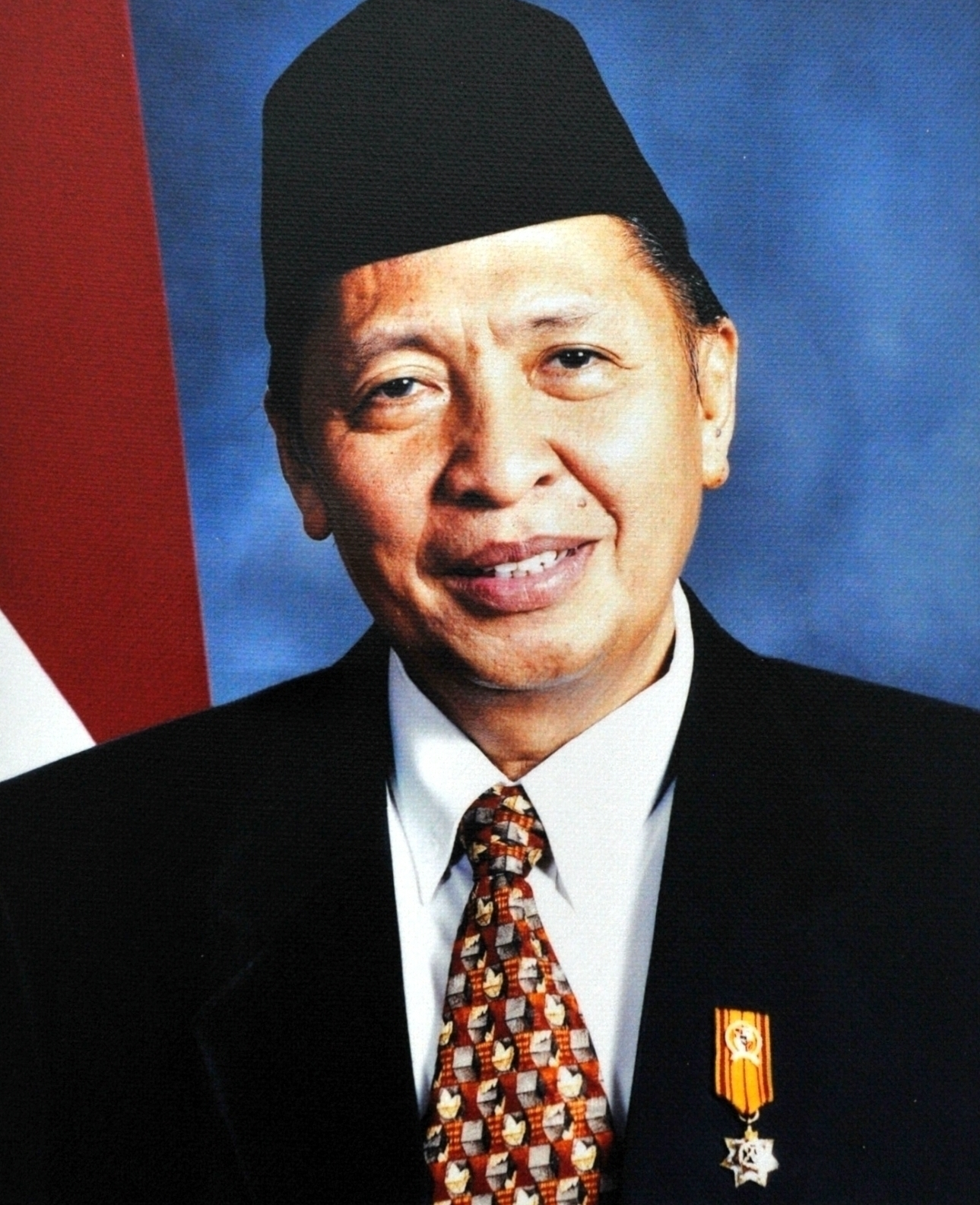
Der Vizepräsident und frühere PPP-Vorsitzende Hamzah Haz, zu dem die FPI enge Beziehungen pflegte.

Die FPI pflegte aber in dieser Zeit sehr enge Beziehungen zum Vizepräsidenten Hamza Haz, der mehrfach Versammlungen der FPI besuchte, und konnte zeitweise auch gute Kontakte zum Indonesischen Religionsministerium entwickeln. So wurde die erste Nationalversammlung der FPI im Dezember 2003 vom indonesischen Religionsminister Said Agil Husin Al Munawar eröffnet. Al Munawar schrieb auch ein Vorwort zu Rizieq Syihabs FPI-Buch. Gute Kontakte hatte die FPI darüber hinaus zum Sozialminister Bachtiar Chamsyah von der PPP, der von 2001 bis 2009 amtierte. Er verfasste ebenfalls ein Vorwort zu Rizieq Syihabs FPI-Buch. Als im Mai 2004 die FPI gewaltsame Proteste gegen ein Programm von Sportveranstaltungen des Unternehmens Metropolitan Magnum Indonesia durchführte, weil bei ihnen Sportwetten stattfinden sollten, die nach Ansicht der FPI gegen die Scharia verstießen, stoppte der Sozialminister kurzerhand das Veranstaltungsprogramm des Unternehmens.

#### Präsidentschaft Susilo Bambang Yudhoyono (2004–2014)
Während der Präsidentschaft von Susilo Bambang Yudhoyono (Oktober 2004 bis Oktober 2014) herrschte weitgehendes Schweigen zwischen dem Präsidenten und der FPI. Bei den Wahlen von 2004 hatte die FPI General Wiranto unterstützt und ihre Dāʿīs in den verschiedenen Regionen mobilisiert, um Susilo Bambang Yudhoyono (SBY) zu diskreditieren. Bei den Wahlen von 2009 unterstützte die FPI die Präsidentschaftskandidatur von Muhammad Jusuf Kalla und Wiranto, die beide angeblich der „Charta der Islamischen Gemeinschaft“ (Piagam Umat Islam) der FUI zustimmten, die vor den Wahlen veröffentlicht worden war und einen auf die Scharia gegründeten islamischen Staat forderte.
Susilo Bambang Yudhoyono (SBY) gab während seiner Präsidentschaft nur zwei Mal Stellungnahmen zu FPI-Aktionen ab. Die erste erfolgte in Reaktion auf den Monas-Vorfall im Juni 2008. SBY äußerte darin, dass „solche Gewalt nicht geduldet“ werde, vermied es aber, die FPI direkt beim Namen zu nennen. Als der Oberste Polizeichef alle FPI-Mitglieder, die in den Vorfall verwickelt waren, aufforderte, sich bis zum 3. Juni der Polizei zu stellen, antwortete Habib Rizieq auf dieses Ultimatum mit der Aufforderung an den Präsidenten, per Dekret die Ahmadiyya aufzulösen, da ihn die FPI ansonsten verklagen werde. Er kündigte außerdem an, dass die LPI bereit sei, den Krieg gegen die Ahmadiyya zu führen.
Die Regierung reagierte darauf am 9. Juni 2008 mit dem sogenannten SKB-3, einem gemeinsamen Dekret von Religionsminister, Innenminister und Generalstaatsanwalt, in dem die Ahmadiyya Muslim Jamaat verwarnt und aufgefordert wurde, nicht mehr zu behaupten, dass nach Mohammed ein weiterer Prophet aufgetreten sei. Die FPI veröffentlichte allerdings wenige Tage später eine Proklamation, in der sie dieses Ahmadiyah-Dekret als „effeminiertes Dekret“ (SKB banci) lächerlich machte. Außerdem rief sie die Muslime dazu auf, gemeinsam den Indonesischen Präsidenten aufzufordern, per Präsidialbeschluss die Ahmadiyah aufzulösen.
Die zweite Stellungnahme zur FPI gab Yudhoyono nach den Aktionen der FPI in Kendal im Juli 2013 ab. Darin gab er seiner Hoffnung Ausdruck, dass die FPI ihre Gewaltaktivitäten einstelle und nicht mehr das Recht in die eigene Hand nehme. Außerdem sagte er: „Ich habe die Nationale Polizei und andere Strafverfolgungsorgane instruiert, solche Vorfälle nicht noch einmal zuzulassen. Das Gesetz muss aufrechterhalten werden, um horizontale Konflikte zu verhindern und alle Elemente einschließlich der FPI an der Begehung von Straftaten zu hindern.“
Habib Rizieq, der über die Erklärung verärgert war, gab kurz danach eine Presseerklärung heraus, in der er Yudhoyono als „Loser“ bezeichnete, der „verleumderische Aussagen verbreitet und zu Maksiat schweigt.“ Außerdem fragte er darin, warum der Präsident über die FPI spreche, jedoch über bewaffnete „Bordell-Gauner“ und das am Tag während des Ramadan geöffnete Rotlichtviertel schweige.
Allgemein galt Präsident Yudhoyono als „machtlos gegenüber der FPI“. Der Vorsitzende der Ansor-Jugendbewegung von Nordsulawesi äußerte schon im Februar 2012, dass die Aktionen der FPI, die von der indonesischen Gesellschaft sehr kritisch aufgenommen würden, ein Beweis für die Schwäche der Präsidentschaft von SBY seien.
Die Verwarnungen des Innenministeriums
Schärfere Reaktionen gingen während der Präsidentschaft von SBY allein vom Innenministerium aus. So hat dieses die FPI drei Mal verwarnt und ihr mit Entzug der Zulassung gedroht. Die erste Verwarnung erfolgte kurz nach dem Monas-Vorfall im Juni 2008. In dem betreffenden Schreiben wurde die Organisation daran erinnert, dass das Ministerium gemäß dem Massenorganisationsgesetz von 1985 Organisationen, die mit ihren Aktivitäten die Sicherheit und öffentliche Ordnung stören, sperren könne, und ihr mitgeteilt, dass die FPI mit ihren Übergriffen und Misshandlungen gegenüber der AKKBB diesen Tatbestand erfüllt habe. Kopien des Schreibens wurden an alle Behörden des Landes geschickt.
Die zweite Verwarnung erfolgte Anfang 2012. Hintergrund war, dass die indonesische Regierung ihren Plan offengelegt hatte, Alkoholverbotsgesetze außer Kraft zu setzen, die in neun indonesischen Regionen eingeführt worden waren, mit dem Argument, dass sie im Widerspruch zum Präsidentendekret 3/1997 über die Kontrolle von alkoholischen Getränken stünden. Die FPI führte gegen diesen Plan im Januar 2012 vor dem Innenministerium eine Protestkundgebung durch. Hierbei näherten sich hunderte FPI-Anhänger dem Gebäude des Innenministeriums an der Jalan Medan Merdeka Utara und bewarfen ein Gebäude des Ministeriums mit Steinen, faulen Eiern und Wasserflaschen. Die FPI forderte, die Alkoholverbotsgesetze nicht aufzuheben, mit dem Argument, dass sie nicht im Widerspruch zu dem Präsidialdekret stünden. Gamawan Fauzi verwarnte die Organisation daraufhin erneut und drohte, sie im Falle der erneuten Gewaltanwendung gemäß dem Gesetz Nr. 8/1985 aufzulösen. Die FPI konnte allerdings kurze Zeit danach einen Erfolg gegenüber dem Ministerium verbuchen. Nachdem nämlich das Ministerium den Plan der Außerkraftsetzung von regionalen Alkoholverboten umgesetzt hatte, reichte die FPI beim Höchsten Gericht Indonesiens einen Antrag auf gerichtliche Überprüfung ein. Diesem Antrag gab das Gericht im Juli statt und hob damit das Präsidentendekret von 1997 auf, das lokale Verwaltungen daran hindert, den Verkauf von alkoholischen Getränken zu verbieten.
Die dritte Verwarnung der FPI erfolgte nach ihren Aktionen in Kendal im Juli 2013 und ihrem Zusammenstoß mit der dortigen lokalen Bevölkerung. Mitglieder des indonesischen Repräsentantenhauses forderten in dieser Zeit das Innenministerium auf, auf Grund des neu verabschiedeten Massenorganisationsgesetzes Maßnahmen gegen die FPI zu ergreifen. Das Innenministerium sprach daraufhin am 26. Juni 2013 erneut eine Verwarnung gegen die FPI wegen Störung der öffentlichen Ordnung und Sicherheit aus. Die FPI wurde in zwei Schreiben aufgefordert, ab sofort keine Sweeping-Aktionen oder ähnliches mehr durchzuführen, weil sie die öffentliche Ordnung und Sicherheit stören.
Versuche zur politischen Einbindung der FPI
Im September 2012 unterzeichnete das Indonesische Sozialministerium eine Vereinbarung mit der FPI, die ihr die Teilnahme an dem sozialen Programm Rehabilitasi Sosial Rumah Tidak Layak Huni (RS-RTLH) ermöglicht, das darauf ausgerichtet ist, zerfallene und ungeeignete Behausungen von Bedürftigen herzurichten. Wie in der Pressemitteilung des Ministeriums klargestellt wird, wurde die Vereinbarung mit dem Ziel getroffen, das Bild der FPI in den Medien zu verbessern und zu beweisen, dass die Organisation einen positiven Beitrag zur Gesellschaft leisten kann. Suryadharma Ali, der von 2009 bis 2014 Religionsminister war, hat sich ebenfalls mehrfach öffentlich für die FPI eingesetzt.

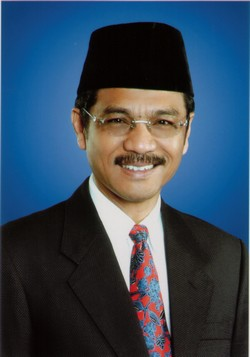
Innenminister Gamawan Fauzi schlug im Oktober 2013 eine Zusammenarbeit der Regierung mit der FPI vor.

Im Oktober 2013 schwenkte der Innenminister Gamawan Fauzi auf die Linie von Suryadharma ein und erklärte, dass die FPI ein nationales Gut sei, das man erhalten müsse, und mit der Regierung zusammenarbeiten könne, insbesondere bei den religiösen Aktivitäten an den großen islamischen Feiertagen. Die Zusammenarbeit zwischen Regierung und FPI werde eine moderne Regierungsform schaffen, nämlich eine Stärkung der Zivilgesellschaft. General Prabowo Subianto, der 2014 für die Präsidentschaftswahl kandidierte, reagierte positiv auf Gamawans Aufruf einer Zusammenarbeit zwischen Regierung und FPI und empfahl, dass die FPI „umarmt“ werden könnte und sollte.
Ahok, der Gouverneur von Jakarta, zog Gamawans Vorschlag dagegen öffentlich ins Lächerliche. Als die FPI im Oktober 2014 in Jakarta gewaltsame Proteste gegen Ahok durchführte und letzterer ihre Auflösung forderte, reagierte das Innenministerium entsprechend zögerlich: Es ließ durch einen Sprecher mitteilen, dass die Auflösung einer Massenorganisation ein langwieriger Prozess sei. Das Ministerium sprach schließlich eine Verwarnung gegen die FPI aus und verpflichtete sie erneut zur Einstellung ihrer Aktivitäten. Als Ahok bei seiner Auseinandersetzung mit der FPI behauptete, dass sie nicht beim Innenministerium registriert sei, widersprach ihm das indonesische Innenministerium und erklärte, dass die Organisation im April 2014 eine Verlängerung beantragt habe und bis 2019 regulär registriert sei.
Bei der Präsidentschaftswahl 2014 erklärte die FPI bei einem Pengajian am 4. Juni 2014 offiziell ihre Unterstützung für den Präsidentschaftskandidaten Prabowo Subianto und seinen Running Mate Hatta Rajasa. Die FPI erklärte bei dem Pengajian, dass die Unterstützung nicht direkt geleistet werden sollte, sondern über die drei islamischen Parteien PKS, PPP und PBB, die der Rot-Weißen-Koalition angehören. Allerdings knüpfte die FPI ihre Unterstützung an zehn Aufträge, die sie der Rot-Weißen-Koalition erteilte. Unter anderem verlangte die FPI von der zukünftigen Regierung, die Einführung von Alkoholverboten auf Provinz- und Distriktsebene zuzulassen und Säkularismus, Pluralismus, Liberalismus, Kapitalismus und Kommunismus zurückzuweisen. Ein Abgesandter des Prabowo-Hatta-Teams, der bei der Versammlung anwesend war, nahm diese Aufträge entgegen und bat um die Gebete der FPI-Anhänger für den Wahlerfolg der beiden Kandidaten.

#### Präsidentschaft Joko Widodo (2014–2019)
Da die FPI bei den Präsidentschaftswahlen 2014 Prabowo unterstützt hatte, war das Verhältnis zwischen Joko Widodo und der FPI von Anfang relativ kühl. Innenminister Tjahjo Kumolo bestätigte aber im Mai 2017, dass sich die FPI in Übereinstimmung mit der indonesischen Pancasila-Ideologie befinde. Die FPI machte allerdings die Regierung für die Strafverfahren gegen Rizieq Syihab verantwortlich, die diesen zur Flucht nach Saudi-Arabien veranlasst hatten. Anfang Juli 2017 stellte Rizieq Syihab in einer aufgezeichneten Rede, die von dem FPI-Sprecher Slamet Maarif veröffentlicht wurde, der Regierung ein Ultimatum: Entweder beginne sie einen Versöhnungsprozess, oder sie müsse mit einer Revolution rechnen. Um die gleiche Zeit fand ein Treffen zwischen der GNPF MUI und Joko Widodo statt, bei dem der Fall von Rizieq Syihab diskutiert wurde.
Im April 2018 forderten mehrere islamistische Gruppen einschließlich der FPI bei einem Treffen mit Präsident Joko Widodo im Bogor-Palast, dass er die strafrechtliche Untersuchungen gegen ihre Anführer einstelle. Anfang Mai 2018 ließ die Polizei von Westjava tatsächlich die Anklage gegen den FPI-Führer wegen Verleumdung der Pancasila mangels Beweisen fallen. Auch auf das Religionsministerium konnte die FPI erfolgreich Druck ausüben. Als Ujang Ruhiyat, der Leiter des Referats für islamische Religionsinformation, Zakat und Fromme Stiftungen im Religionsministerium, Anfang 2018 einen Artikel über den „Umgang mit islamischen Radikalismus in Hochschuleinrichtungen“ verfasste, in dem er neben Organisationen wie dem Majelis Mujahidin Indonesia (MMI), Hizbut Tahrir Indonesia (HTI) und Laskar Jihad auch die FPI behandelte, führte die FPI, die sich durch die Bezeichnung „radikale Massenorganisation“ diffamiert sah, eine Demonstration vor dem Büro des Religionsministeriums in Bogor durch. Ujang Ruhiyat sah sich daraufhin genötigt, sich bei der FPI für den Artikel zu entschuldigen.
Mitte 2018 schloss sich die FPI der politischen Bewegung Ganti Presiden an, die bei den Wahlen 2019 einen Präsidentenwechsel anstrebt. Der stellvertretende FPI-Vorsitzende Ja'far Shodik erwähnte diese Bewegung bereit am 11. Mai 2018 bei einer Großkundgebung, die die FPI zusammen mit anderen Organisationen am Monas durchführte. Und auf der Feier zum 20. Geburtstag der FPI im August 2018, die in Ostjava abgehalten wurde, rief Ja'far Shodik mehrfach „Ganti Presiden“ (deutsch: „Wechsel den Präsidenten!“), was von den anwesenden FPI-Anhängern mit Takbīr-Rufen beantwortet wurde. Rizieq Syihab forderte allerdings die FPI dazu auf, mit einer endgültigen politischen Festlegung auf einen Präsidentschaftskandidaten bis zur Zweiten Gelehrtenversammlung (Ijtima Ulama II) der GNPF im September 2018 zu warten. Diese Versammlung hat am 16. September 2018 mit dem Präsidentschaftskandidaten Prabowo Subianto den sogenannten „Integritätspakt“ geschlossen, der Prabowo zur Umsetzung von 17 Forderungen der GNPF verpflichtet, ihm gleichzeitig aber auch die Unterstützung dieser Organisation zusichert.

### Regionale Regierungen

#### Hauptstadtregion Jakarta
Auch in der Hauptstadtregion Jakarta, der eigentlichen Hochburg der FPI, hat die Organisation schon mehrfach die Regierung erfolgreich unter Druck gesetzt.
Entwicklung bis 2014

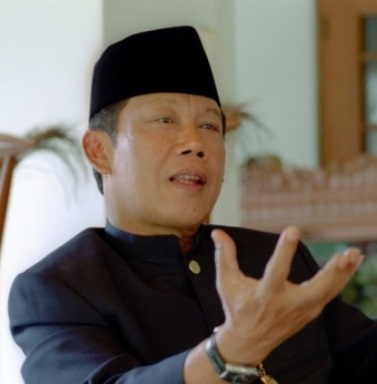
Gouverneur Sutiyoso kam der FPI zeitweise entgegen

Am 13. Dezember 1999 besetzten 4000 FPI-Kämpfer für mehr als zehn Stunden das Amt der Regionalregierung von Jakarta und forderten den Gouverneur Sutiyoso auf, während des Monats Ramadan alle Diskos, Kinos, Restaurants und Massagesalons zu schließen. Die Aktion erfolgte als Antwort auf ein Dekret der Regierung, das vorsah, dass Vergnügungsstätten nur während der ersten zwei Tage des Ramadans zu schließen hatten. Nach einem langen Treffen mit der FPI, an dem auch der Polizeichef Nugroho Jayusman teilnahm, erklärte der Gouverneur seine Unterstützung für die Forderungen der FPI und verbot in einem Rundschreiben die Öffnung der Vergnügungsstätten für den gesamten Monat Ramadan. Das Zugeständnis des Gouverneurs war ein glänzender strategischer Erfolg für die FPI, zumal dieser auch im nächsten Jahr per Rundschreiben die Schließung der Vergnügungsstätten von Jakarta im Ramadan verfügte.

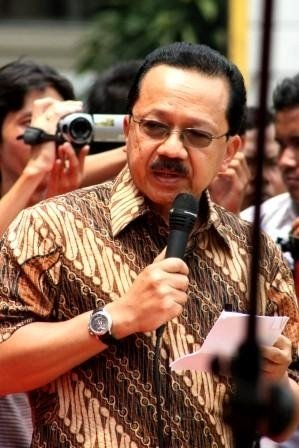
Auch Gouverneur Fauzi Bowo (2007–2012) pflegte gute Kontakte zur FPI

Anfang 2001 revidierte jedoch Sutiyoso auf Druck der Unterhaltungsindustrie die Regeln hinsichtlich der Öffnungszeiten im Ramadan und erlaubte den betreffenden Lokalen wieder, am Abend zu öffnen. Die FPI reagierte darauf mit der Drohung, ein totales Verbot durchzusetzen. Im Oktober 2003 ließ die FPI dem Gouverneur von Jakarta ein Schreiben zukommen, in dem sie erneut die Schließung aller Vergnügungsstätten während des Ramadans und der ersten Woche des Schauwāl forderte. Während des Ramadans im Oktober 2004 überfiel sie Cafés und Bars im Kemang-Distrikt in Südjakarta. Gegenüber den Medien erklärte die Organisation, dass sie gezwungen sei, Razzien auf nächtliche Vergnügungsstätten durchzuführen, als Ausdruck der Enttäuschung gegenüber der Provinzregierung von Jakarta, die diesen Vergnügungsstätten erlaube, während des Ramadan zu öffnen. Außerdem kündigte sie Überfälle in anderen Gebieten der Hauptstadt an. Die Polizei der Metropolregion kündigte umgekehrt an, hunderte Polizisten abzustellen, um eine Wiederholung der Razzien der FPI auf die Vergnügungsstätten zu verhindern.
Fauzi Bowo, der von 2007 bis 2012 Gouverneur von Jakarta war und der Demokratischen Partei Indonesiens angehört, pflegte gute Kontakte mit Rizieq Syihab und anderen FPI-Führern. Anfang August 2010 nahm er zusammen mit dem Polizeichef von Jakarta an der Feier zum zwölfjährigen Bestehen der FPI teil. Ein führender Politiker seiner Partei rügte dies als „Absegnung der Existenz“ der FPI und wies darauf hin, dass die FPI von der breiten Gesellschaft wegen ihrer illegalen polizeiähnlichen Aktionen kritisiert werde.
Die Auseinandersetzung mit Basuki Tjahaja Purnama

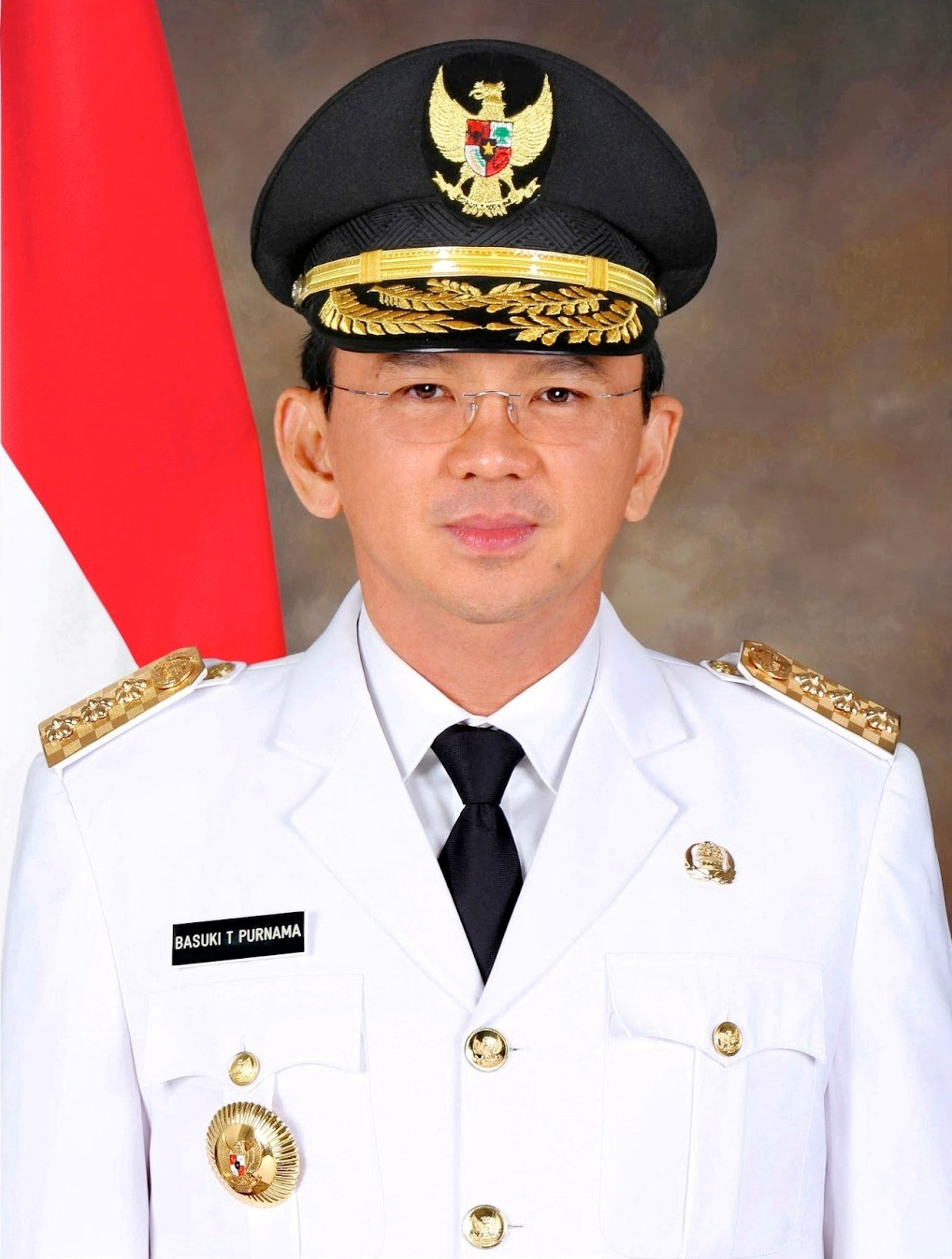
Gouverneur Basuki Tjahaja Purnama, genannt Ahok, der von der FPI bekämpft wurde.

Von 2012 bis 2014 hatte Joko Widodo von der PDI-P das Amt des Gouverneurs von Jakarta inne. Nachdem er im Juli 2014 die Präsidentschaftswahl gewonnen hatte, sollte ihn sein Stellvertreter, Basuki Tjahaja Purnama, auch bekannt als Ahok, in seinem Amt beerben. Die FPI lehnte ihn jedoch ab, weil er kein Muslim ist. Um Ahoks Amtsübernahme zu verhindern, organisierte sie eine Reihe von Protestkundgebungen. Bei einer Kundgebung am 25. September 2014 bezeichnete die FPI Ahok als „chinesischen Kāfir“ und erklärte, dass er als solcher nicht würdig sei, die muslimische und einheimische Mehrheit der Bürger von Jakarta zu regieren. Obwohl die Rechtshilfeorganisation von Jakarta deutlich machte, dass die rassistischen Äußerungen der FPI gegen die indonesische Verfassung und verschiedene Gesetze verstoßen, wurde die FPI deswegen nicht belangt. Muchsin Alatas, der Sprecher der FPI, äußerte bei einem Zeitungsinterview, dass es keine Führer geben könne, die keine Muslime sind. Außerdem warf er Ahok vor, dass er die Abhaltung von Tabligh-Akbar-Veranstaltungen am Monas, Takbir-keliling-Umzügen und den Verkauf von Opfertieren für das Opferfest an den dafür üblichen Orten verboten habe. Besonderes Aufsehen erregte eine Protestkundgebung der FPI am 3. Oktober 2014, die in gewaltsamen Tumulten endete. Ahok gab am 7. Oktober 2014 eine Pressekonferenz, in der er die Nationale Polizei aufforderte, die FPI aufzulösen. Die Polizei kündigte daraufhin an, eine Empfehlung an das Innenministerium zum Verbot der FPI vorzubereiten.
FPI und FUI führten in den folgenden Wochen weitere Kundgebungen gegen Ahok vor dem Gebäude der Provinzregierung von Jakarta durch. Der FPI-Vorsitzende Muchsin Alatas bezeichnete Ahok als Teil einer Drachen-Mafia (Mafia Naga). Bei den Kundgebungen gegen Ahok trat die FPI nicht mehr selbst als Organisator auf, sondern versteckte sich hinter einer von ihr gegründeten „Gemeinschaftsbewegung von Jakarta“ (Gerakan Masyarakat Jakarta; GMJ). Ahok reagierte auf die Proteste, indem er am 10. November zwei offizielle Schreiben an das Innenministerium und das Justizministerium richtete, in denen er die Auflösung der FPI empfahl. Dabei verwies er darauf, dass die FPI Proteste gegen seine Amtseinführung organisierte und dies gegen die indonesische Verfassung verstoße. Außerdem führte er an, dass die FPI tendenziell rassistisch sei, weil sie seine Zugehörigkeit zur chinesischen Volksgruppe problematisiere. Die FPI zeigte Ahok am 13. November 2017 im Gegenzug wegen Verleumdung und ungebührlichen Verhaltens an. Andere Gruppierungen unterstützten jedoch die Empfehlung Ahoks. Die Silat-Aktionsbewegung der Muslime Indonesiens (Gerakan Aksi Silat Muslimin Indonesia) bekundete, dass die mit Gewalt verbundene Predigt der FPI „nicht die Prinzipien des Gottesgesandten widerspiegelt“ und ihre Auflösung deshalb kein Problem sei.
Nachdem am 19. November 2014 Ahok zum Gouverneur ernannt worden war, führte die GMJ Anfang Dezember 2014 erneut eine Kundgebung gegen Ahok durch, in der sie seine Absetzung forderte. Um Ahok zu erniedrigen, wählte die FPI am 1. Dezember 2014 in einer Protestaktion Fahrurrozi Ishaq, den Koordinator der GMJ, zu ihrem „Gegen-Gouverneur“.

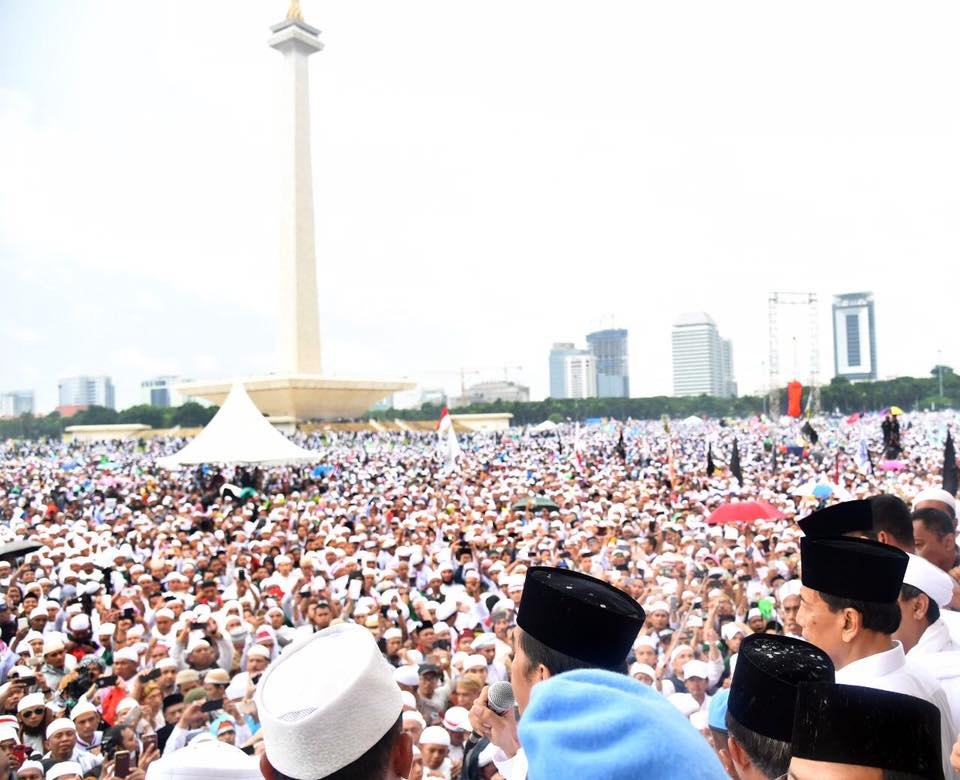
Die Proteste vom 2. Dezember 2016, auf Indonesisch als Aksi212 bekannt.

Im November 2016 stellte sich die FPI an die Spitze von Protesten gegen die Kandidatur von Ahok für das Amt des Gouverneurs von Jakarta und warf ihm vor, als Christ in blasphemischer Weise den Koran beleidigt zu haben. Die Proteste kulminierten in zwei Massenkundgebungen in Jakarta am 4. November und 2. Dezember 2016. Die FPI brachte für die erste Demonstration Anhänger aus ganz Indonesien nach Jakarta. An der ersten Kundgebung nahmen 150.000 bis 250.000 Personen teil, an der zweiten, die auch als Aksi Bela Islam III („Islam-Verteidigungsaktion III“) bezeichnet wurde, 500.000 bis 750.000. Allerdings stieß die Aktion auch auf Ablehnung. In Medan, der Hauptstadt von Sumatra Utara, führte das sogenannte Jugendforum Indonesien eine Kundgebung gegen Rizieq Syihab und die Aksi Bela Islam III durch.
Unter Anis Baswedan
Mit ihren Aufrufen zur strafrechtlichen Verfolgung Ahoks trug die FPI wesentlich zum Wahlsieg seines Rivalen Anies Baswedan bei den Gouverneurswahlen von 2017 bei. Ahok wurde am 9. Mai 2017 zu einer Haftstrafe von zwei Jahren wegen Blasphemie verurteilt. Baswedan selbst steht der FPI freundlich distanziert gegenüber. Im August 2017 besuchte er die Feier zum 19. Gründungstag der FPI und rief die Organisation dazu auf, ihr Image zu verbessern, sich an den Bemühungen zur Förderung der nationalen Einheit zu beteiligen und die Pancasila als Ideologie des Staates zu wahren. Die FPI müsse sich als eine der Organisationen erweisen, die als Hüter der Diversität des Landes dienen, und dabei helfen, das Problem der Ungleichheit und Ungerechtigkeit in der Gesellschaft zu lösen.
Auch der Feier zum 20-jährigen Bestehen der FPI im August 2018 wohnte Baswedan bei. Bei dieser Gelegenheit sprach er Rizieq Syihab seine Segenswünsche aus und äußerte, dass die FPI zu ihrem 20-jährigen Bestehen eine Stütze der Einheit Indonesiens werden könne. Außerdem würdigte er die Rolle, die die FPI spiele, wenn es darum gehe, bei Problemen wie Naturkatastrophen „Gerechtigkeit und Einheit auf direkte Weise an Ort und Stelle zu bringen.“ Die Provinzregierung von Jakarta begrüße die Initiative der FPI, sich an der Überwindung der sozialen und wirtschaftlichen Probleme in Jakarta zu beteiligen, und werde alle FPI-Aktivitäten, die der Gesellschaft zugutekommen könnten, unterstützen.

#### Andere Regionen
So wie die FPI für die Einführung von Anti-Maksiat-Gesetzen auf nationaler Ebene kämpft, kämpfen die regionalen FPI-Filialen für Anti-Maksiat-Gesetze auf Provinzebene. Schon im November 1999 mobilisierte die FPI von Pamekasan auf der Insel Madura 5000 Anhänger für einen langen Marsch zum Regionalparlament (Dewan Perwakilan Rakyat Daerah; DPRD), bei dem sie forderte, dass dieses Parlament etwas gegen Glücksspiel, Prostitution und anstößiges Benehmen an öffentlichen Plätzen unternimmt. Am 3. Januar 2002 versammelten sich etwa 200 Mitglieder der FPI vor dem Büro des Provinzparlaments von Banten und verlangten, dass die DPRD Anti-Sünden-Gesetze verabschiede. Nachdem Abgeordnete des Provinzparlaments mit ihnen ein Gespräch geführt und darin zugesichert hatten, die FPI-Forderungen weiterzuverfolgen, erklärte der Leiter der FPI von Banten, dass die FPI die Arbeit des Provinzparlaments beobachten und im Falle der Nicht-Umsetzung ihrer Forderungen bis zum Ende des Jahres selbst für die Durchsetzung der Anti-Sünden-Vorschriften sorgen würde.
Nach der Aktion der Dayak am 11. Februar 2012 nahm die FPI Anstoß daran, dass der Gouverneur von Zentralkalimantan, Agustin Teras Narang, die Proteste gegen die FPI unterstützt hatte. Sie behauptete, dass diese Aktion gar nicht von der Dayak-Gesellschaft ausgegangen sei, sondern vom Gouverneur. Am 13. Februar zeigte die FPI Teras Narang bei der Nationalpolizei wegen Zerstörung, Freiheitsberaubung und Planung eines Mordes an. Außerdem protestierte sie am 17. Februar 2012 mit einem Motorradkorso vor dem Verbindungsbüro von Zentralkalimantan in Jakarta gegen die dortige Provinzregierung.
Im Mai 2012 protestierten FPI-Anhänger in Singkil, Südaceh, gegen „illegale“ Kirchen und forderten, dass die Regierung diese schließe. Die Regierung von Singkil kam der FPI-Forderung nach und versiegelte innerhalb einer Woche 19 Kirchen und ein animistisches Kultgebäude. Die FPI begann außerdem, politische Deklarationen (maklumat politik) zu veröffentlichen, in denen sie bestimmte Kandidaten unterstützte und Belehrungen darüber gab, wie gute Muslime zu wählen hätten. Ein Beispiel für ein solches Arrangement ist die Zusammenarbeit der FPI mit Ahmad Heryawan, dem Gouverneur von Westjava während des Provinzwahlkampfs im Februar 2013. Heryawan soll vor der Wahl dem Ersuchen der FPI zur Verabschiedung einer Gouverneursverordnung (Pergub), die die Ahmadiyah vollständig verbietet, zugestimmt haben, wofür die FPI im Gegenzug ihre Wahlunterstützung zusicherte. Eine Vereinbarung darüber wurde am 21. Februar 2013 von Heryawan und dem FPI-Vorsitzenden von West-Java unterzeichnet.

### Polizei
Die Polizei gliedert sich in Indonesien in drei Ebenen: die indonesische Nationalpolizei (POLRI), die Provinzpolizei (POLDA) und die städtische Polizei (POLRES od. POLSEK). Wenn im Folgenden ohne Spezifizierung von Polizei die Rede ist, ist die Provinzpolizei gemeint.

#### Fälle von Passivität der Polizei bei FPI-Aktionen
Bei vielen gewalttätigen Aktionen der FPI, zum Beispiel bei ihren Angriffen auf die Nationale Menschenrechtskommission (Komnas HAM) 2000, ist die Polizei passiv geblieben und hat die Gewalthandlungen nicht verhindert. Als am 8. August 2010 die FPI die HKBP-Gemeinde in Bekasi angriff, standen zwar hunderte Polizisten vor dem Eingang der Kirche, doch hielten sie die FPI-Anhänger nicht davon ab, in die Kirche einzudringen. Deswegen gab es bei den HKBP-Mitgliedern die Vermutung, dass die Polizei selbst an der Vorbereitung des Angriffs beteiligt war. Als am 14. Februar 2012 die Bewegung „Indonesien ohne FPI“ in Jakarta demonstrierte, gab die Polizei vorher eine Erklärung ab, dass sie die Sicherheit der Protestierenden für den Fall, dass die FPI auftauche, nicht gewährleisten könne. Die Erfahrung, dass sich die Polizei bei FPI-Aktionen häufig nicht einmischt, gibt der Organisation Vertrauen, dass Gewaltanwendung letztlich dazu führt, dass sie ihre Ziele erreichen kann.
Zum Teil ist die indonesische Gesellschaft aber nicht mehr bereit, die Passivität der Polizei bei FPI-Aktionen hinzunehmen. So wurde Ende Dezember 2015 auf Change.org eine Petition gestartet, in der die Entlassung des Polizeichefs von Zentraljakarta Hendro Pandowo gefordert wurde, mit der Begründung, dass er Sweeping-Aktionen der FPI unterstütze. Zuvor hatten Hunderte FPI-Anhänger Fahrzeuge am Eingangstor des Taman-Ismail-Marzuki-Geländes kontrolliert, wo die Preisverleihung der Theater Föderation stattfand, um zu verhindern, dass Dedi Mulyadi, der Distriktchef von Purwakarta (siehe oben), an der Preisverleihungszeremonie teilnimmt. Die Polizei war mit 200 Personen anwesend gewesen, hatte die FPI jedoch nicht an der Fahrzeugkontrolle gehindert.

#### Berichte über Zusammenarbeit zwischen FPI und Polizei
Nach WikiLeaks-Dokumenten, die 2006 veröffentlicht wurden, hat die FPI zumindest in ihrer Anfangszeit regelmäßig finanzielle Unterstützung von der Polizei und vom Staatlichen Nachrichtendienst erhalten, weil man sie als „Wachhund“ für äußerst nützlich hielt. Die indonesische Polizei unterstützte die FPI in der Anfangszeit logistisch und finanziell, um damit ein Gegengewicht zu „Extremisten“ der studentischen Reformbewegung zu haben. Jayusman, der Polizeikommandeur von Jakarta, gab in einem Interview an, dass nach dem Fall von Suharto die frühere Politik der „eisernen Faust“ gegenüber Bürgermilizen nicht mehr durchsetzbar gewesen sei. Deswegen habe die Polizei versucht, die FPI dadurch einzuhegen und kontrollieren, dass sie der Führung Spenden aus der Geschäftswelt von Jakarta zukommen ließ. Die FPI hat später zugegeben, in den ersten zwei Jahren ihres Bestehens alle ihre Aktionen mit der Polizei koordiniert zu haben.

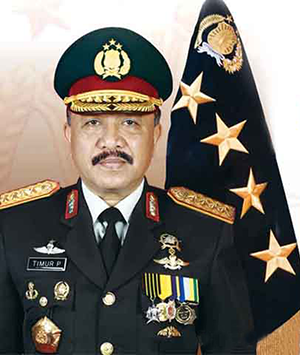
Timur Pradopo, von 2010 bis 2013 Chef der Nationalen Polizei Indonesiens, unterhielt gute Beziehungen zur FPI

Die FPI pflegte auch in der nachfolgenden Zeit die Kontakte zu einflussreichen Personen in der Polizei. In einer Rede in Luwuk in Zentralsulawesi am 29. November 2006 sprach Rizieq Syihab davon, dass FPI und die Polizei wie Ehemann und Ehefrau seien, die gemeinsam für Ordnung sorgten. Eine besonders enge Beziehung bestand insbesondere zu Timur Pradopo, von Oktober 2010 bis Oktober 2013 Chef der Nationalen Polizei von Indonesien. In der Zeit, als Timur Polizeichef von Groß-Jakarta war, „umarmte“ er die FPI, um die Ordnung in Jakarta im Ramadan aufrechtzuerhalten. Habib Salim Umar Alattas, Vorsitzender der FPI Jakarta, bestätigte die gute Beziehung der FPI zu ihm und lobte die Stärke seines Islams und den Eifer bei seiner Religionsausübung. Im August 2010 nahm er zusammen mit dem Gouverneur von Jakarta an der Feier zum zwölfjährigen Bestehen der FPI teil. Wenige Tage bevor er im Oktober 2010 zum Polizeichef Indonesiens ernannt wurde, äußerte er gegenüber einer parlamentarischen Kommission, dass seiner Ansicht nach die FPI ermächtigt werden könnte, den Sicherheitskräften zu helfen. Doch wies er die Auffassung zurück, dass er bei einer Konfrontation mit der FPI weich sein werde.
Nach Woodward et alii hat die Polizei der FPI bei manchen Aktionen auch logistische Unterstützung geleistet und wurde im Anschluss daran beim gemeinsamen Essen mit den FPI-Kämpfern gesehen. Polizei-Kommandeure sollen auch öfters Opfer von FPI-Gewalttaten für die Angriffe verantwortlich gemacht haben. Die International Crisis Group hat die Vermutung geäußert, dass die FPI ihre Absicht, eine Razzia bei bestimmten Vergnügungsstätten durchzuführen, deswegen der Polizei vorher ankündigt, damit diese die Möglichkeit erhält, an das anvisierte Ziel heranzutreten und Schutzgeld auszuhandeln. Einiges von diesem Geld fließe dann an die FPI zurück. Das Phänomen, dass Polizeibeamte die Ankündigungen von FPI-Angriffen nutzen, um dann von den Gruppen, deren Objekte in Visier genommen wurden, Schutzgelder zu erpressen, wird auch von indonesischen Wissenschaftlern erwähnt. Auf diese Weise sollen zum Beispiel Polizeibeamte verfahren haben, als die FPI-Miliz am 5. August 2003 das Büro des Liberalen Islam-Netzwerks (Jaringan Islam Liberal; JIL) ins Visier nahm: Sie traten an die Leute des Netzwerks heran und forderten von ihnen Geld, wenn sie vor den FPI-Angriffen sicher sein wollten.
Die Beziehungen zwischen FPI und Polizei werden besonders im Zusammenhang mit islamischen Festen gepflegt. Im September 2017 zitierte das Nachrichtenportal republika.co.id ein Mitglied des Zentralen Führungsrates der FPI mit der Aussage, dass die Provinzpolizei der Metropolregion Groß-Jakarta der FPI jährlich zum Opferfest ein Opfertier schenke. In manchen Jahren spende auch die Ressortpolizei ein Opfertier. Am 31. Dezember 2017 führten Polizeibeamte und FPI-Aktivisten in der Stadt Lhokseumawe in der Provinz Aceh sogar einen gemeinsamen Dhikr durch. Die Veranstaltung wurde vom Anführer der FPI in Aceh geleitet, wobei nicht nur der Polizeichef der Provinz anwesend war, sondern auch der regionale Vertreter der Bank Indonesia.

#### Zusammenstöße zwischen FPI und Polizei
Das Verhältnis zwischen FPI und der lokalen Polizei von Jakarta war keineswegs immer gut. Eine erste schwere Krise erlebte dieses Verhältnis Ende 2000. Nachdem am 8. Dezember 2000 die FPI während des Ramadans eine Spielhalle mit Flipperautomaten zerstört und sechs Wachleute verletzt hatte, nahm die Polizei 58 FPI-Mitglieder fest. Drei Tage später schoss die Polizei auf die Reifen eines Lastwagens mit FPI-Aktivisten, die gerade eine Sweeping-Aktion in West-Java abgeschlossen hatten. Als Reaktion auf die Ankündigung der Polizeileitung von Jakarta, FPI-Aktionen gegen Cafés, Restaurants und Bars nicht länger zu dulden, drangen am 13. Dezember 2000 mit Macheten bewaffnete FPI-Mitglieder in einen Häuserkomplex der Regierung in Nordjakarta ein. Sie konnten nur durch die Bewohner zurückgedrängt werden. Drei Tage später griffen dann hunderte FPI-Kämpfer eine Polizeistation in Karawang, 90 Kilometer östlich von Jakarta an, wobei sie drei Offiziere schwer verletzten.
Da der Polizeidruck zunahm, schraubte die FPI ihre Angriffe gegen die „Orte der Sünde“ zurück. Die bekannten Verbindungen zwischen FPI und hochstehenden Militärs führten in dieser Zeit zu Spekulationen, dass der Konflikt zwischen FPI und Polizei Teil eines größeren Revierkampfs zwischen Polizei und Armee sei; letztere hatte nämlich nach der formalen Abtrennung der Polizei von der Armee im Jahre 1999 viele von ihren lukrativen Schutzverträgen mit der Unterhaltungsindustrie verloren. Sofjan Jacoeb, der von Mai bis Dezember 2001 das Amt des Polizeichefs von Jakarta bekleidete, nahm eine unnachgiebige Haltung gegenüber der FPI ein. Als im Oktober 2001 FPI-Anhänger gegen die USA demonstrierten, ging die Polizei sehr hart gegen die Demonstrierenden vor und führte am Tag danach eine Razzia in dem Hauptquartier der FPI in Tanah Abang durch. Die FPI ging deswegen gerichtlich gegen den Polizeichef von Jakarta vor, weil sie ihr Demonstrationsrecht eingeschränkt sah. Die Auseinandersetzung wurde aber schließlich mit einem Friedensabkommen zwischen dem Polizeichef und der FPI beendet.
Auch in den folgenden Jahren griff die Polizei mehrfach hart gegen die FPI durch. Am 20. April 2003 wurde Rizieq Shihab von der Provinzpolizei von Jakarta verhaftet, weil er sich in einer Fernsehsendung über die Institution der Polizei lustig gemacht hatte. Zwar halfen ihm seine Anhänger, aus dem Büro der Staatsanwaltschaft zu fliehen, doch stellte er sich am nächsten Tag der Polizei, und wurde erneut inhaftiert, diesmal im Salemba-Gefängnis, wo er bis zum November 2003 interniert blieb. Wenige Tage nach dem Monas-Vorfall im Juni 2008 wurden 1000 Polizisten in das Gebiet um die FPI-Zentrale gebracht. Sie verhafteten mehr als 50 FPI-Mitglieder, darunter auch Rizieq Syihab, und stellten Dutzende Stöcke und eine Anzahl scharfer Waffen sicher. Rizieq wurde nach einem Verhör zusammen mit neun anderen Personen zum Tatverdächtigen erklärt.
Ein besonders heftiger Zusammenstoß zwischen FPI und Polizei ergab sich auch bei der Protestkundgebung gegen Ahok am 3. Oktober 2014, die in gewaltsamen Tumulten endete: Die Protestierenden warfen Tierkot und Steine auf die Polizisten, von denen sie zehn verletzten. 22 FPI-Anhänger wurden verhaftet, und der Generalsekretär des FPI-Büros von Jakarta Novel Bamu’min wurde zur Fahndung ausgeschrieben.
Die Polizei war in der Vergangenheit bei einigen Aktionen der FPI deswegen machtlos, weil sie nicht über ausreichende Personalstärke verfügte. Als zum Beispiel im September 2007 die FPI mit hunderten Anhängern ihre Sweeping-Aktion in Samarinda durchführte, waren nur ein paar Dutzend Polizisten anwesend. Sie konnten nicht viel ausrichten und beobachteten nur das Treiben der FPI-Leute. Der Chef der städtischen Polizei (Polsekta) wurde selbst geschlagen, als er die Bürger seiner Stadt gegen die Angriffe der FPI-Anhänger zu verteidigen versuchte. In manchen Fällen setzt sich die FPI auch über polizeiliche Anweisungen hinweg. Als zum Beispiel im Ramadan 2014 die Polizei von Bogor klarstellte, dass sie religiösen Vigilantismus nicht dulden werde, gelobte die lokale FPI-Gruppe trotzdem, gegen Läden vorzugehen, „die die Regeln des Ramadan nicht einhalten.“
Ein neuerlicher Zusammenstoß zwischen FPI-Mitgliedern und der Polizei ereignete sich in den frühen Morgenstunden des 7. Dezember 2020 auf der Autostraße Jakarta-Cikampek. Hintergrund war, dass die Polizei von Jakarta Berichten nachging, wonach FPI-Anhänger während eines Polizeiverhörs von Rizieq Syihab wegen des Verstoßes gegen COVID-19-Hygienebestimmungen, das für diesen Tag geplant war, eine Demonstration durchführen wollten. Hierbei töteten die Polizisten sechs FPI-Mitglieder, die Angriffe auf sie durchgeführt haben sollen. Da die FPI eine andere Version von dem Hergang des Vorfalls verbreitete, haben indonesische Beobachter und Amnesty International eine unabhängige Untersuchung des Vorfalls gefordert.

#### Ausübung von Druck auf die Polizei durch die FPI
In den letzten Jahren hat die FPI mehrfach durch Großkundgebungen Druck auf die Polizei ausgeübt. So forderte Rizieq Syihab nach der Anti-FPI-Aktion der Dayak im Februar 2011 den Polizeigeneral Timur Pradopo auf, den Polizeichef von Zentralkalimantan, der seiner Meinung nach diese Aktion unterstützt hatte, zu entlassen. Und am 16. Januar 2017 führte die FPI vor dem Hauptquartier der Nationalpolizei in Südjakarta eine Kundgebung durch, bei der sie Rizieq Syihab in einer Rede aufforderte, Anton Charliyan, den Polizeichef von Westjava, unverzüglich von seinem Posten zu entfernen, da er bei dem Konflikt zwischen FPI und GMBI in Bandung für letztere Organisation Partei ergriffen habe. Die Polizei stellte 2800 Polizisten ab, um die Kundgebung zu sichern. Die FPI zeigte außerdem Charliyan bei der Abteilung der Polizei für innere Angelegenheiten an, mit dem Argument, dass er durch seine Parteinahme für die GMBI die Polizei-Ethik verletzt habe. Die FPI forderte bei der der Kundgebung auch die Entlassung des leitenden Polizeiinspektors von Jakarta und des Polizeichefs von West-Kalimantan. Das Setara Institute for Democracy and Peace, eine Nicht-Regierungsorganisation mit Sitz in Jakarta, kritisierte die Drohungen der FPI gegen die Polizei als „eine Form von Terror“. Die Polizei wies gleichzeitig den Vorwurf der unfairen Behandlung der FPI bei dem Vorfall in Bandung zurück.
Manchmal übt die FPI auch bei Verhaftungen ihrer Mitglieder Druck auf die Polizei aus. Als zum Beispiel Ende Dezember 2017 die Polres von Bekasi ein FPI-Mitglied wegen Zerstörung eines Drogenladens verhaftete, kamen Dutzende FPI-Mitglieder zu einer Kundgebung vor die Polizeizentrale, bei der sie seine Freilassung forderten.

### Justiz

#### Die FPI als „Helfer der Justiz“
Rizieq Syihab erklärte 2007 in einem Grundsatzpapier, dass die FPI die Position eines Gesellschaftsmitglieds habe, das der Justiz (para penegak hukum) auf pro-aktive Weise durch Information, direkte Unterstützung, politischen Druck und Strafverfolgung helfen wolle, um auf diese Weise das Recht in Indonesien besser durchzusetzen. Je besser die Qualität des Rechts und das Engagement der Strafverfolgungsbehörden in Indonesien seien, desto weniger müsse die FPI dafür kämpfen und desto weniger beteilige sie sich auch an der Überwachung von Rechtsverstößen. Die FPI präsentiert sich also als Helfer der Justiz.
Tatsächlich gab es bereits mehrere Fälle, in der die FPI „als Helfer der Justiz“ aufgetreten ist. Im April 2005 zum Beispiel zeigte die FPI die Rockgruppe Dewa wegen Blasphemie bei der Polizei an, weil diese auf dem Cover ihres Musikalbums Laskar Cinta („Armee der Liebe“) einen achtzackigen Stern verwendet hatte, in dem die acht Zacken jeweils durch den Gottesnamen Allāh gebildet wurden. Als besonders verwerflich betrachtete es die FPI, dass die Gruppe diesen Stern bei einem Konzert auf dem Bühnenboden angebracht hatte. Die Tatsache, dass die Musiker bei dem Konzert den Gottesnamen mit Füßen getreten hatten, sah die FPI als eine Beleidigung des Islams. Aufgrund der Anzeige entschuldigte sich die Rockband bei einer Pressekonferenz für ihr Verhalten und änderte das Aussehen ihres Sternlogos geringfügig ab, so dass es nicht mehr den Gottesnamen abbildete.
Im April 2006 zeigte Baharuzaman, ein führendes Mitglied der FPI, Erwin Arnada, den Herausgeber der indonesischen Ausgabe von Playboy und zwei Playboy-Modelle bei der Polizei wegen Schamlosigkeit an. Im Juni und Juli 2006 folgten Anzeigen der FPI gegen weitere Playboy-Modelle. Baharuzaman trat in dem Prozess gegen Arnada selbst als Zeuge auf und behauptete, dass Playboy die Welt-Ikone der Pornographie sei und gegen Normen der Moral und Höflichkeit verstoße. Den ersten Sitzungen wohnten 50 Mitglieder der FPI bei, die sich zwischendurch mit Takbīr-Rufen bemerkbar machten. Als der Staatsanwalt im März 2007 für Arnada eine zweijährige Gefängnisstrafe forderte, buhten die anwesenden FPI-Mitglieder ihn aus, weil sie diese Strafe für zu milde hielten und für Arnada die Todesstrafe wünschten. Die FPI demonstrierte bei dieser Sitzung auch außerhalb des Justizgebäudes.
Durch die Kampagne gegen Ahok Ende 2016, an der die FPI teilnahm, wurde ein Blasphemie-Prozess gegen ihn angestoßen, bei dem Rizieq Shihab selbst am 28. Februar 2017 als Zeuge gehört wurde. Während des Prozesses brachte die FPI ihre Enttäuschung über das von der Staatsanwaltschaft geforderte Strafmaß (18 bis 24 Monate Haft) zum Ausdruck und forderte das Gericht dazu auf, Ahok zu einer Haftstrafe von fünf Jahren zu verurteilen.

#### Sympathisanten der FPI in der Justiz
Zwei Fälle zeigen, dass die indonesische Justiz zum Teil auch mit Anhängern der FPI durchsetzt ist. So wurde das Strafurteil des Obersten Indonesischen Gerichts gegen den Playboy-Herausgeber Erwin Arnada im Juli 2010 „als Geschenk für die FPI“ mitten im Ramadan verkündet. Das Gericht veröffentlichte das Urteil hierbei nicht selbst, sondern übertrug diese Aufgabe der FPI, die durch ihren Repräsentanten Munarman Exemplare des Urteils an die Presse verteilen ließ. Der zweite Fall ist der Blasphemie-Prozess gegen Ahok. Als Ahok im Frühjahr 2017 einen Antrag auf gerichtliche Überprüfung des Hafturteils gegen ihn stellte, drängte die FPI den Obersten Gerichtshof, den Antrag abzulehnen, was auch geschah. Später gab Rizieq Syihab bekannt, dass Artidjo Alkostar, der Richter des Obersten Gerichtshofs, der den Antrag abgelehnt hatte, ein langjähriger Weggefährte von ihm ist und der FPI vor seiner Berufung an den Obersten Gerichtshof regelmäßig als Rechtsberater gedient hatte. Alkostar selbst stritt allerdings eine führende Rolle in der FPI ab.

#### Strafrechtliche Verfolgung von FPI-Mitgliedern
FPI-Mitglieder selbst sind ebenfalls schon öfters Gegenstand strafrechtlicher Ermittlungen geworden. Zwischen 1998 und 2010 wurden insgesamt mehr als 150 Mitglieder der FPI verhaftet. Auch aus jüngerer Zeit sind solche Fälle bekannt. Als zum Beispiel im Dezember 2017 vier FPI-Mitglieder eine Sweeping-Aktion in einem Hotel in Klaten in Zentraljava durchgeführt hatten, erhob das Hotel Anzeige gegen sie wegen abstoßenden Verhaltens gemäß § 335 des Indonesischen Strafgesetzes. Die Polizei nahm die vier FPI-Mitglieder daraufhin im Februar in Gewahrsam, als sie gerade eine andere Überwachungsaktion durchführten, und leitete ein Gerichtsverfahren gegen sie ein.
Wenn Mitglieder der FPI-Miliz bei einer Aktion mit den Strafverfolgungsbehörden zu tun bekommen, ist die LPI-Führung verpflichtet, sie mit professionellem Rechtsbeistand zu verteidigen. Die FPI verfügt über eine eigene Rechtshilfeabteilung, die Bantuan Hukum Front (BHF). Diese übernimmt üblicherweise die Verteidigung von FPI-Mitgliedern, gegen die strafrechtliche Ermittlungen laufen. Als zum Beispiel der FPI-Führer von Lampung, Habib Hasan Al Djufri, im März 2003 wegen der Sprengung der evangelikalen Bethanien-Kirche von Bandar Lampung angeklagt war, erreichte es die BHF, dass er von allen Anschuldigungen freigesprochen wurde. Nach dem Monas-Vorfall 2008 aktivierte die FPI insgesamt 30 Anwälte, um die verhafteten FPI-Mitglieder zu verteidigen. Wenn ein FPI-Aktivist inhaftiert wird, dann sind in der Zeit, in der er seine Haftstrafe absitzt, alle anderen Aktivisten verpflichtet, seine Familie zu unterstützen.
Auch Rizieq Syihab selbst wurde bereits zwei Mal zu Haftstrafen verurteilt. Am 16. Oktober 2002 wurde er nach Zusammenstößen der FPI mit der Polizei unter dem Vorwurf der Beleidigung der Regierung und der Aufwiegelung zu öffentlichen Unruhen verhaftet. Schon nach kurzer Zeit wurde er allerdings unter der Bedingung, dass die FPI ihre Überfälle einstellt, wieder freigelassen und unter Hausarrest gestellt. Die FPI war somit gezwungen, zumindest zeitweilig auf gewaltsame Aktivitäten zu verzichten. Nachdem Rizieq am 8. April 2003 nach Jordanien gereist war, um im Irak „humanitäre Hilfe“ zu leisten, wurde er bei seiner Rückkehr am 20. April von der Provinzpolizei von Jakarta erneut verhaftet, weil er mit der Reise gegen die Arrestauflagen verstoßen hatte. Im Juli wurde er zu einer Haftstrafe von sieben Monaten verurteilt, die er in dem Gefängnis Rutan Salemba absaß. Während seiner Inhaftierung bestand die FPI zwar als Organisation fort, musste die Aktivitäten ihres paramilitärischen Flügels jedoch unterbrechen. Die Anzahl der gewaltsamen Aktivitäten der FPI ging dadurch im Jahr 2003 insgesamt sehr stark zurück.
Das zweite Mal wurde Rizieq Syihab 2008 im Zusammenhang mit dem Angriff auf die AKKBB am Monas zu einer Haftstrafe verurteilt. In diesem Fall betrug die Haftstrafe 18 Monate. Zusammen mit ihm wurde auch Munarman, der Kommandeur der LPI, verurteilt. Die FPI hat den Urteilsspruch gegen Rizieq Syihab allerdings nicht akzeptiert und hinterher eine Presseerklärung veröffentlicht, in der sie dieses Urteil als Unrecht (kezaliman) anprangerte. Bei dem derzeit noch laufenden Prozess gegen Rizieq Syihab wegen Verspottung der Pancasila ist es der BHF-Vorsitzende Sugito Atmo selbst, der die Verteidigung übernimmt.

#### Verhalten der FPI bei Strafprozessen
Bei Strafprozessen gegen eigene Mitglieder zeigt die FPI meist starke Präsenz. Dem Prozess gegen Habib Hasan Al Djufri im März 2003 wohnten zum Beispiel hunderte FPI-Anhänger bei. Bei der eröffnenden Sitzung des Prozesses gegen Rizieq Syihab nach dem Monas-Vorfall 2008 waren rund 200 FPI-Mitglieder aus Jakarta, Bogor, Depok, Tangerang und Bekasi zugegen. Sie forderten während des Prozesses die Freilassung von Rizieq mit dem Argument, dass er keinen Gesetzesverstoß begangen habe. Einige FPI-Mitglieder erzwangen sich gewaltsam Zugang zum Gerichtssaal, obwohl die Tür bereits geschlossen war. Die Polizei, die der Situation nicht gewachsen war, ließ sie schließlich passieren. Als Rizieq Syihab im Januar 2017 wegen des Vorwurfs der Volksverhetzung verhört wurde, demonstrierten FPI-Mitglieder und -Anhänger vor dem Polizeipräsidium gegen das Verhör, das sie als unzulässigen Versuch der Kriminalisierung von Ulema betrachteten. Und als am 19. Juli 2018 ein FPI-Mitglied in Surabaya wegen Verbreitung von Hassrede in den Sozialen Medien angeklagt war, begleiteten ihn Dutzende FPI-Mitglieder in den Gerichtssaal. Nach dem Ende der Gerichtsverhandlung, bei der der Angeklagte zu sieben Monaten Gefängnis verurteilt wurde, eskortierten ihn die FPI-Mitglieder mit lauten Takbīr-Rufen aus dem Gerichtssaal hinaus.
Mehrfach ist es bei Prozessen gegen FPI-Mitgliedern auch zu Konflikten mit anderen Gruppen gekommen. Bei dem Strafprozess gegen Rizieq Syihab und Munarman nach dem Monas-Vorfall zum Beispiel griffen FPI-Mitglieder im Gerichtsgebäude Mitglieder der AKKBB tätlich an, ohne dass die Polizei eingriff. Der liberale NU-Aktivist Guntur Romli wurde von den anwesenden FPI-Anhängern umzingelt und zur Flucht aus dem Gerichtssaal gezwungen, woraufhin andere FPI-Mitglieder ihm nachjagten. Die liberale Aktivistin Nong Darol Mahmada wurde von FPI-Anhängern geschlagen und sexuell belästigt. Teilweise wurden die FPI-Anhänger von Polizisten sogar zur Gewaltanwendung und Einschüchterung angestachelt. Die AKKBB wurde daraufhin beim nächsten Prozesstermin am 25. September 2008 von Banser, dem paramilitärischen Flügel der NU, und Ansor, dem Jugendflügel von NU, geschützt. Die beiden Seiten trugen einen gewaltsamen Konflikt aus, bei dem mehrere Personen von FPI und AKKBB schwer verletzt wurden. Die Polizei trennte die beiden Gruppen und nahm 12 FPI-Kämpfer und 1 Banser-Mitglied in Gewahrsam.
Zu einem Zusammenstoß mit der Polizei von Jakarta kam es, als Rizieq am 30. Oktober 2008 zu anderthalb Jahren Gefängnis verurteilt wurde. 500 Menschen, die zum Teil der FPI und zum Teil anderen Organisationen angehörten, versammelten sich vor dem Landgericht von Zentral-Jakarta und warfen Steine auf die Polizei, woraufhin diese mit Tränengas gegen sie vorging. Die Masse löste sich erst auf, nachdem einige Mitglieder der FPI-Führung interveniert hatten. Ein führendes Mitglied der FPI behauptete hinterher, dass diejenigen, die Steine auf die Polizei geworfen hatten, keine FPI-Mitglieder gewesen seien, sondern Provokateure, die die Attribute der FPI benutzt hätten, um die Organisation in Verruf zu bringen.

### Die Nationale Menschenrechtskommission (Komnas HAM)
Eine besonders spannungsreiche Beziehung verbindet die FPI mit der Nationalen Menschenrechtskommission (Komnas HAM) von Indonesien. Als im Juni 2000 die Kommission ihren Untersuchungsbericht über das Tanjung-Priok-Massaker vorlegte, war die FPI mit dem Ergebnis des Berichts unzufrieden, weil dieser die Regierung entlastet und die Anzahl der Opfer nach Ansicht der FPI mit 23 als viel zu niedrig angegeben hatte. Die FPI selbst ging von 400 bis 500 Opfern aus. Deshalb stürmten am 23. Juni 300 FPI-Aktivisten die Kommissionszentrale und zerstörten ihre Räumlichkeiten. Dies war eine der aufsehenerregendsten Aktionen in der Frühzeit der FPI. Der FPI-Angriff auf die Kommission hatte auch damit zu tun, dass diese angekündigt hatte, Wirantos Rolle bei den Menschenrechtsverletzungen in Osttimor zu untersuchen. Am 24. Juni 2000 forderte die FPI außerdem in einer öffentlichen Erklärung die Auflösung der Komnas HAM.
Die FPI hat sich auch in den folgenden Jahren mehrfach gegen die Kommission gestellt. 2008 und 2011 forderte sie zusammen mit anderen islamischen Organisationen die Kommission auf, die Ahmadiyya nicht zu schützen. 2010 löste sie eine Informationsveranstaltung der Kommission zu Menschenrechten für Waria und Transgender in Depok auf.
Umgekehrt kritisierte der Vorsitzende der Kommission, Imdadun Rahmat, die FPI dafür, dass in den Gebieten, in denen sie tätig ist, häufig die religiöse Toleranz gefährdet sei. Deswegen löste es eine Debatte aus, als sich im Mai 2017 der Vorsitzende der Rechtsabteilung der FPI von Zentraljawa Zainal Petir in die Liste der Kandidaten für ein Kommissarsamt in der Kommission eintragen ließ. Zainal gab an, dass er sich selbst darum bemühe, eine „humane FPI“ aufzubauen. Als Beweis dafür verwies er darauf, dass er schon einmal FPI-Mitglieder Sweeping-Aktionen verboten und ihnen sogar gedroht habe, sie zu entlassen. Menschenrechtsaktivisten hielten dieses Bekenntnis jedoch für unehrlich und warnten davor, ein Mitglied der FPI in die Kommission aufzunehmen, weil diese Organisation das Verbot von Diskriminierung und das Prinzip der Gewaltlosigkeit nicht unterstützt.

### Das Verbot vom Dezember 2020
Das interministerielle Dekret zum Verbot der FPI wurde am 30. Dezember 2020 von Mahmud MD, dem Koordinierungsminister für politische, rechtliche und sicherheitspolitische Angelegenheiten auf einer Pressekonferenz verkündet. Das Dokument ist vom Innenminister, dem Minister für Recht und Menschenrechte, dem Minister für Kommunikation und IT, dem Generalstaatsanwalt, dem Chef der Nationalen Polizei und dem Chef der Nationalen Behörde zur Terrorismusbekämpfung unterschrieben.
Das Dekret begründet das Verbot der FPI unter anderem damit, dass von den FPI-Anführern und -Mitgliedern (eingeschlossen ehemalige Mitglieder) bereits 35 an terroristischen Anschlägen beteiligt waren (davon 29 bereits rechtskräftig verurteilt) und 206 an sonstigen kriminellen Handlungen (davon 100 bereits rechtskräftig verurteilt), und dass FPI-Anführer und -Mitglieder Sweeping genannte Razzia-Aktionen inmitten der Gesellschaft durchgeführt haben, wenn ihrer Auffassung nach Gesetzesverstöße vorgefallen waren, und sich damit staatliche Aufgaben angemaßt haben.
Unter Berücksichtigung der Tatsache, dass die reguläre Registrierung der FPI als gesellschaftliche Organisation bereits am 20. Juli 2019 ausgelaufen ist, stellt das Dekret fest, dass die FPI nicht, wie vom Gesetz gefordert, registriert ist und de jure bereits aufgelöst ist. Es stellt weiterhin fest, dass die FPI trotzdem weiterhin Aktivitäten durchführt, die die öffentliche Ordnung stören und gegen Gesetze verstoßen. Das Dekret verbietet Aktivitäten und Verwendung von Attributen und Symbolen der FPI auf dem Territorium der Republik Indonesien. Verstöße gegen dieses Verbot sollen von den Strafverfolgungsbehörden geahndet werden. Das Dekret fordert außerdem die Bürger dazu auf, (1) sich nicht an Aktivitäten, bei denen Symbole und Attribute der FPI gezeigt werden, zu beteiligen und (2) den Strafverfolgungsbehörden die Verwendung von solchen Symbolen und Attributen zu melden. Die unterzeichnenden Behörden werden angewiesen, ihre Strafverfolgungsmaßnahmen bezüglich der FPI zu koordinieren.
Nach der Verkündung des FPI-Verbots führten die Regierungsbeamten ein Videokompilation vor, die verschiedene Beweisen dafür enthält, dass die FPI den islamistischen Terrorismus unterstützt. Im ersten Abschnitt wird die FPI-Deklaration zur IS-Organisation gezeigt, im zweiten das Video von einer Rede Rizieq Syihabs, in der er zur Unterstützung der IS-Organisation aufrief, im dritten das Video von FPI-Mitgliedern in Makassar, die am 25. Januar 2015 der IS-Organisation den Treueid leisteten, im vierten die Aufnahme von einer aufstachelnden Rede Rizieq Syihabs, in der er zur Gewalt gegen Christen im Ambon-Poso-Konflikt von 1998/2000 aufrief, und im fünften Aufnahmen von einer Milad-Feier, bei der FPI- und LPI-Mitglieder übten, Gefangenen die Kehle durchzuschneiden.

## Wissenschaftliche Deutungen
Die FPI ist seit ihren Anfängen im Jahre 1998 Gegenstand zahlreicher wissenschaftlicher Untersuchungen, wobei diese zu unterschiedlichen Deutungen gelangt sind. Ein Aufsatz, der 2003 im Indonesischen Kriminologischen Journal erschien, deutete die FPI im Sinne von Albert K. Cohen als eine deviante subkulturelle Gruppierung, die als Folge von Status-Frustration Handlungen begeht, die gegen die geltenden Rechtsnormen der Gesellschaft verstoßen. Der australische Wissenschaftler Ian Wilson hat die FPI 2014 als eine vigilantistische Gruppierung beschrieben, die eine Form von organisierter Kriminalität mit moralischem Unterton (morality racketeering) betreibt. Munajat sieht eine Ähnlichkeit dieser gewaltsamen Aktionen mit dem, was Charles Tilly „kollektive Gewalt als contentious politics“ nennt.
Der Soziologe Al-Zastrouw weist die verbreitete Auffassung, dass es sich bei der FPI um eine fundamentalistische Gruppierung handelt, mit der Begründung zurück, dass die FPI die Moderne nicht rundheraus ablehne und außerdem eine relativ flexible Theologie besitze, um unterschiedlichen sozialen Gruppen gerecht zu werden. Das Handeln der FPI werde in Wirklichkeit nicht von der islamischen Ideologie, sondern von individuellen Motiven ökonomischer und politischer Art bestimmt.
Mark Woodward und eine Reihe anderer Wissenschaftler, die 2014 in der Zeitschrift Contemporary Islam einen Artikel über die FPI verfassten, meinen, dass es sich bei der FPI eigentlich um eine terroristische Organisation handelt, auch wenn sie weder in Indonesien noch international als eine terroristische Organisation klassifiziert wird. Hierbei argumentieren sie, dass die FPI das Kriterium der Terrorismus-Definition der US-Armee erfüllt. Dieses ist die Nutzung rechtswidriger Gewalt oder der Androhung rechtswidriger Gewalt in kalkulierter Weise zur Erzeugung von Furcht, um auf diese Weise Regierungen oder Gesellschaften unter Druck zu setzen oder einzuschüchtern, in Verfolgung politischer, religiöser oder ideologischer Ziele. Um die FPI wirksamer bekämpfen zu können, empfehlen sie der internationalen Gemeinschaft, sie als terroristische Organisation einzustufen.
Der tschechische Südostasienwissenschaftler Tomáš Petrů äußerte, dass es einige Gemeinsamkeiten zwischen der FPI und den SA-Truppen von Ernst Röhm gibt. Wie diese sei die FPI antidemokratisch, werde als Machtinstrument benutzt, um die friedlichen Treffen politischer Gegner zu stören, und brauche Gewalt, um ihre Ziele zu erreichen. Damit machte Petrů deutlich, dass er das Urteil der indonesischen Kolumnistin Julia Suryakusuma, die am 12. Juli 2008, also kurz nach dem Monas-Vorfall, in The Straits Times einen Artikel veröffentlicht hatte, in dem sie die FPI-Anhänger als Islamofaschisten bezeichnet, für nicht ganz unberechtigt hält.